# 陸上自衛隊

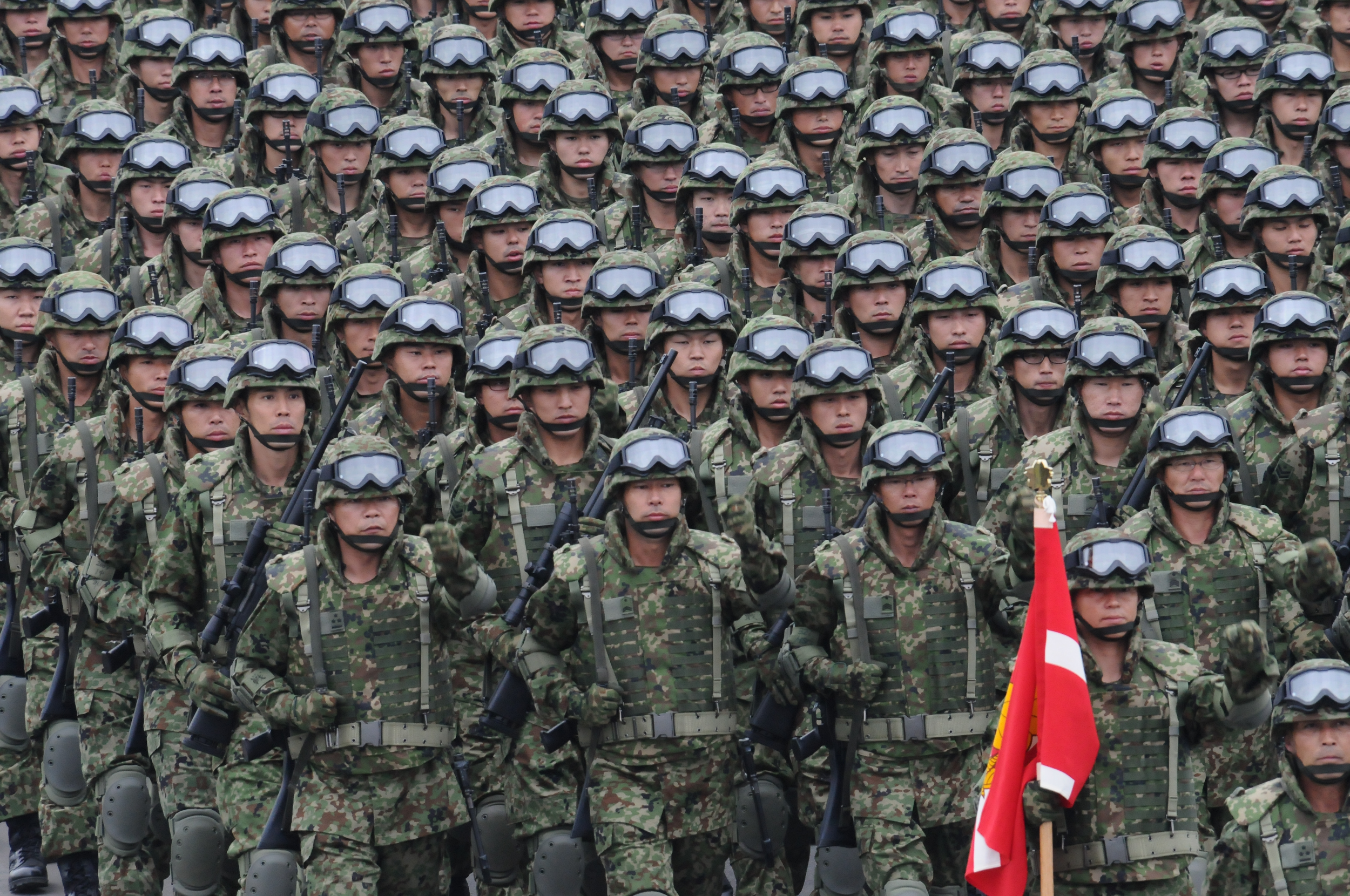
陸上自衛隊員參與2010年觀閱式

陸上自衛隊（日语：／ Rikujō Jieitai），簡稱陸自（日语：／ Rikuji），是日本陸海空自衛隊中規模最大的陸軍部隊，全體武職人員稱「陸上自衛官」。最初計畫編制有180,000員，但因受限於有限資金的運用，1992年滿員率僅維持有86%（約156,000人），武職人數不足以守住所有戰術要點。為作彌補，陸自幹部（軍官）對曹士（士官與兵）比很高，以加強專業性的「質」，緊急時再從自願者和後備軍中補充兵員。提高運用率後，截至2011年，陸自員額總數漸漸至約為16萬，繼續趨向小型高專業多功能化演進。雖然應付各種支出比較困難，但隊員薪資的發放仍是有一定預算保障的，近年來問題反而是年輕人較以往缺乏從軍意願，加上沒有立即性的外部威脅，連失業者的求職人數都顯得匱乏；由於日本禁止實施徵兵制以維持常備兵員，陸上自衛隊官兵組成現今還面臨高齡化的問題。
由於受到現行日本國憲法的規定，陸上自衛隊禁用彈道飛彈、巡弋飛彈（俄烏衝突後已解除，但仍以第二擊為使用原則）等侵略型武器，即使有自主設計研發的裝備，也傾向考慮成本與日本境內的使用。也因為這樣，陸自戰略思想與日本陸軍時代相比，已經失去了陸戰的佔領能力，以擊退小型攻擊為主，守住國內要點直到聯合國介入，因此地面兵力的需求大大式微，而海空部隊相較之下較重要，是陸自戰力薄弱的主要原因。陸上部隊特別偏向低空防禦、反戰車能力、反登陸火力和機動性改良，以符合岸際防衛兼反空降作戰。1990會計年度中期發展方案中已配備許多陸對海反艦飛彈。21世紀後增加了反恐作戰等內容，因應局勢變化，則是漸漸的提高了這些次要項目的訓練比重。
由於日本經常遭遇地震、暴風雪、颱風、海嘯等各種重大災變，陸上自衛隊的任務反而比較適合救難，近來也經常利用隊上的機械裝備投入救災工作，同時藉此加強人員防災訓練的學習，確保在地狹人稠且高度開發並容易引起重大傷亡的災區救災及在重建上提高效率，陸上自衛隊雖然也有派遣海外的兵力，但其於聯合國的海外行動中，日本主要的工作也是擅長的醫護和修路為主。

## 組織
- 陸上幕僚監部
- 陸上總隊司令部

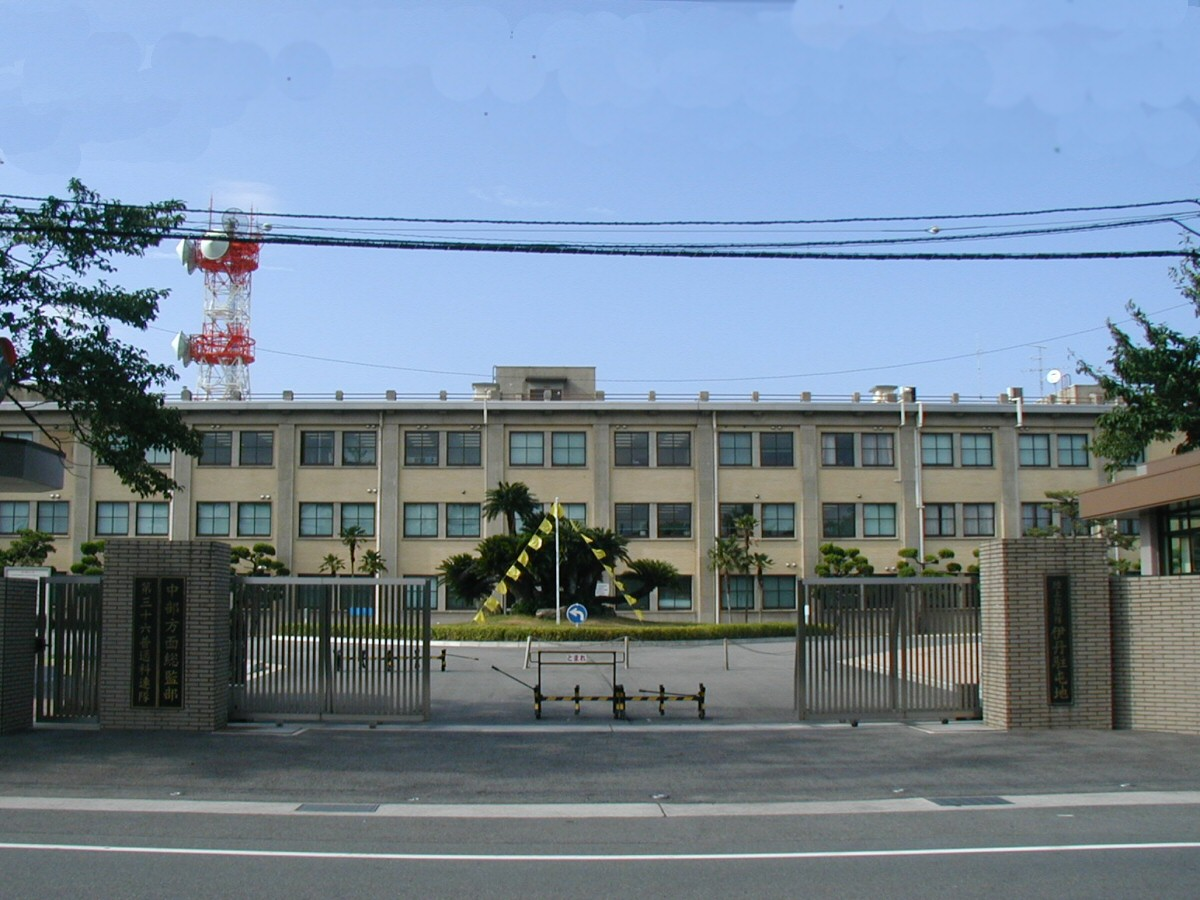
中部方面隊總部

方面隊部署圖

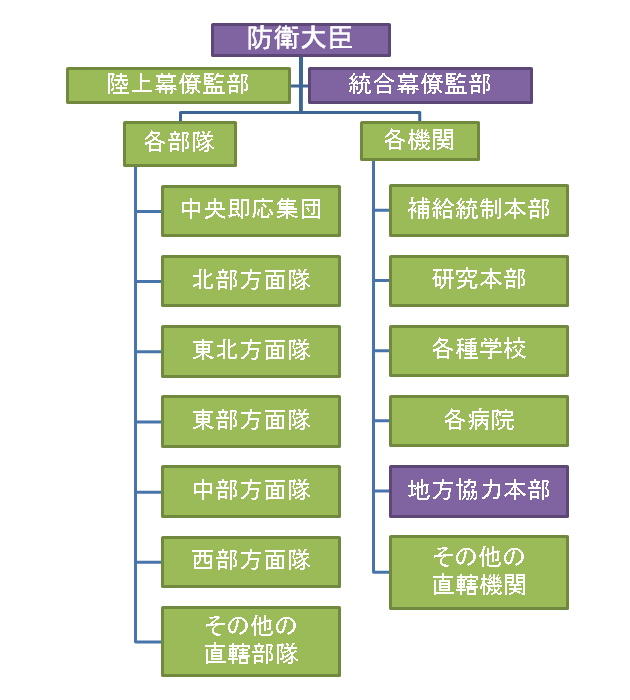
陸上自衛隊組織

- 陸上自衛隊警務隊（憲兵）（日语：陸上自衛隊警務隊）

### 戰術組織
主要組成有一個裝甲師團，九個步兵師團（每一師團有三到四個相當於團的步兵連隊），一個空降旅團、兩個混合旅團、四個訓練旅團（教育連隊），一個特科團（炮兵團），兩個高射特科團（防空飛彈團），一個直昇機團和兩個反戰車直昇機排。

### 編制部隊
（日本的旅團相當於旅，師團相當於師）
- 北部方面隊，為規模最大軍隊（北海道地方）
  - 北部方面總監部（札幌市：札幌駐屯地）
  -  第2師團 （旭川市：旭川駐屯地）
  -  第5旅團（帶廣市：帯廣駐屯地）
  -  第7師團 （千歲市：東千歲駐屯地）
  -  第11旅團（札幌市：真駒内駐屯地）
  - 第1特科團（千歲市：北千歲駐屯地）
  - 第1高射特科團（千歲市：東千歲駐屯地）
  - 北部方面設施隊（日语：北部方面施設隊）（惠庭市：南惠庭駐屯地）
  - 北部方面混成團（日语：北部方面混成団）（千歲市：東千歲駐屯地、真駒内駐屯地、旭川駐屯地、帶廣駐屯地、倶知安駐屯地）
  - 北部方面教育連隊（日语：北部方面教育連隊）（千歲市：東千歲駐屯地）
  - 北海道補給處（日语：陸上自衛隊北海道補給処）（惠庭市：島松駐屯地）
  - 其他直轄部隊等

- 東北方面隊（東北地方）
  - 東北方面總監部（仙台市：仙台駐屯地）
  -  第6師團 （東根市：神町駐屯地）
  -  第9師團 （青森市：青森駐屯地）
  - 第2設施團（日语：第2施設団）（柴田郡柴田町：船岡駐屯地）
  - 東北方面混成團（日语：東北方面混成団）（仙台市：仙台駐屯地）
  - 東北補給處（日语：陸上自衛隊東北補給処）（仙台市宮城野区：仙台駐屯地）
  - 其他直轄部隊等

- 東部方面隊（關東甲信越地方、靜岡縣）
  - 東部方面總部（練馬區：朝霞駐屯地）
  -  第1師團 （練馬區：練馬駐屯地）
  -  第12旅團 （北群馬郡榛東村：相馬原駐屯地）
  - 第1設施團（日语：第1施設団）（古河市：古河駐屯地）
  - 東部方面混成團（日语：東部方面混成団）（横須賀市：武山駐屯地）
  - 東部補給處（日语：陸上自衛隊東部補給処）（土浦市：霞浦駐屯地）
  - 其他直轄部隊等

- 中部方面隊（近畿地方、東海地方、北陸地方、中国地方、四国地方）
  - 中部方面總部（伊丹市：伊丹駐屯地）
  -  第3師團 （伊丹市：千僧駐屯地）
  -  第10師團 （名古屋市：守山駐屯地）
  -  第13旅團 （廣島縣：海田市駐屯地）
  -  第14旅團 （善通寺市：善通寺駐屯地）
  - 第4設施團（日语：第4施設団）（宇治市：大久保駐屯地）
  - 中部方面混成團（日语：中部方面混成団）（大津市：大津駐屯地）
  - 關西補給處（日语：陸上自衛隊関西補給処）（宇治市：宇治駐屯地）
  - 其他直轄部隊等

- 西部方面隊（九州、沖繩地方）
  - 西部方面總部（熊本市：健軍駐屯地）
  -  第4師團 （春日市：福岡駐屯地）
    - 對馬警備隊（日语：対馬警備隊 (陸上自衛隊)）（長崎對馬市）

  -  第8師團 （熊本市：北熊本駐屯地）
  -  第15旅團（那霸市：那霸駐屯地）
  - 第2高射特科團（日语：第2高射特科団）（飯塚市：飯塚駐屯地）
  - 第5設施團（日语：第5施設団）（小郡市：小郡駐駐屯地）
  - 西部方面混成團（日语：西部方面混成団）（佐世保市：相浦駐屯地）
  - 九州補給處（日语：陸上自衛隊九州補給処）（神埼郡吉野里町：目達原駐屯地）
  - 其他直轄部隊等

- 陸上總隊直轄部隊( 原中央即應集團)（練馬区：朝霞駐屯地）
  - 第1空挺團 （船橋市：習志野駐屯地）
  - 第1直升機團（木更津市：木更津駐屯地）
  - 中央即應連隊（宇都宮市：宇都宮駐屯地）
  - 特殊作戰群（宇都宮市：宇都宮駐屯地）
  - 中央特殊武器防護隊（埼玉市：大宮駐屯地）
  - 反特殊武器衛生隊（日语：対特殊武器衛生隊）（練馬區：朝霞駐屯地）
  - 國際活動教育隊（御殿場市：駒門駐屯地）
  - 水陸機動團
    - 陸上自衛隊第1水陸機動聯隊
    - 陸上自衛隊第2水陸機動聯隊
    - 陸上自衛隊第3水陸機動聯隊
    - 战斗登陸大隊（日语：水陸機動団戦闘上陸大隊）（崎边分屯地・玖珠駐屯地）

- 防衛大臣直轄部隊
  - 警務隊（日语：陸上自衛隊警務隊）（新宿區：市谷駐屯地）
  - 中央會計隊（日语：陸上自衛隊中央会計隊）（新宿區：市谷駐屯地）
  - 中央輸送業務隊（日语：陸上自衛隊中央輸送業務隊）（橫濱市：橫濱駐屯地）
  - 中央業務支援隊（日语：陸上自衛隊中央業務支援隊）（新宿區：市谷駐屯地）
  - 中央管制氣象隊（日语：陸上自衛隊中央管制気象隊）（新宿區：市谷駐屯地）
  - 會計監査隊（日语：陸上自衛隊会計監査隊）（新宿區：市谷駐屯地）
  - 中央音樂隊（日语：陸上自衛隊中央音楽隊）（練馬區：朝霞駐屯地）

- 海陸空自衛隊共同使用之機關：
  - 自衛隊体育学校（日语：自衛隊体育学校）（練馬區：朝霞駐屯地）
  - 自衛隊中央醫院（日语：自衛隊中央病院）
  - 自衛隊醫院（日语：自衛隊病院）
    - 陸上幕僚長指揮監督的部分自衛隊醫院：
      - 自衛隊札幌醫院 - 豐平駐屯地（北海道札幌市豐平区）
      - 自衛隊仙台醫院 - 仙台駐屯地（宮城縣仙台市宮城野区）
      - 自衛隊富士醫院 - 富士駐屯地（靜岡縣駿東郡小山町）
      - 自衛隊阪神醫院 - 川西駐屯地（兵庫縣川西市）
      - 自衛隊福岡醫院 - 春日駐屯地（福岡縣春日市）
      - 自衛隊熊本醫院 - 熊本駐屯地（熊本縣熊本市）
      - 自衛隊別府醫院 - 南別府駐屯地（大分縣別府市）

### 特殊組織
符合特種部隊定義的部隊如下：
- 中央即應集團（CRF）
  - 特殊作戰群（SFGp）
  - 第1空降團
  - 第1直升機團
- 水陸機動團
  - 陸上自衛隊第1水陸機動聯隊（原西部方面普通科連隊，WAiR）
  - 陸上自衛隊第2水陸機動聯隊
- 突擊隊（附屬於某些有直昇機的部隊或臨時專業編成）

### 訓練機關

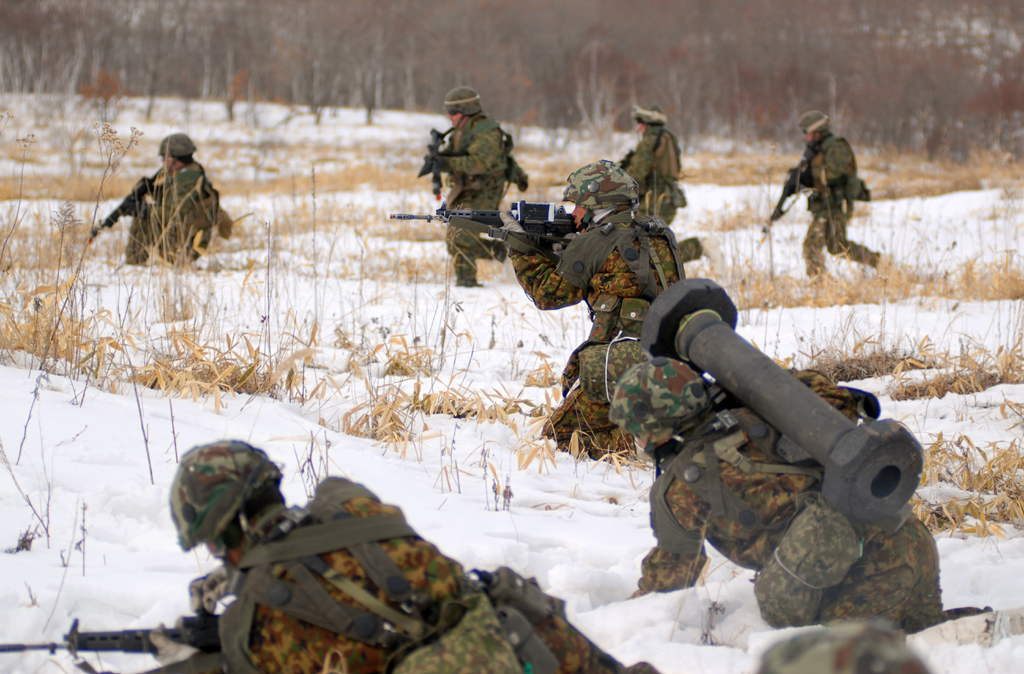
聯合作戰訓練與執行的陸上自衛隊部隊和美国海军陆战队在北海道

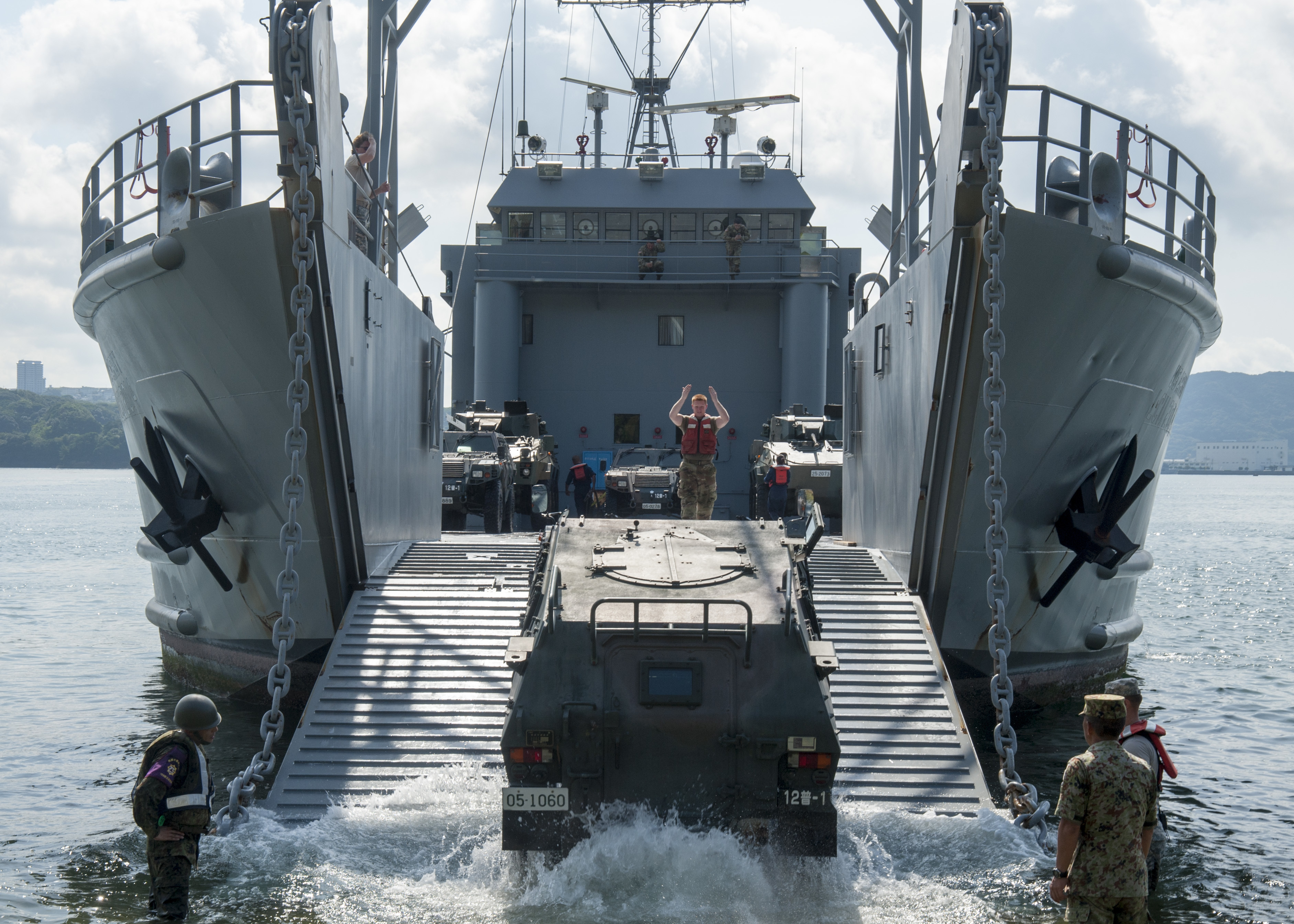
美国陆军登陸艇LCU登上陸上自衛隊車輛

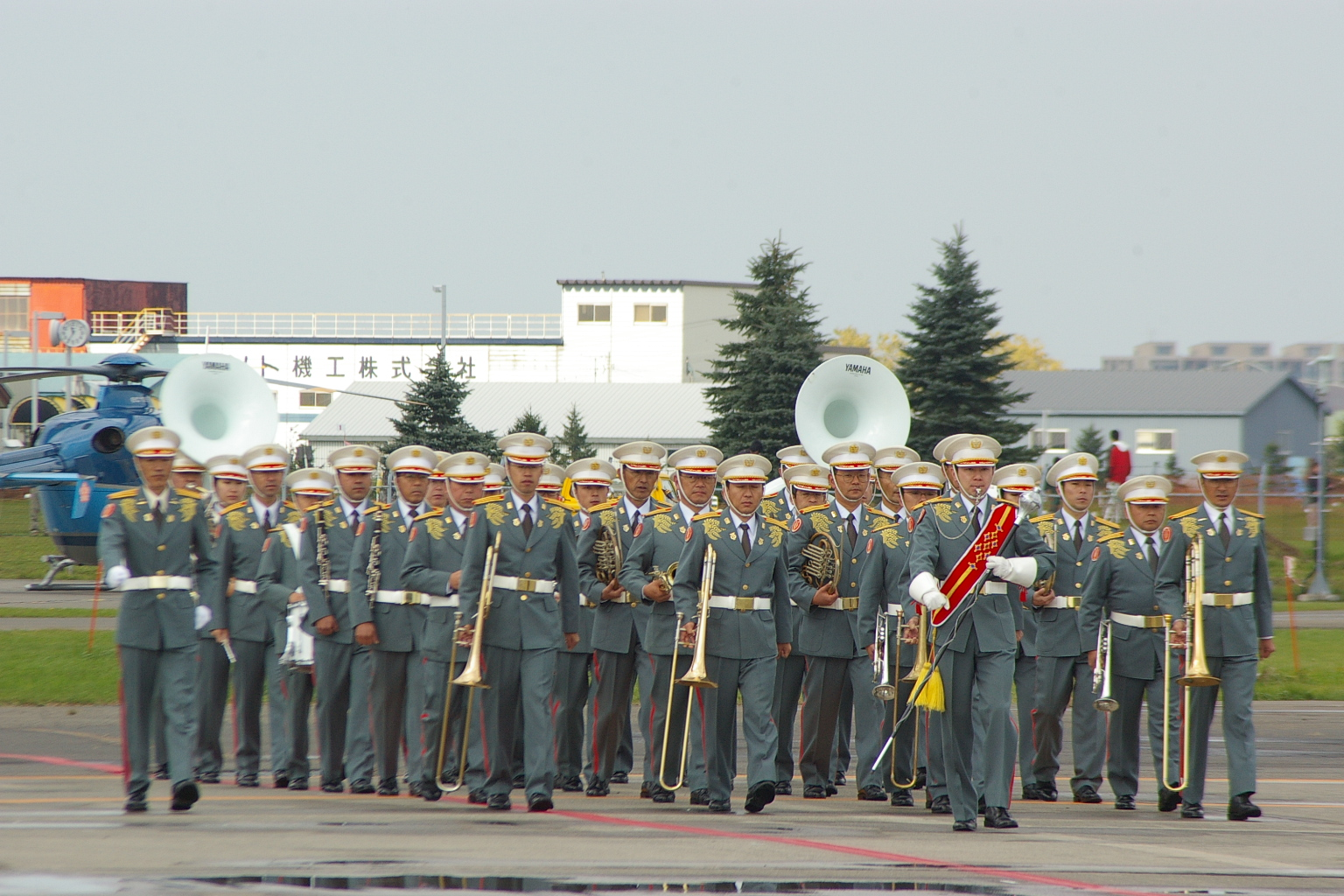
第11音樂隊

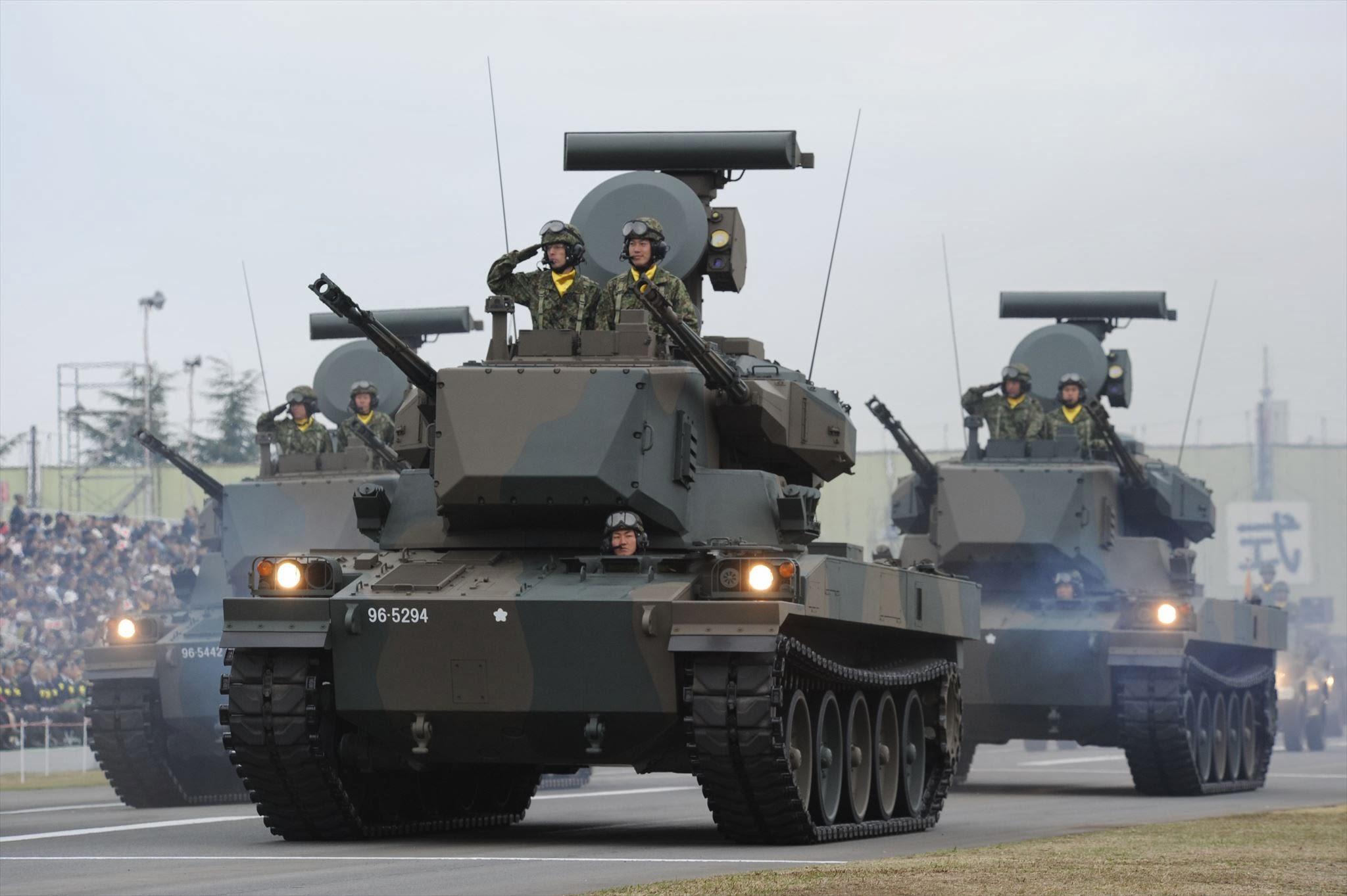
陸上自衛隊87式自走高射炮

#### 教育所學科
陸上自衛官依教育所學科別，配發於部隊相對應職種。
| 職種     | 專業分科 | 對應兵種、機能                         |
| -------- | -------- | -------------------------------------- |
| 戰鬥職種 | 普通科   | 步兵、兼具迫砲，反戰車技能             |
| 戰鬥職種 | 特科     | 砲兵、飛彈操作                         |
| 戰鬥職種 | 機甲科   | 裝甲兵、戰車操作                       |
| 戰鬥職種 | 設施科   | 工兵、地雷與防禦工事建造               |
| 後勤職種 | 航空科   | 陸軍航空兵、攻擊與運輸直昇機操作       |
| 後勤職種 | 通信科   | 通訊、電子戰和資訊戰                   |
| 後勤職種 | 武器科   | 武器與車輛保養、彈藥庫管理             |
| 後勤職種 | 需品科   | 補給品經營、倉管                       |
| 後勤職種 | 輸送科   | 運輸兵、陸海空運輸駕駛培訓（包括鐵路） |
| 後勤職種 | 化學科   | 化學兵、核生化防護                     |
| 後勤職種 | 警務科   | 憲兵                                   |
| 後勤職種 | 會計科   | 財務管理                               |
| 後勤職種 | 衛生科   | 軍醫、醫務訓練                         |
| 後勤職種 | 情報科   | 地理調查、情報官                       |
| 後勤職種 | 音樂科   | 軍樂隊                                 |

自1989年起，初、高中教育程度的新進隊員，會到教育團接受為期三個月的新隊員前期教育。晉任陸士長（上等兵）1年以上、陸曹（士官）候補生課程考試合格者，到各分科學校為期接受2至4週陸曹候補生課程，學習陸曹基礎知識、體能訓練，結訓後晉任3等陸曹（下士）；晉任1等陸曹（上士）者1年內必修8週陸曹上級課程，結訓後才具備晉任曹長（士官長）、准尉的必備條件。陸上自衛隊幹部候補生學校招收防衛大學校、其他四年制大學畢業生及晉任陸曹4年以上的自衛隊員，受訓約9個月畢業後晉任3等陸尉（少尉）。陸上自衛隊也有各種專業技術、飛行、醫療、指參教育等課程。陸自與航空或海上自衛隊一樣，提供未達役齡初中畢業生技職教育，並保證未來進入自衛隊服役，對於兵力匱乏的自衛隊來說還是比較重要的人力來源。
因為日本人口密度高，只有少許場地可以大型演習，而且還有噪音法規限制，居民的反對等導致自衛隊申請演習面臨諸多困難，許多調動演習都使用模擬電腦或室內訓練機代替。

#### 學校機關
- 幹部学校（日语：陸上自衛隊幹部学校）（目黑區：目黑基地）
- 候補生学校（日语：陸上自衛隊幹部候補生学校）─（久留米市：前川原基地）
- 富士学校（日语：陸上自衛隊富士学校）（駿東郡小山町：富士基地）
  - 富士教導團
- 高射学校（日语：陸上自衛隊高射学校）（千葉市若葉区：下志津基地）
- 航空学校（日语：陸上自衛隊航空学校）（伊勢市：明野基地）
  - 霞浦分校─（土浦市：霞浦基地）
  - 宇都宮分校─（宇都宮市：北宇都宮基地）
- 施設学校（日语：陸上自衛隊施設学校）（常陸那珂市：勝田基地）
- 通信学校（日语：陸上自衛隊通信学校）（横須賀市：久里濱基地）
- 武器学校（日语：陸上自衛隊武器学校）（稻敷郡阿見町：土浦基地）
- 需品学校（日语：陸上自衛隊需品学校）（松戶市：松戶基地）
- 輸送学校（日语：陸上自衛隊輸送学校）（練馬区：朝霞基地）
- 小平学校（日语：陸上自衛隊小平学校）（小平市：小平基地）
- 衛生学校（日语：陸上自衛隊衛生学校）（世田谷区：三宿基地）
- 化学学校（日语：陸上自衛隊化学学校）（埼玉市北区：大宮基地）
- 高等工科学校（日语：陸上自衛隊高等工科学校）（横須賀市：武山基地）

#### 海外部署
日本在2011年時向吉布提政府租借的一塊靠近吉布提-安布利国际机场的土地，興建了日本自卫队驻吉布提据点。當時投入47億建設了司令部和營房，可以提供3個P-3獵戶座海上巡邏機的停機場和1個機位的飛機庫。該基地部署了2架巡邏機的海上自衛隊航空集團110人和陸上自衛隊70人。

## 階級
|      | 二战之后（陸上自衛隊） | 二战之后（陸上自衛隊）     | 他國對應軍階   |
| ---- | ---------------------- | -------------------------- | -------------- |
| 幹部 |                        | 陸将（幕僚長或統合幕僚長） | 上将           |
| 幹部 |                        | 陸將                       | 中將           |
| 幹部 |                        | 陸將補                     | 少將           |
| 幹部 |                        | 一等陸佐                   | 上校           |
| 幹部 |                        | 二等陸佐                   | 中校           |
| 幹部 |                        | 三等陸佐                   | 少校           |
| 幹部 |                        | 一等陸尉                   | 上尉           |
| 幹部 |                        | 二等陸尉                   | 中尉           |
| 幹部 |                        | 三等陸尉                   | 少尉           |
| 准尉 |                        | 准陸尉                     | 准尉           |
| 曹   |                        | 陸曹長                     | 軍士長、士官長 |
| 曹   |                        | 一等陸曹                   | 上士           |
| 曹   |                        | 二等陸曹                   | 中士           |
| 曹   |                        | 三等陸曹                   | 下士           |
| 士   |                        | 陸士長                     | 上等兵         |
| 士   |                        | 一等陸士                   | 一等兵         |
| 士   |                        | 二等陸士                   | 二等兵         |

### 其他重要機關
- 統制本部（日语：陸上自衛隊補給統制本部）─（北区：十条基地）
- 研究本部（日语：陸上自衛隊研究本部）─（練馬区：朝霞基地）
  - 開發實驗團（日语：陸上自衛隊開発実験団）─（駿東郡小山町：富士基地）

## 現役及退役裝備

### 輕兵器
| 型號                  | 圖片 | 原產地      | 類別                 | 口徑             | 細節                                                       |      |
| 手槍                  | 手槍 | 手槍        | 手槍                 | 手槍             | 手槍                                                       | 手槍 |
| --------------------- | ---- | ----------- | -------------------- | ---------------- | ---------------------------------------------------------- | ---- |
| 9mm手槍               |      | 日本        | 半自動手槍           | 9×19公釐帕拉貝倫 | 陸自制式手槍，為SIG Sauer P220的授權生產型，由美蓓亞授權生產 |      |
| 9mm手槍 SFP9          |      | 德国        | 半自動手槍           | 9×19公釐帕拉貝倫 | 陸自新型制式手槍，將取代9mm手槍                            |      |
| 特殊手槍              |      | 德国        | 半自動手槍           | 9×19公釐帕拉貝倫 | 為P226R，只配備於特殊作戰群                                |      |
| HK USP                |      | 德国        | 半自動手槍           | 9×19公釐帕拉貝倫 | 只配備於特殊作戰群                                         |      |
| 霰彈槍                |      |             |                      |                  |                                                            |      |
| 霰彈槍                |      | 美国        | 泵動式散彈槍         | 12鉛徑           | 只配備於特殊作戰群                                         |      |
| 衝鋒槍                |      |             |                      |                  |                                                            |      |
| 9mm機關手槍           |      | 日本        | 衝鋒槍               | 9×19公釐帕拉貝倫 | 陸自式衝鋒槍                                               |      |
| MP5                   |      | 德国        | 衝鋒槍               | 9×19公釐帕拉貝倫 | 只配備於特殊作戰群                                         |      |
| 4.6mm衝鋒槍(B)MP7     |      | 德国        | 衝鋒槍               | 4.6×30毫米       | 只配備於特殊作戰群                                         |      |
| SIG MPX               |      | 美国        | 衝鋒槍               | 9×19公釐帕拉貝倫 | 只配備於特殊作戰群                                         |      |
| 突擊步槍／戰鬥步槍    |      |             |                      |                  |                                                            |      |
| 64式7.62mm步槍        |      | 日本        | 戰鬥步槍             | 7.62×51毫米NATO  | 陸自前制式步槍，仍有限使用                                 |      |
| 89式5.56mm步槍        |      | 日本        | 突擊步槍             | 5.56×45毫米NATO  | 陸自式步槍                                                 |      |
| 20式5.56mm步槍        |      | 日本        | 突擊步槍             | 5.56×45毫米NATO  | 陸自新型制式步槍                                           |      |
| M4A1                  |      | 美国        | 突擊步槍             | 5.56×45毫米NATO  | 為M4A1 SOPMOD Block I，只配備於特殊作戰群                  |      |
| 特殊步槍(B)           |      | 德国        | 突擊步槍             | 5.56×45毫米NATO  | 為HK416（含A5型），只配備於特殊作戰群                      |      |
| 儀仗槍                |      | 日本        | 栓動式步槍           | 不詳             | 只配備於儀仗隊                                             |      |
| 狙擊步槍              |      |             |                      |                  |                                                            |      |
| 對人狙擊槍            |      | 美国        | 栓動式狙擊步槍       | 7.62×51毫米NATO  | 為M24 SWS                                                  |      |
| 對人狙擊槍(B)         |      | 美国        | 栓動式狙擊步槍       | 7.62×51毫米NATO  | 為M24A2                                                    |      |
| 64式7.62mm狙擊槍      |      | 日本        | 戰鬥步槍             | 7.62×51毫米NATO  | 裝上瞄準鏡的64式步槍                                       |      |
| 新對人狙擊槍          |      | 德国        | 半自動狙擊步槍       | 7.62×51毫米NATO  | 為HK G28                                                   |      |
| 對物狙擊槍            |      | 美国        | 栓動式反器材狙擊步槍 | 12.7×99毫米NATO  | 為巴雷特M95                                                |      |
| 機槍                  |      |             |                      |                  |                                                            |      |
| 5.56mm機槍MINIMI      |      | 日本        | 輕機槍               | 5.56×45毫米NATO  | 陸自制式輕機槍，由住友重機械工業授權生產                     |      |
| 5.56mm機槍MINIMI(B)   |      | 比利时      | 輕機槍               | 5.56×45毫米NATO  | 為FN Minimi MK 3，陸自新型制式輕機槍                       |      |
| 62式7.62mm機槍        |      | 日本        | 通用機槍             | 7.62×51毫米NATO  | 陸自式通用機槍                                             |      |
| 74式車載7.62mm機槍    |      | 日本        | 通用機槍             | 7.62×51毫米NATO  | 安裝在車輛上使用                                           |      |
| 7.62mm機槍M240B       |      | 美国        | 通用機槍             | 7.62×51毫米NATO  | 安裝在水陸兩用車AAVC7A1 RAM/RS（指揮車型）上使用           |      |
| M134                  |      | 美国        | 加特林機槍           | 7.62×51毫米NATO  | 安裝在UH-60JA直升機上                                      |      |
| 12.7mm重機槍M2        |      | 日本        | 重機槍               | 12.7×99毫米NATO  | 陸自制式重機槍，由住友重機械工業授權生產                     |      |
| 榴彈發射器            |      |             |                      |                  |                                                            |      |
| 06式槍榴彈            |      | 日本        | 槍榴彈               | 22毫米           | 透過64式步槍或89式步槍發射                                 |      |
| 貝瑞塔GLX-160         |      | 義大利      | 下掛式榴彈發射器     | 40×46毫米        | 下掛於豐和20式護木下                                       |      |
| M203A2                |      | 美国        | 下掛式榴彈發射器     | 40×46毫米        | 只配備於特殊作戰群，下掛於M4A1 SOPMOD護木下                |      |
| 96式40mm自動擲彈槍    |      | 日本        | 自動榴彈發射器       | 40×56毫米        |                                                            |      |
| Mk 19                 |      | 美国        | 自動榴彈發射器       | 40×53毫米        | 安裝在水陸兩用車AAVP7A1上                                  |      |
| 手榴彈                |      |             |                      |                  |                                                            |      |
| MK2破片手榴彈         |      | 美国        | 手榴彈               |                  | 包括授權生產版本                                           |      |
| M26破片手榴彈         |      | 美国        | 手榴彈               |                  | 包括授權生產版本                                           |      |
| MK3A2攻擊手榴彈       |      | 美国        | 手榴彈               |                  |                                                            |      |
| MK1照明彈             |      | 美国        | 手榴彈               |                  |                                                            |      |
| 煙霧彈                |      | 日本        | 手榴彈               |                  |                                                            |      |
| 燃燒彈                |      | 日本        | 手榴彈               |                  |                                                            |      |
| 催淚球2型             |      | 日本        | 手榴彈               |                  |                                                            |      |
| 閃光發音筒            |      | 日本        | 手榴彈               |                  |                                                            |      |
| 火焰噴射器            |      |             |                      |                  |                                                            |      |
| 攜帶放射器            |      | 日本        | 火焰噴射器           |                  |                                                            |      |
| 地雷                  |      |             |                      |                  |                                                            |      |
| 指向性霰彈            |      | 日本        | 反人員地雷           |                  |                                                            |      |
| 信號槍                |      |             |                      |                  |                                                            |      |
| 21.5mm信號手槍        |      | 日本        | 信號槍               | 21.5毫米         |                                                            |      |
| 55式信號手槍          |      | 日本        | 信號槍               | 40毫米           |                                                            |      |
| 刺刀                  |      |             |                      |                  |                                                            |      |
| 64式刺刀              |      | 日本        | 刺刀                 |                  | 安裝在64式步槍上                                           |      |
| 89式多用途刺刀        |      | 日本        | 刺刀                 |                  | 安裝在89式步槍和20式步槍上                                 |      |
| 儀仗用刺刀            |      | 日本        | 刺刀                 |                  | 安裝在儀仗槍上                                             |      |
| 反裝甲武器            |      |             |                      |                  |                                                            |      |
| 84mm無後座力炮        |      | 瑞典 · 日本 | 無後座力炮           | 84毫米           | 為卡爾·古斯塔夫M2，1984年開始授權生產                      |      |
| 84mm無後座力炮(B)     |      | 瑞典        | 無後座力炮           | 84毫米           | 為卡爾·古斯塔夫M3                                          |      |
| 110mm個人攜帶對坦克彈 |      | 德国        | 火箭推進榴彈         | 110毫米          | 為鐵拳3型                                                  |      |

### 飛彈
- 中距离多用途导弹（MMPM）
- 01式轻对战车导弹
- 96式多用途导弹（MPMS）
- 87式对战车飛弹
- 79式反載具飛彈
- 12式陆基反舰导弹延長射程版（初步延長到900公里最終目標1,500公里）（十八日的內閣會議已通過編列三三五億日圓開發預算，預定以五年時間改良現有的十二式陸基反艦飛彈（SSM），將射程從現有的200公里延長至900公里，最終的射程距離將以1,500公里為目標）
- 88式陆基反舰导弹
- 91式便攜地對空導彈
- 新式反艦飛彈陸射版（報導指出，新型反艦飛彈是由二〇一八年開始研發，至今年度已編列105億日圓（約29.2億台幣）相關研發預算。新型反艦飛彈的最大射程約2,000公里，從日本陸地發射，射程將涵蓋中國及北韓，此型飛彈將擁有降低雷達偵測的匿蹤能力，更擁有以複雜的運動路線防止敵方攔截的高機動性，不但能於陸上發射，也能於艦船和戰機上發射。）
- 11式短距离地对空导弹
- 93式近距离地对空导弹
- 81式短距离地对空导弹
- 03式中距离地对空导弹
- AGM-114地獄火导弹
- MIM-23鹰式导弹

### 火砲
- 64式81mm迫击炮
- L16 81mm迫击炮
- 107mm迫击炮
- 120mm迫击炮
- 60式106mm無後座力炮
- FH-70 155mm榴彈砲
- M110自走炮
- 99式155mm自行榴弹炮
- 75式155毫米自走榴彈炮
- M270火箭炮
- 75式130mm自行火箭炮
- 87式自行高射炮
- 19式輪型自走155mm榴彈砲

### 戰甲车辆及支援載具
- 高機動車（日野制）
- 三菱73式吉普車
- 輕裝甲機動車（LAV）
- 11式装甲抢修车
- 96式裝甲運兵車
- 91式装甲架桥车
- 90式戰車回收車
- 89式裝甲戰鬥車
- 87式偵察警戒車
- 82式指挥通信车
- 78式戰車回收車
- 73式裝甲運兵車
- 90式戰車 (日本)
- 10式戰車
- AAV-7
- 化學防護車 (日本)
- NBC偵察車
- 16式機動戰鬥車

### 飛機

#### 直升機
- AH-1S（眼鏡蛇）
- AH-64DJ（長弓阿帕契）
- UH-1B/H/J（易洛魁）
- UH-60JA（黑鷹）
- CH-47JA（契努克）
- V-22
- OH-6D/J（卡尤塞）
- OH-1
- EC-225LP（超級美洲獅）
- AS-332（超極美洲獅）
- TH-480（英语：Enstrom 480）B

#### 固定翼飛機
- LR-1
- LR-2

### 個人裝備

#### 軍服
- 日本 迷彩服2型（日语：迷彩服2型）
- 日本 迷彩服3型（日语：迷彩服3型）
- 日本 防暑服,砂漠用

#### 頭盔
- 日本 66式頭盔
- 日本 88式頭盔
- 日本 中帽,2形（日语：中帽）
- 美国 Ops-Core FAST Ballistic／XP High Cut／SF（僅裝備水陸機動團、第1空挺團及特殊作戰群）
- 美国 3M Ultra Lightweight Helmet（僅裝備特殊作戰群）

#### 抗噪耳機
- 3M Peltor Comtac XPI
- Ops-Core AMP（僅裝備特殊作戰群）

#### 防彈衣
- 日本 戰鬥防彈衣（日语：戦闘防弾チョッキ）
- 日本 防彈衣2型（日语：防弾チョッキ2型）
- 日本 防彈衣3型（日语：防弾チョッキ3型）
- 日本 18式防彈背心（日语：18式防弾ベスト）
- 波蘭 Direct Action Spitfire Mk2（僅裝備特殊作戰群）
- 美国 Crye Precision JPC 2.0（僅裝備特殊作戰群）
- 美国 Crye Precision AVS（僅裝備特殊作戰群）
- 美国 LBT 6094 Gen 3（僅裝備特殊作戰群）

#### 槍套
- 美国 Safariland 6004（供9mm手槍及特殊手槍使用）
- 美国 Safariland 6360／6390 RDS（供特殊手槍使用）

#### 夜視儀
- 日本 JGVS-V3（日语：微光暗視眼鏡 JGVS-V3）
- 日本 JGVS-V4
- 日本 JGVN-V6（日语：個人暗視眼鏡 JAVN-V6）
- 日本 JGVS-V7（日语：近距離暗視装置 JGVS-V7）
- 日本 JGVS-V8（日语：個人用暗視装置 JGVS-V8）
- 日本 JGVS-V9
- 日本 近距離瞄準用夜視裝置（日语：近距離照準用暗視装置）
- 日本 75式瞄準用微光夜視裝置（日语：75式照準用微光暗視装置）II型
- 美国 AN/PVS-31（僅裝備特殊作戰群）
- 美国 GPNVG-18（僅裝備特殊作戰群）

## 圖片集

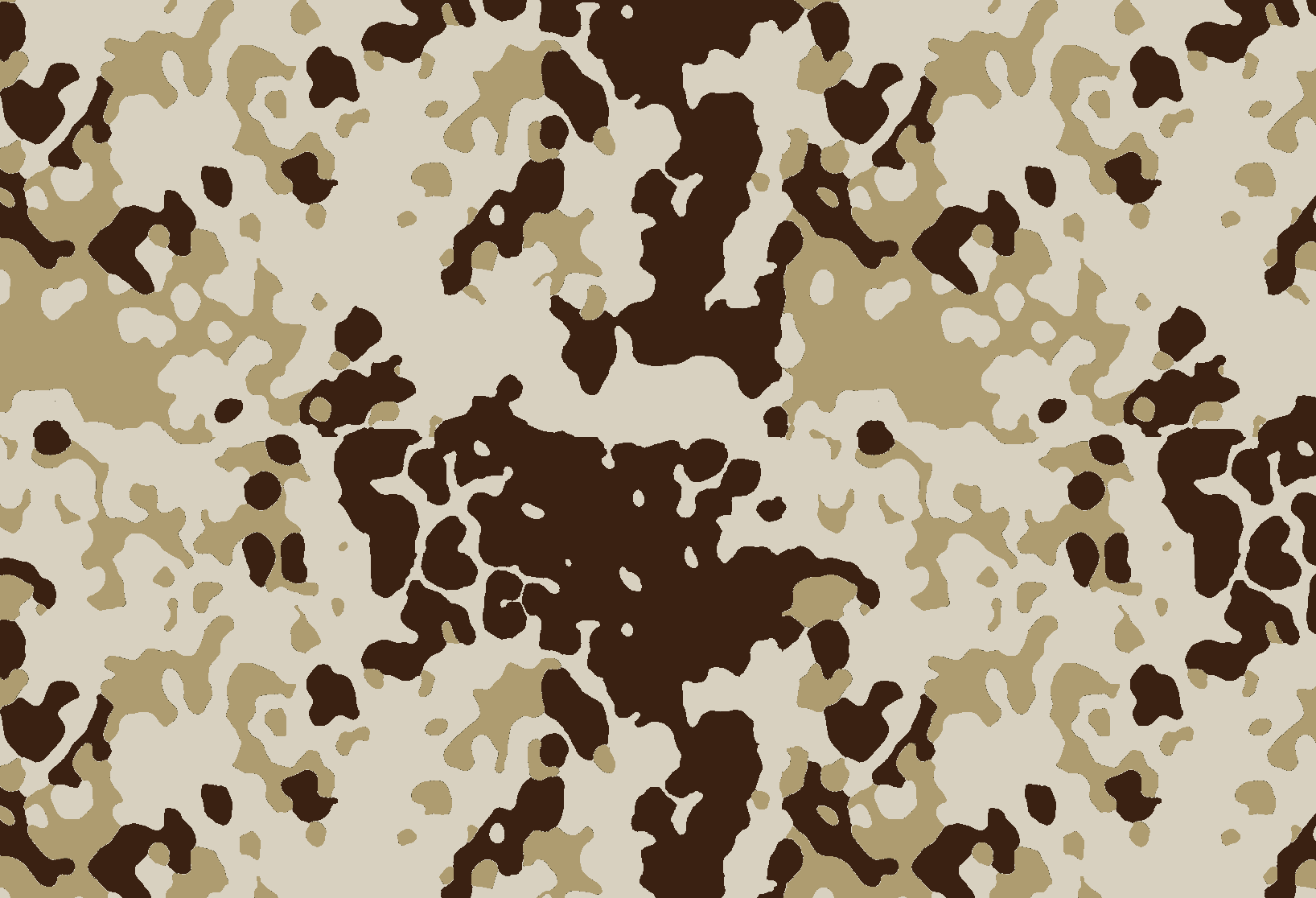
陸上自衛隊沙漠迷彩塗裝
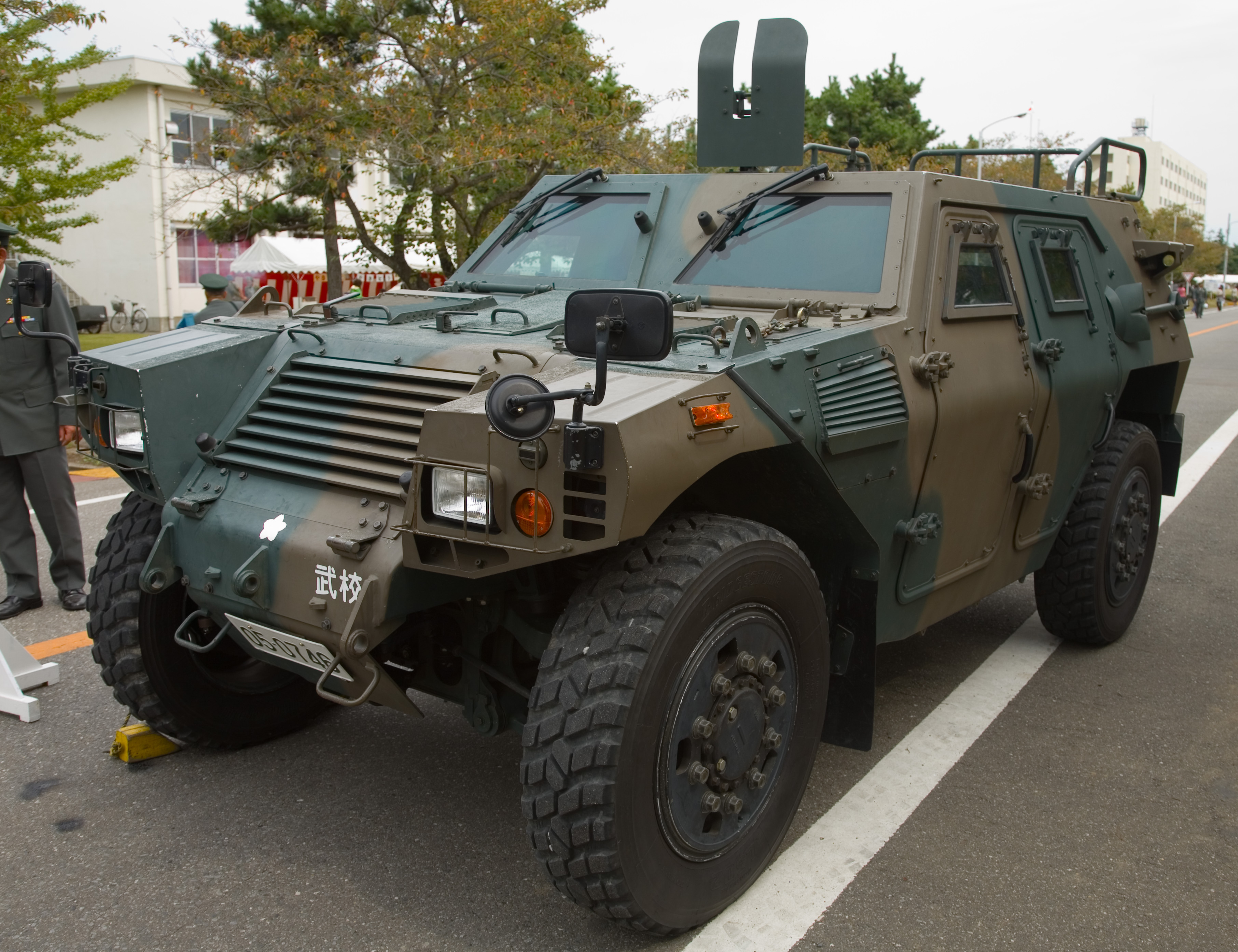
曾經外派伊拉克的輕裝甲機動車（LAV）
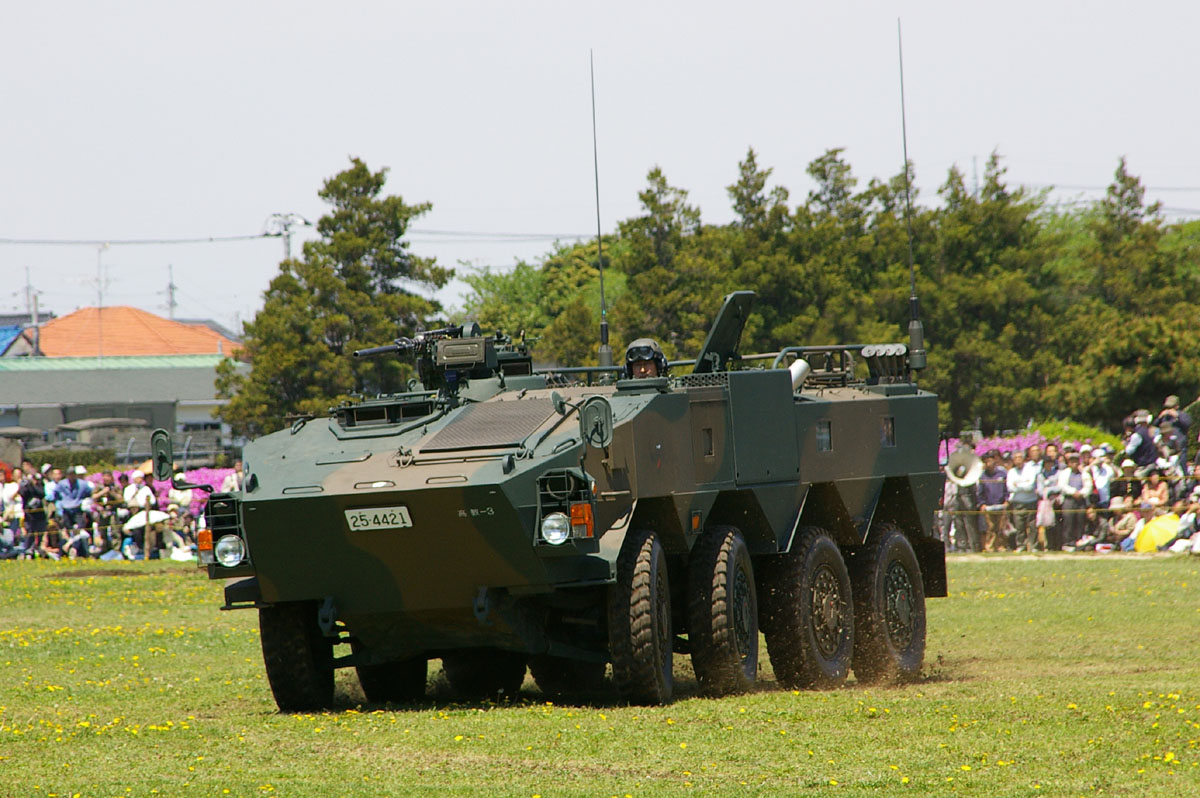
96式運兵車
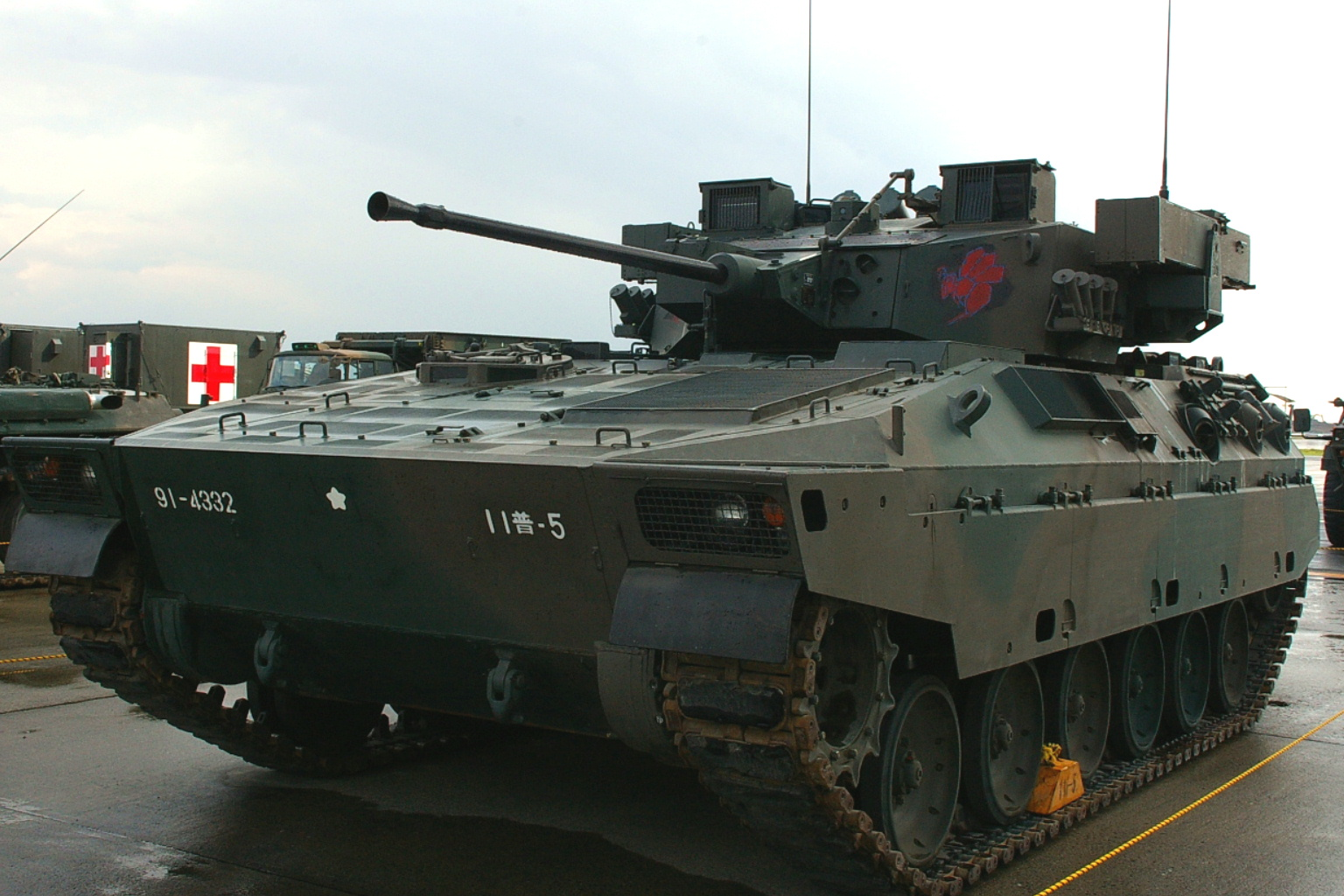
89式裝甲戰鬥車
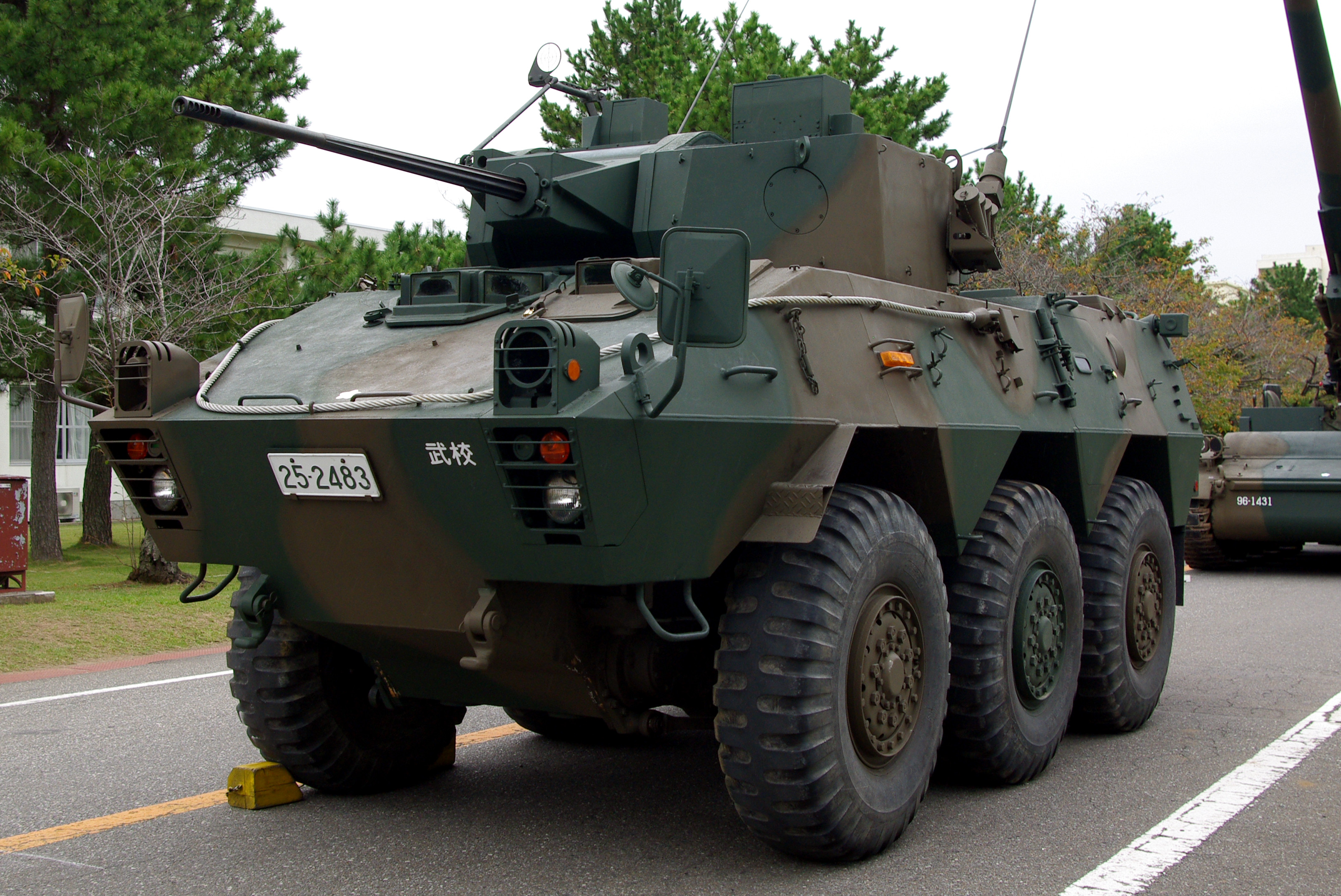
87式偵察警戒車
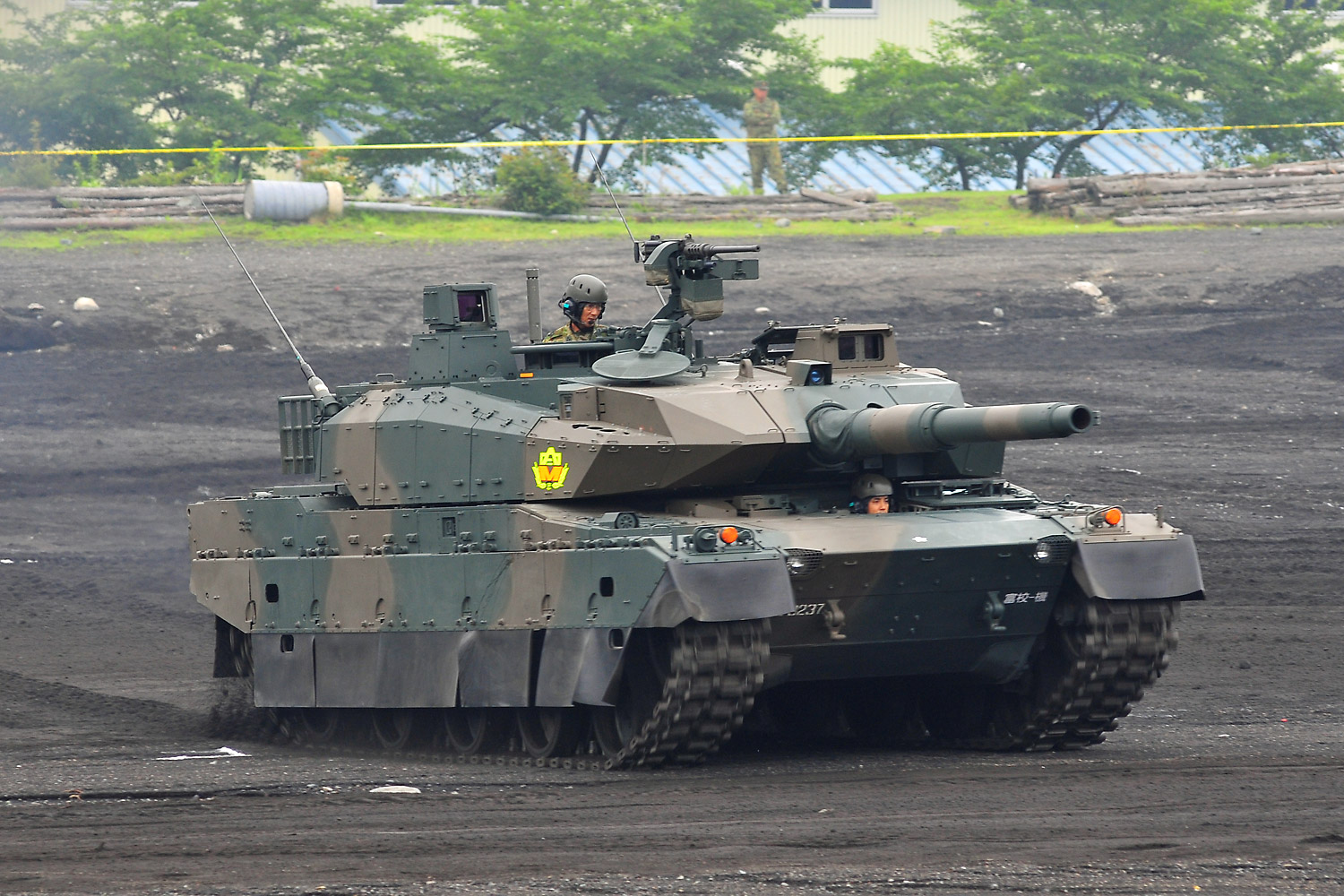
10式坦克
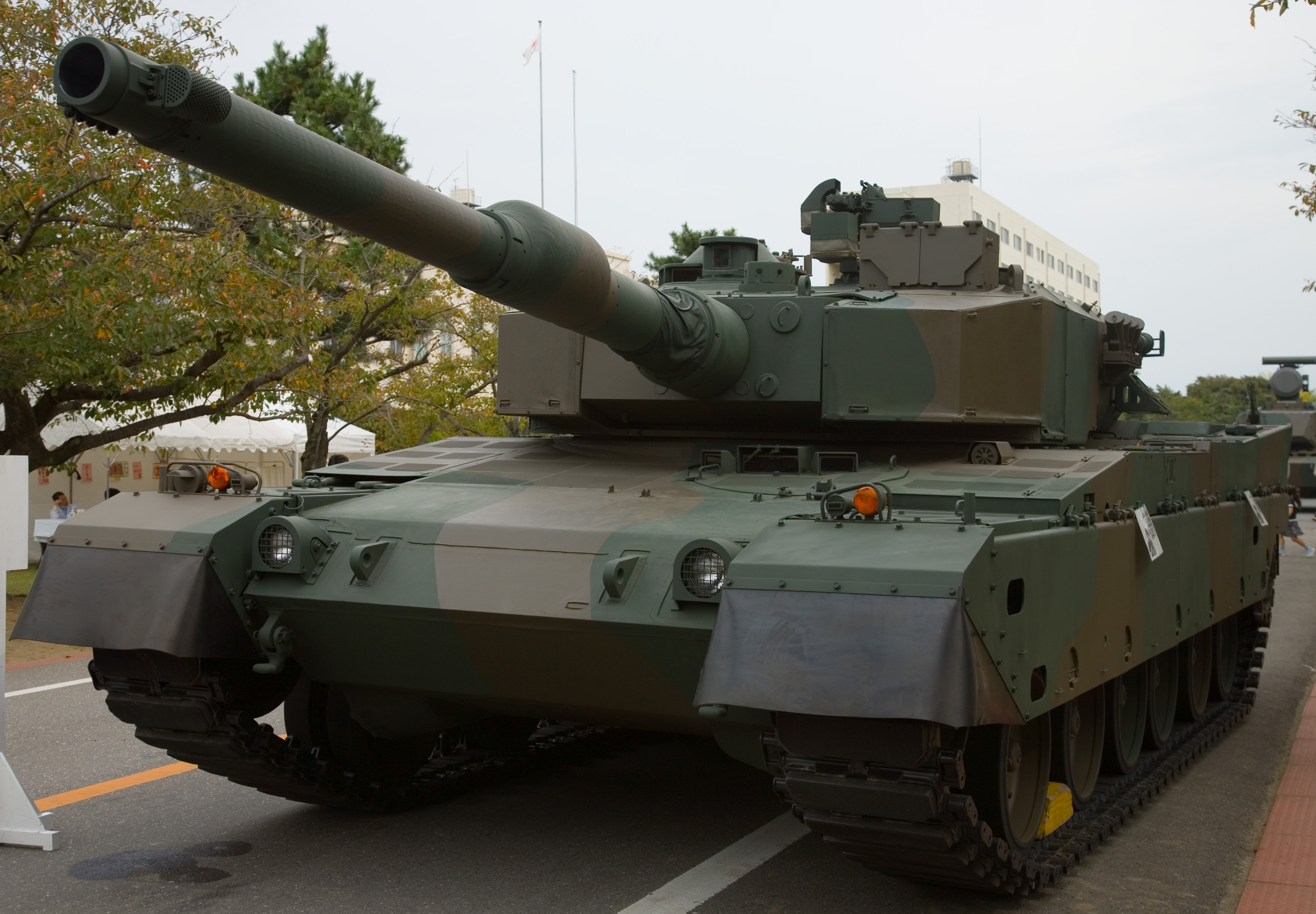
90式坦克
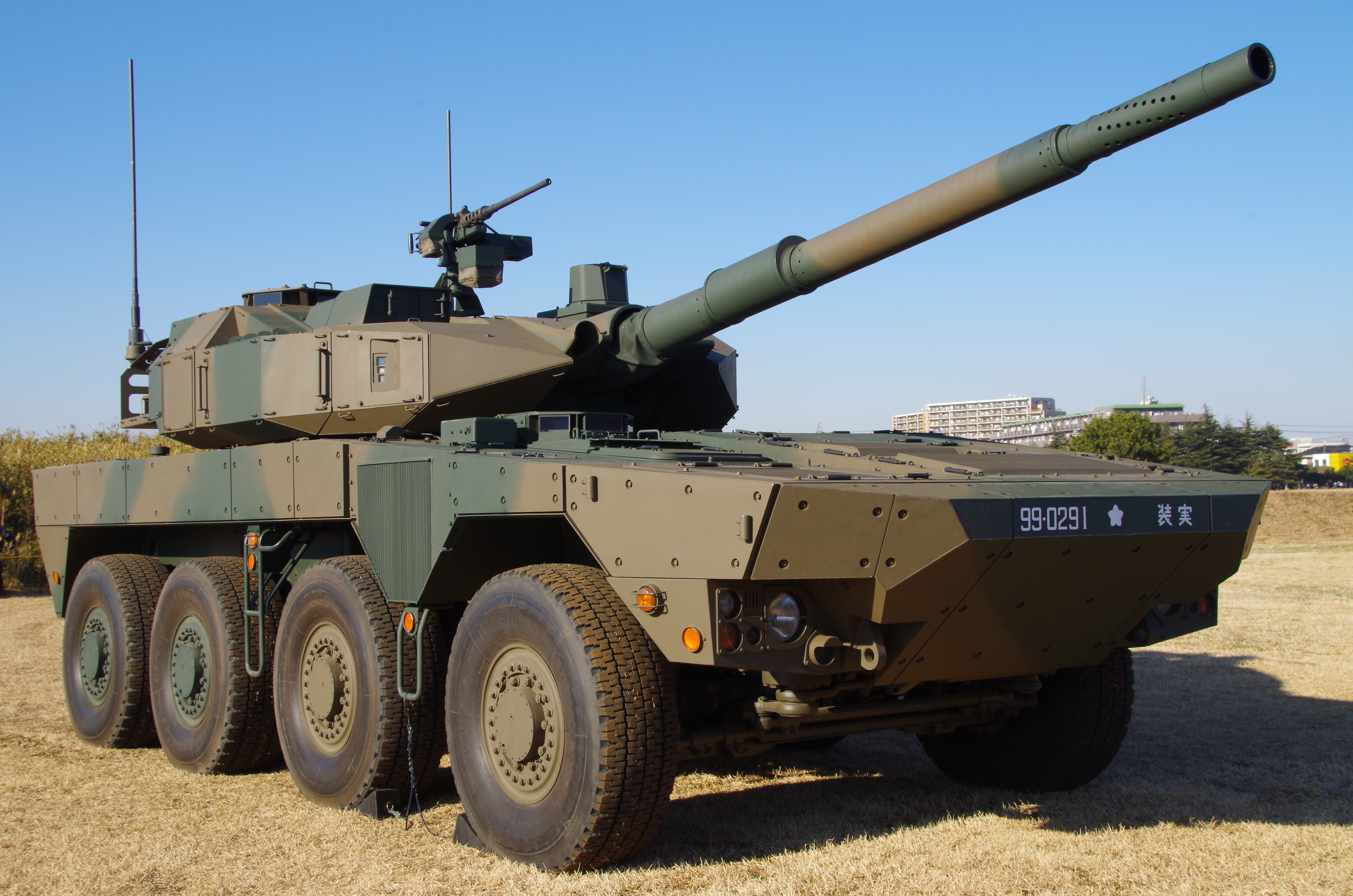
16式機動戰鬥車
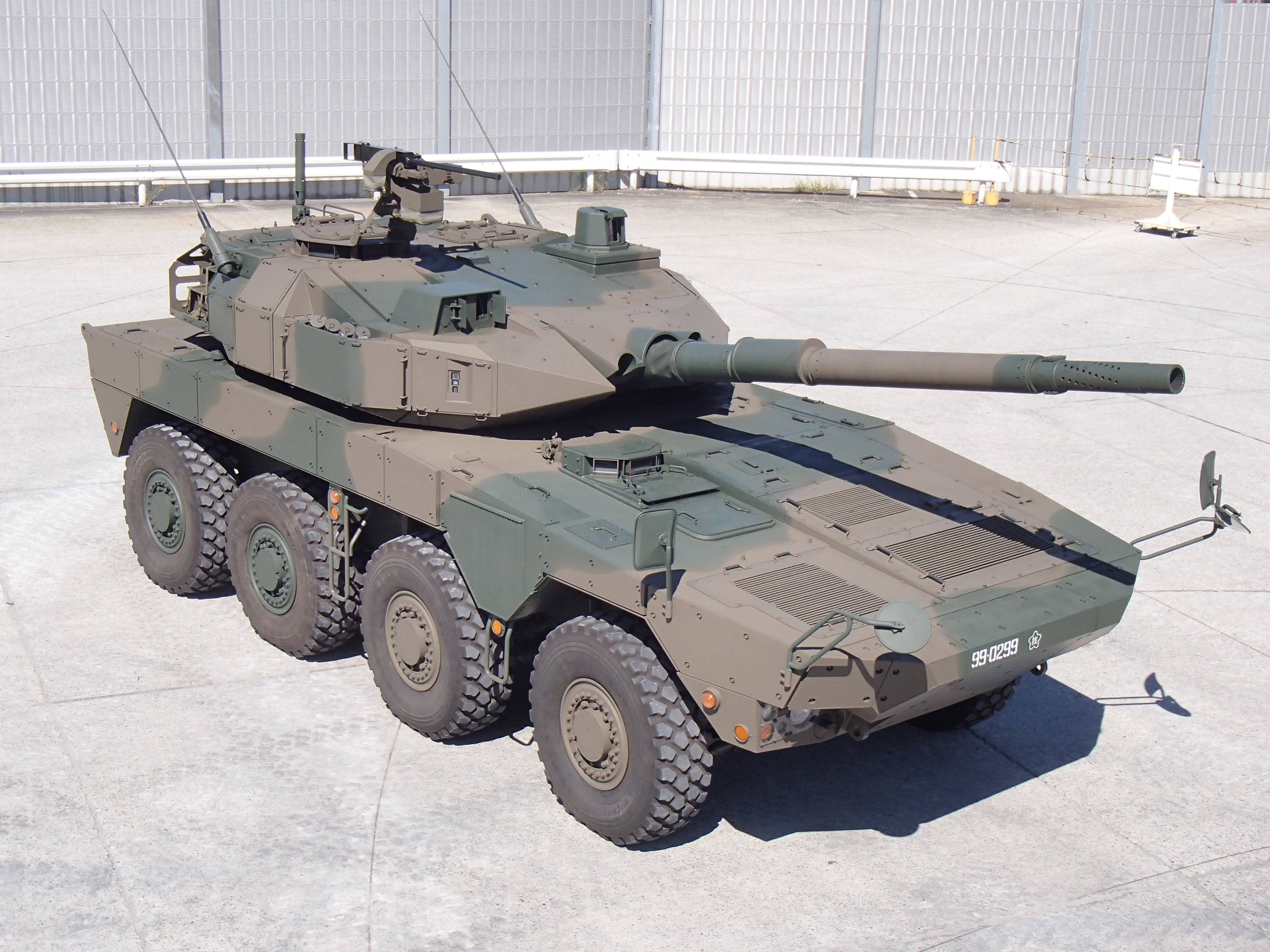
防衛省技術研究本部（TRDI）陸上裝備研究所製16式機動戰鬥車
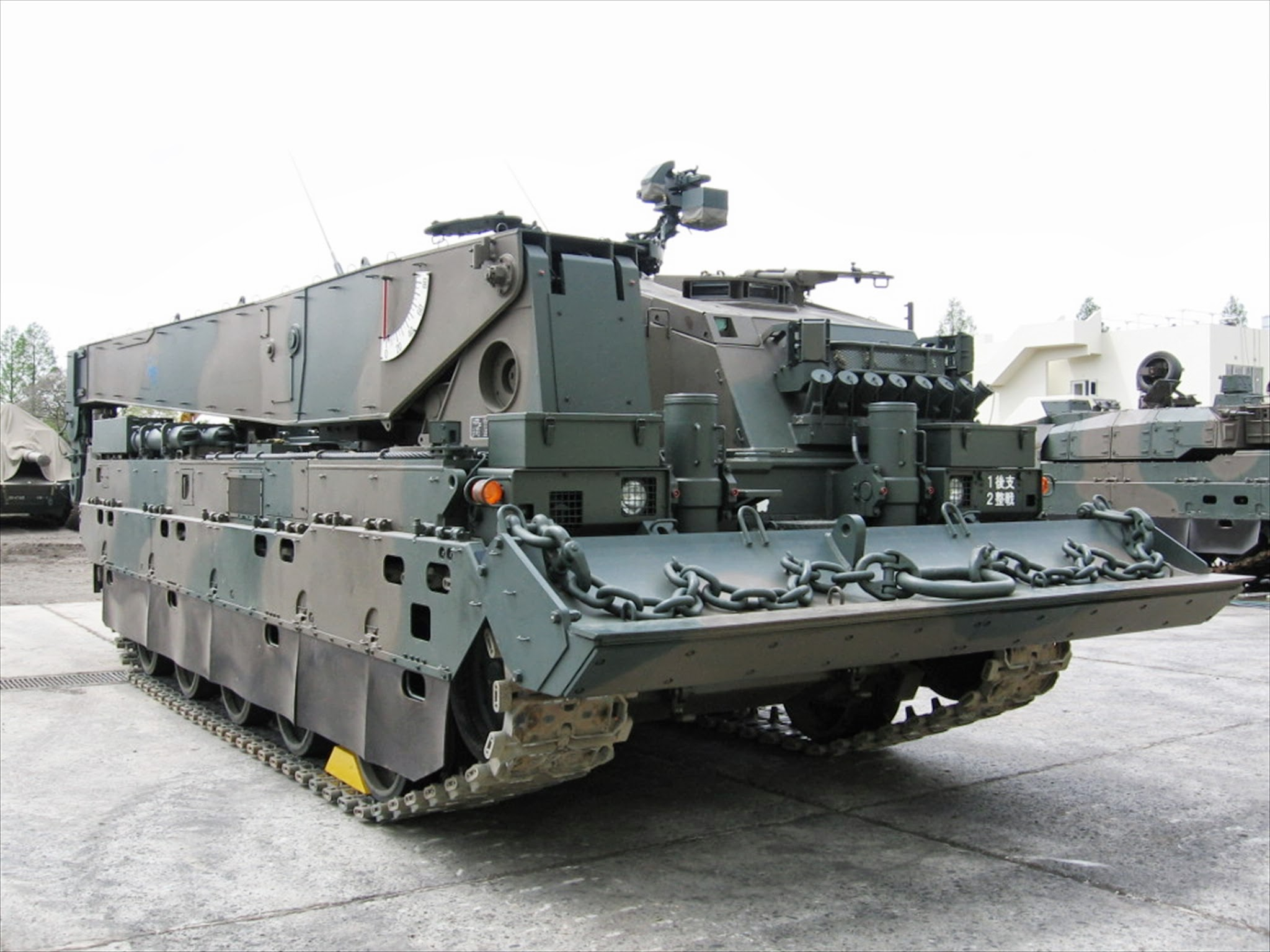
11式装甲抢修车
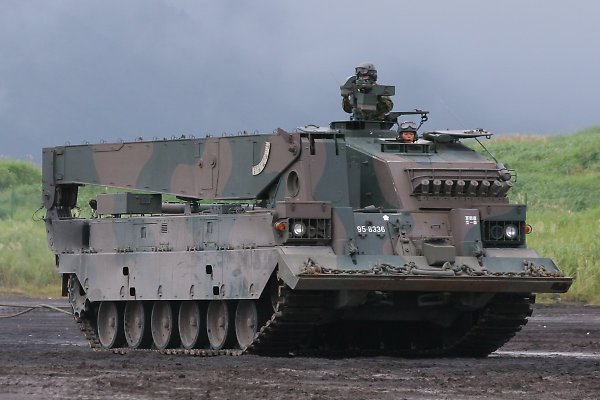
90式装甲抢修车
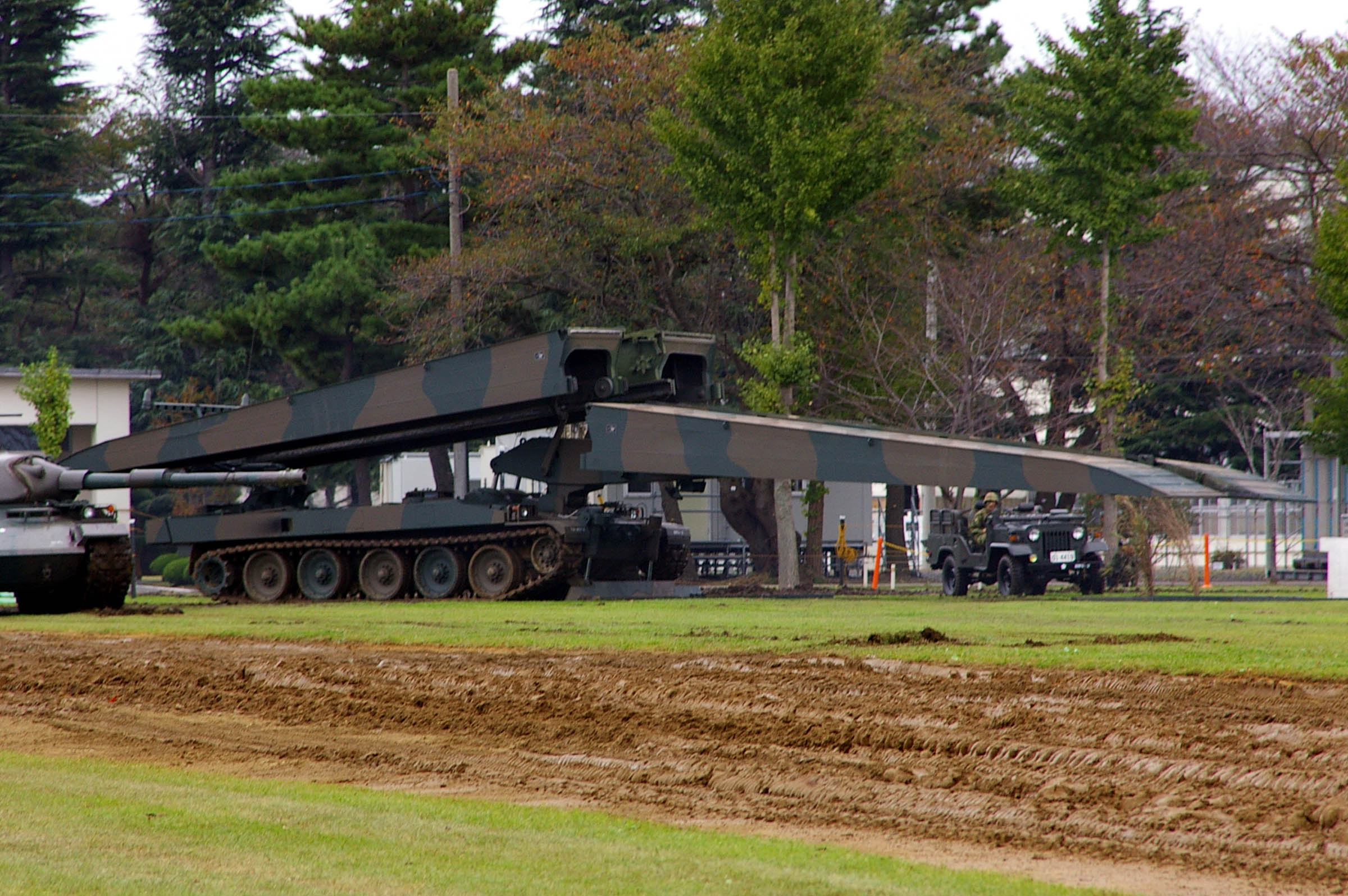
施設科91式装甲架桥车
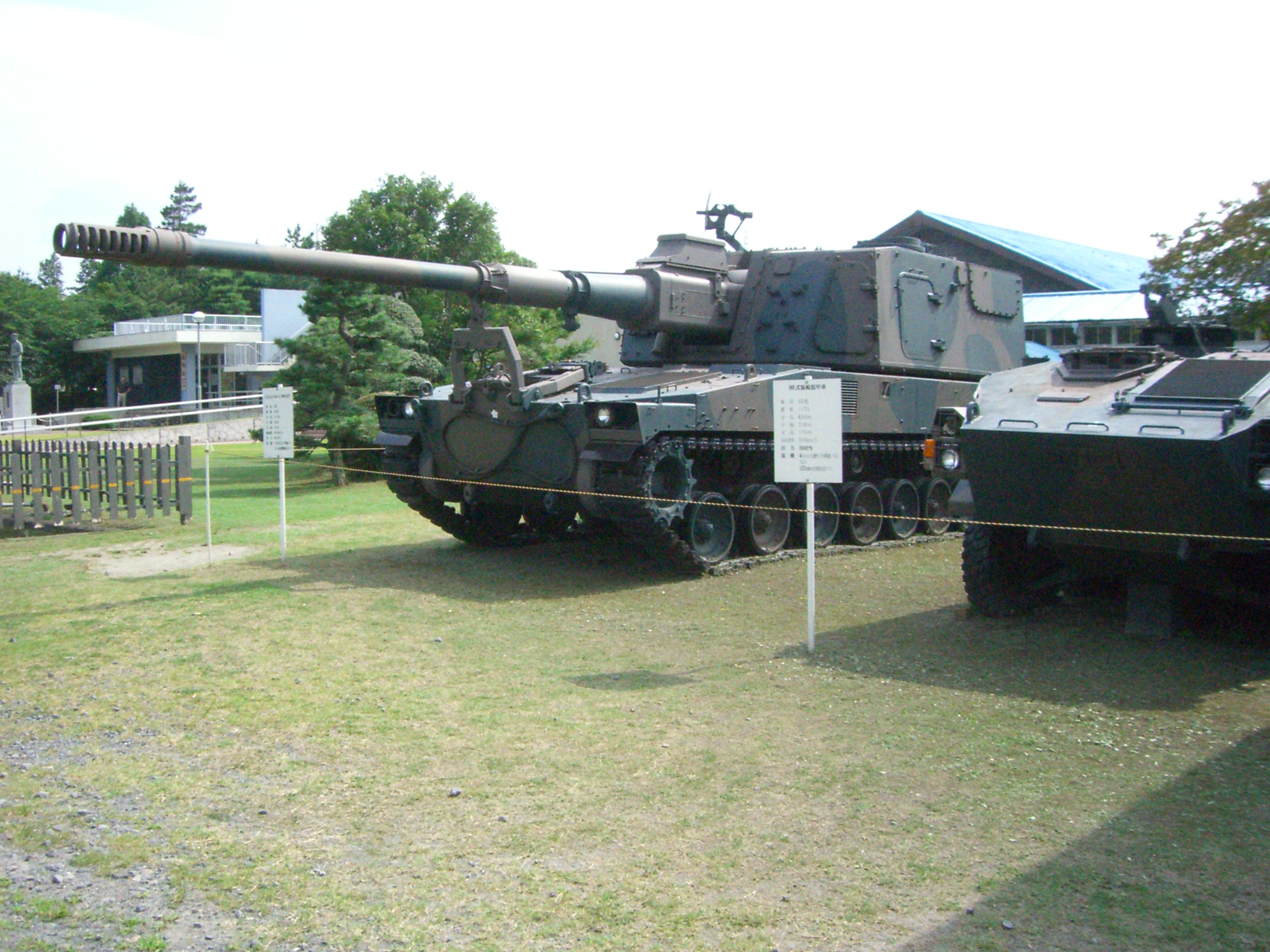
99式155mm自行榴弹炮
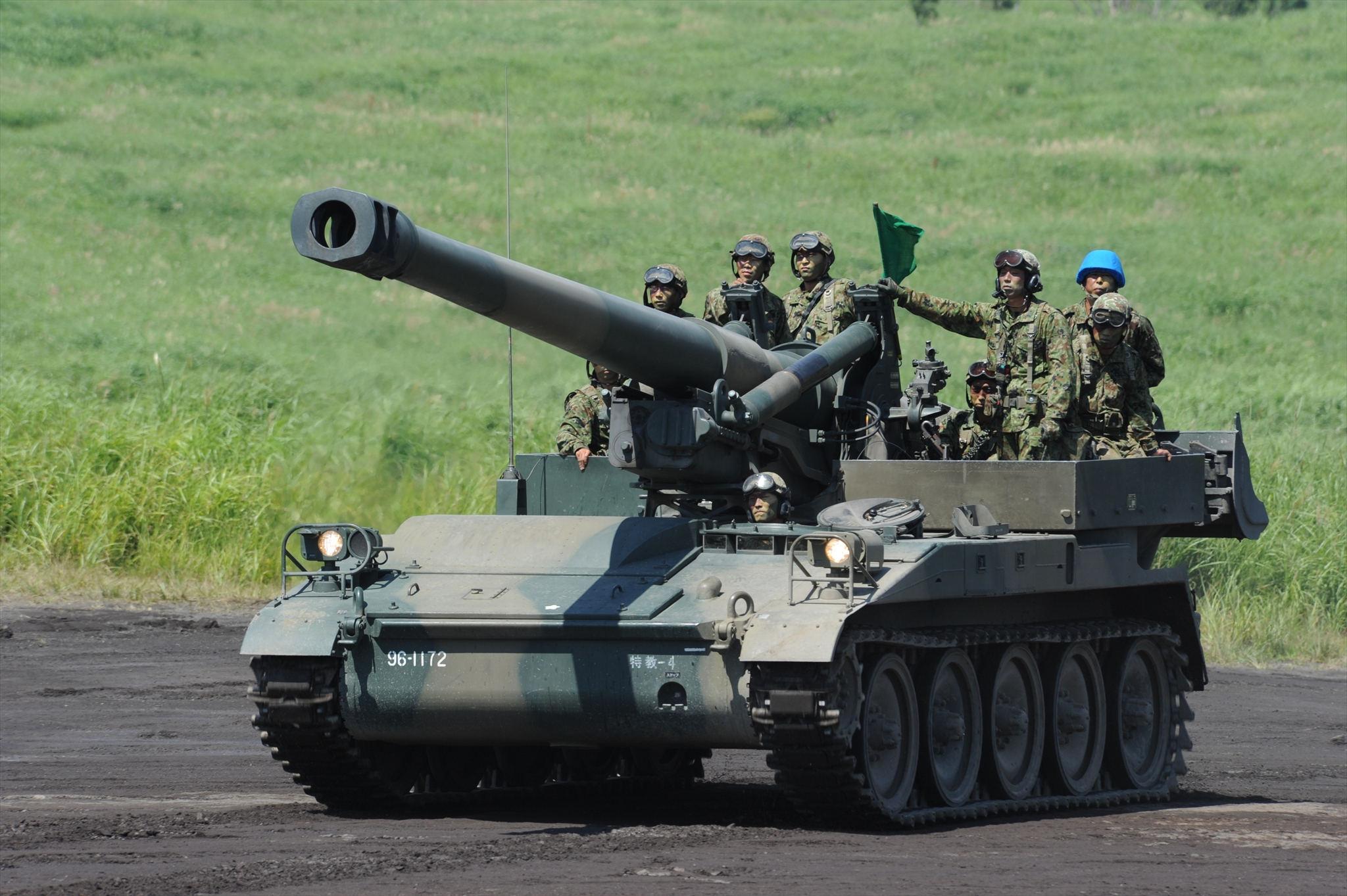
M110 203mm自走榴弾砲
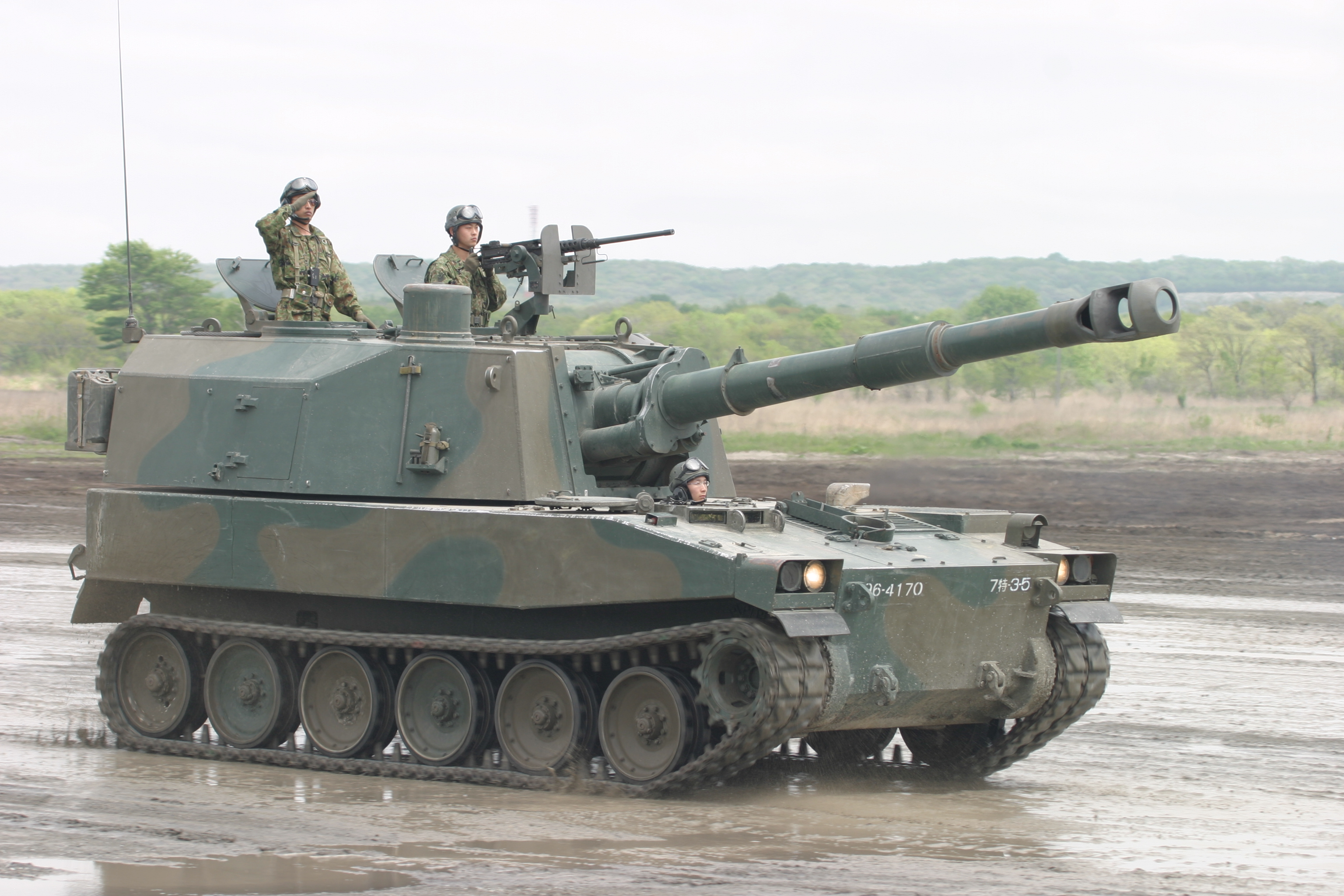
75式155mm自行榴弹炮
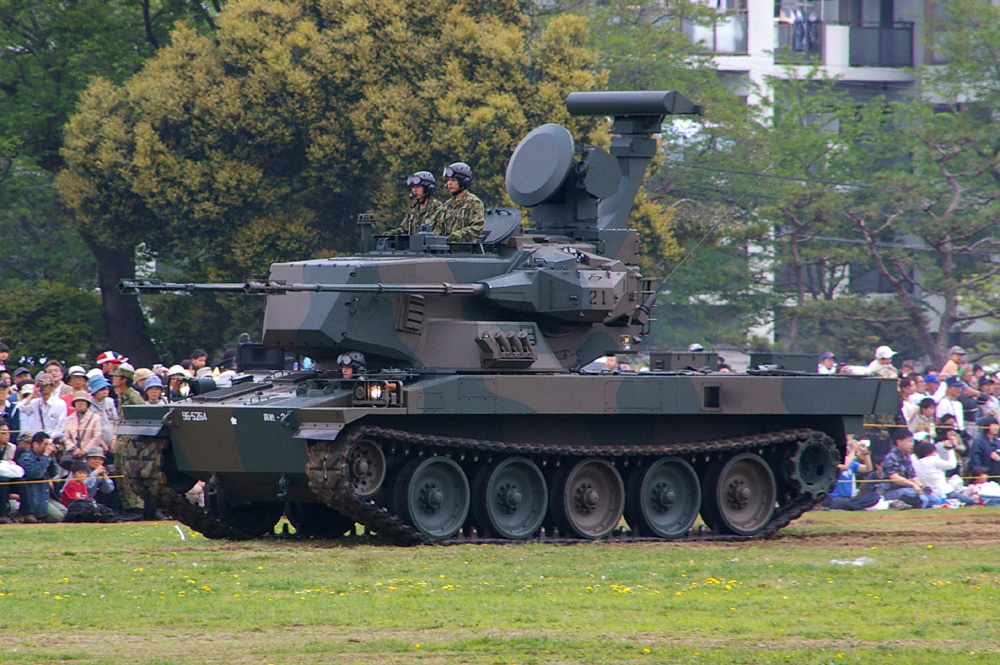
87式自行高射炮
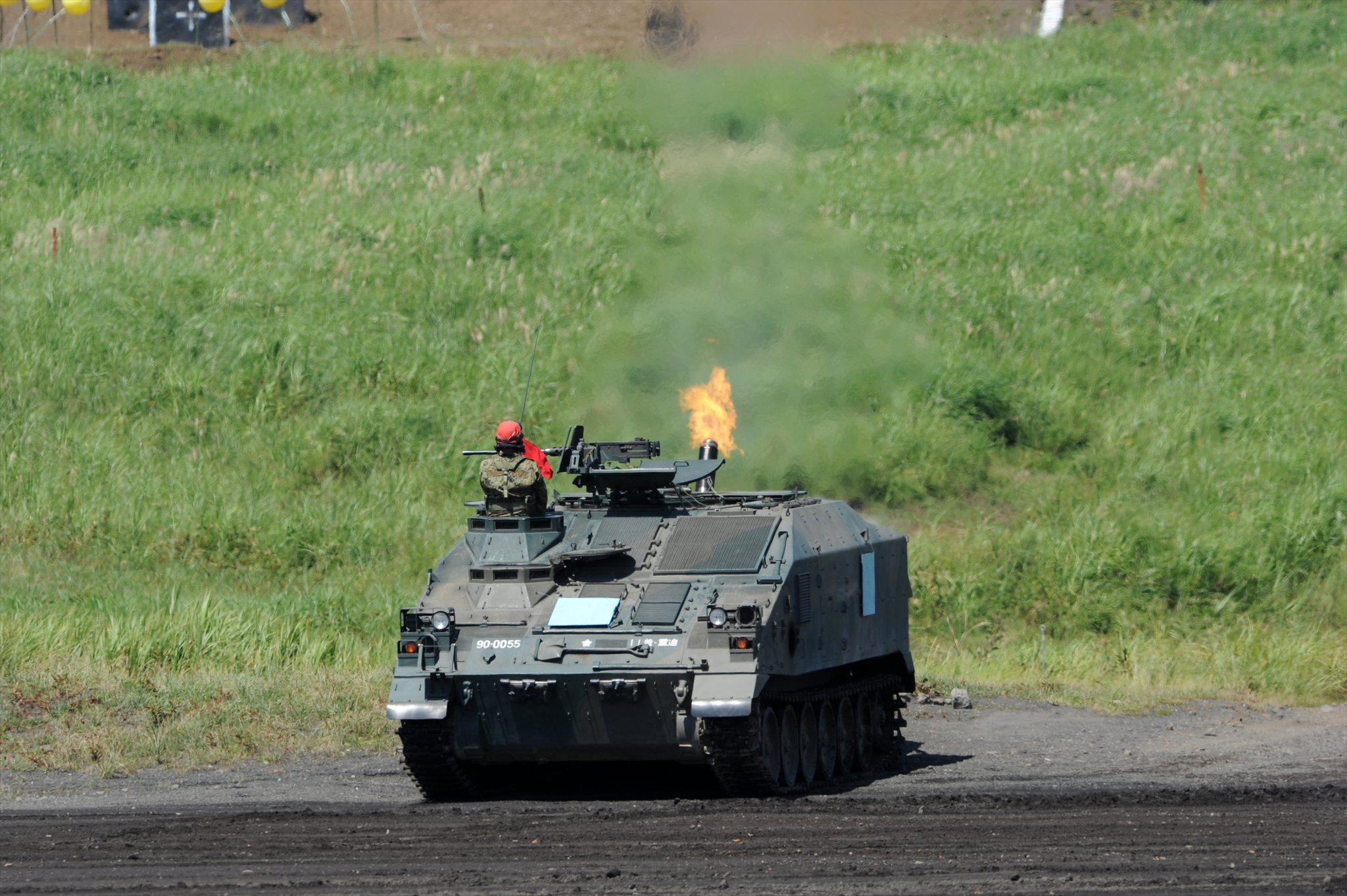
96式120公厘自走迫擊砲
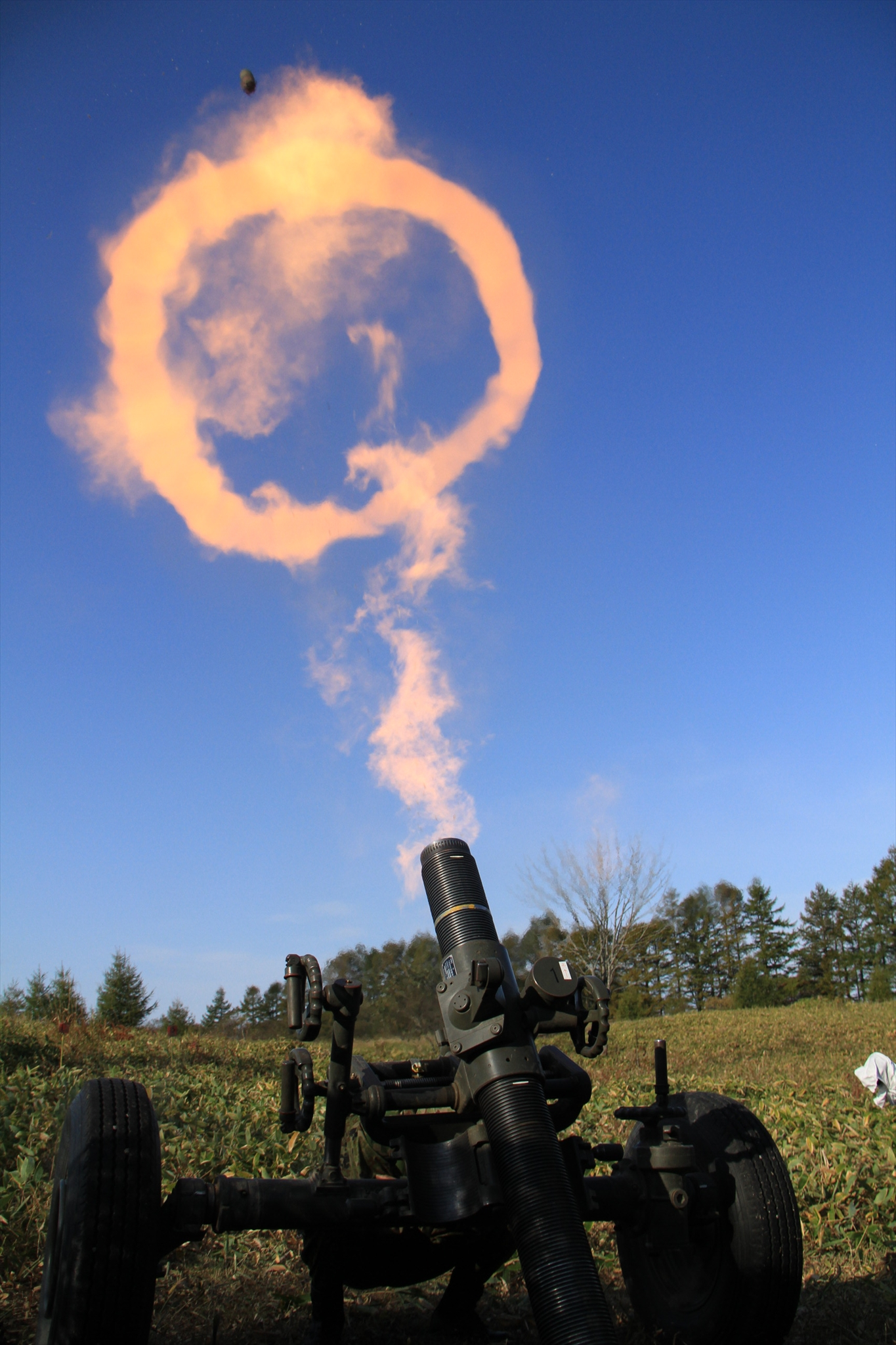
120mm迫撃砲ＲＴ
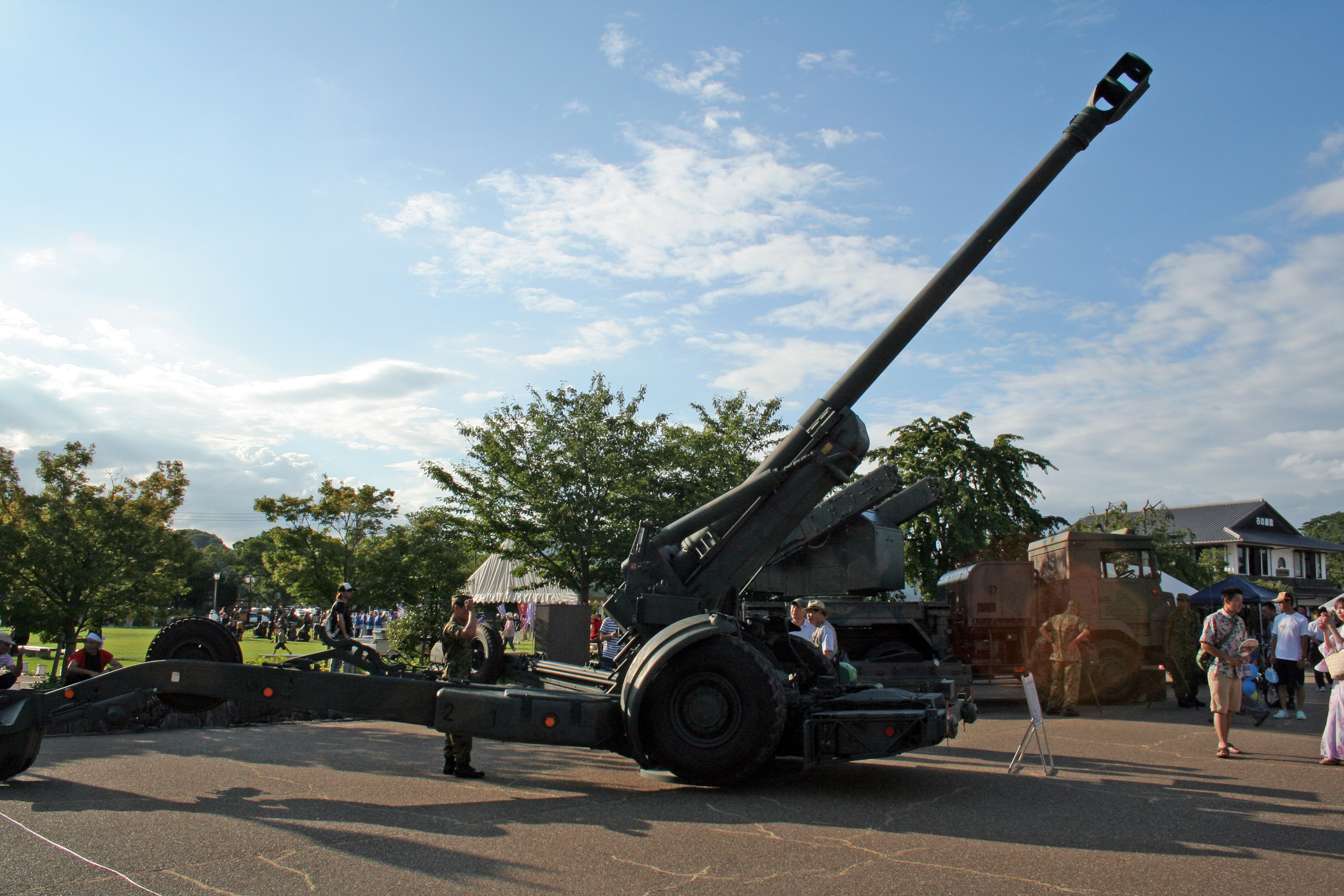
155mm榴弹炮
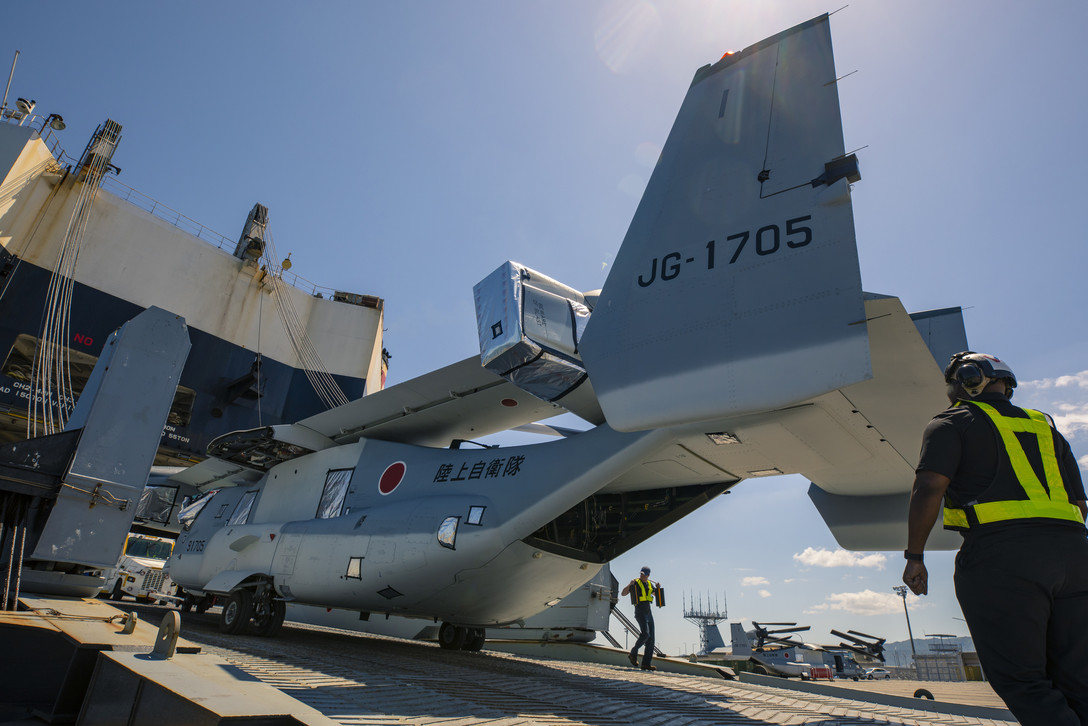
V-22魚鷹式傾斜旋翼機
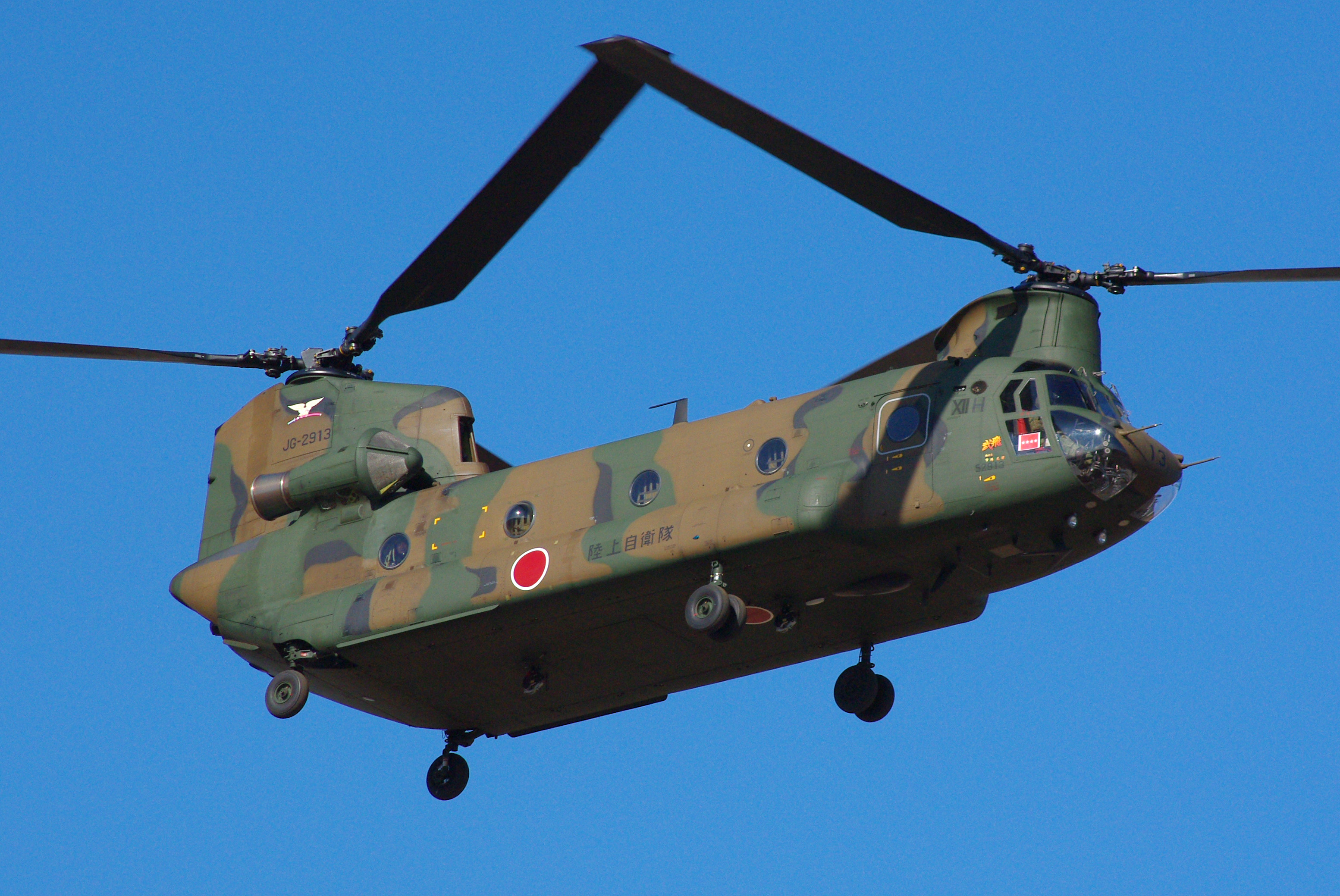
CH-47 (航空機)
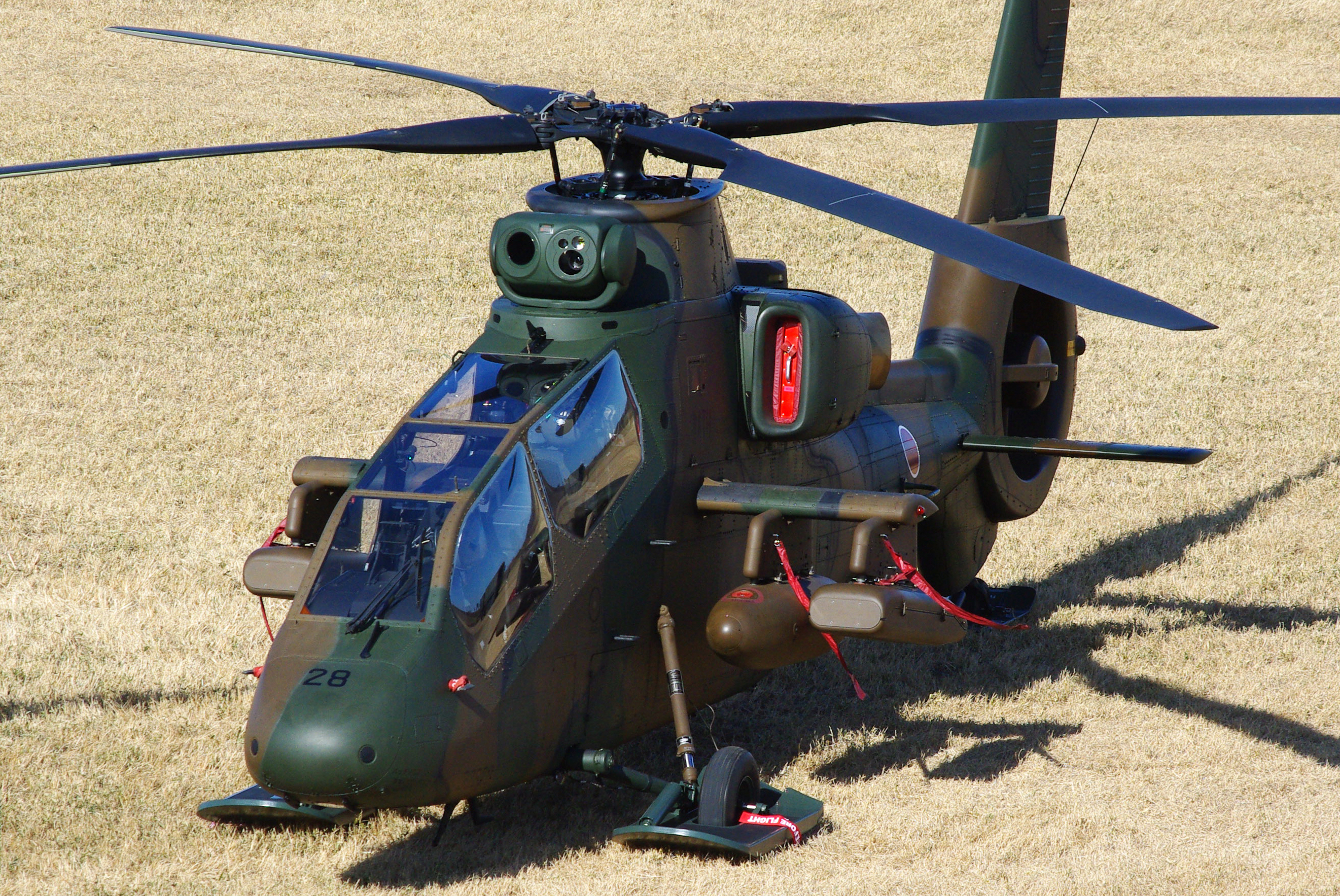
川崎OH-1 輕型軍用偵查直升機
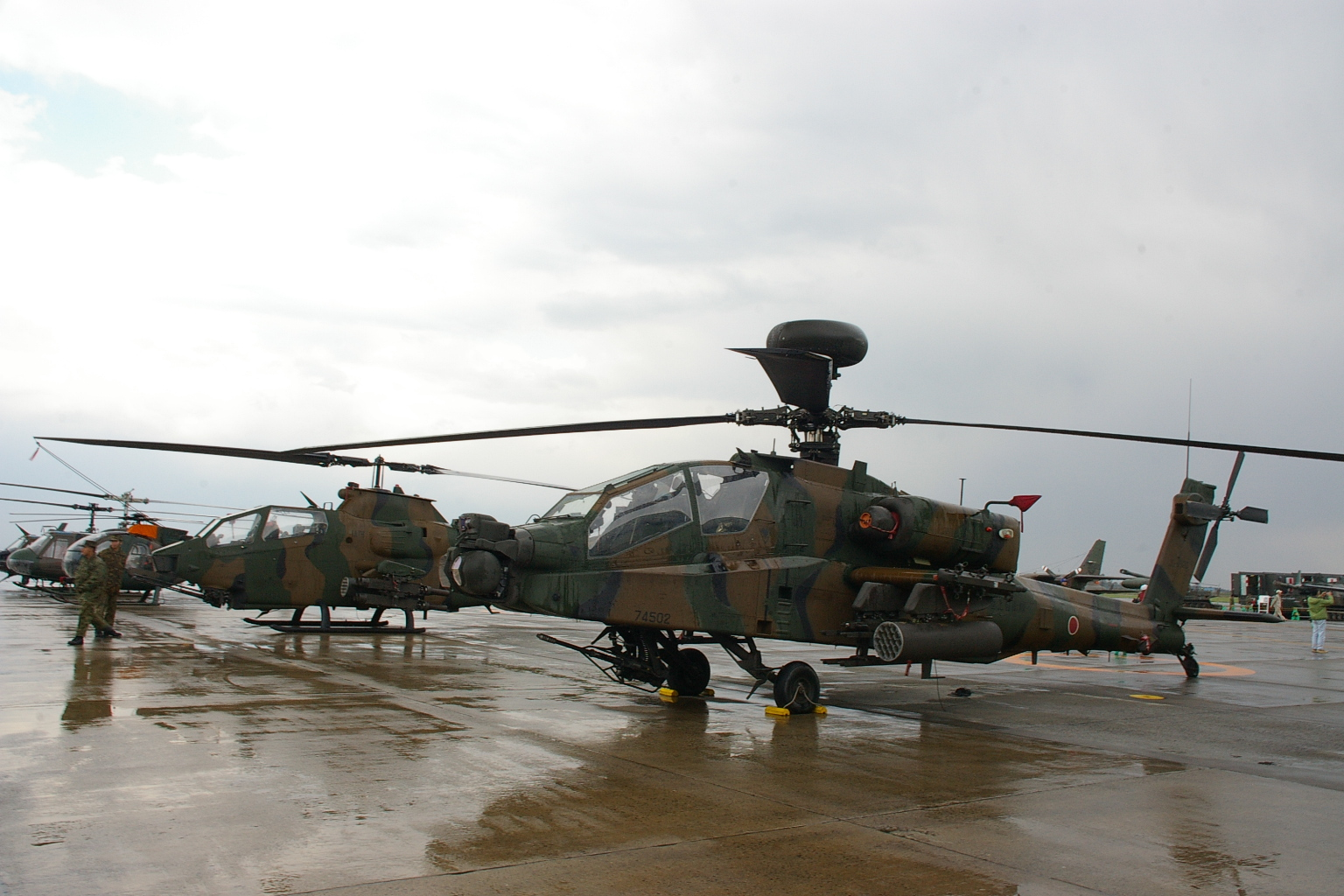
AH-64DJ 長弓阿帕契
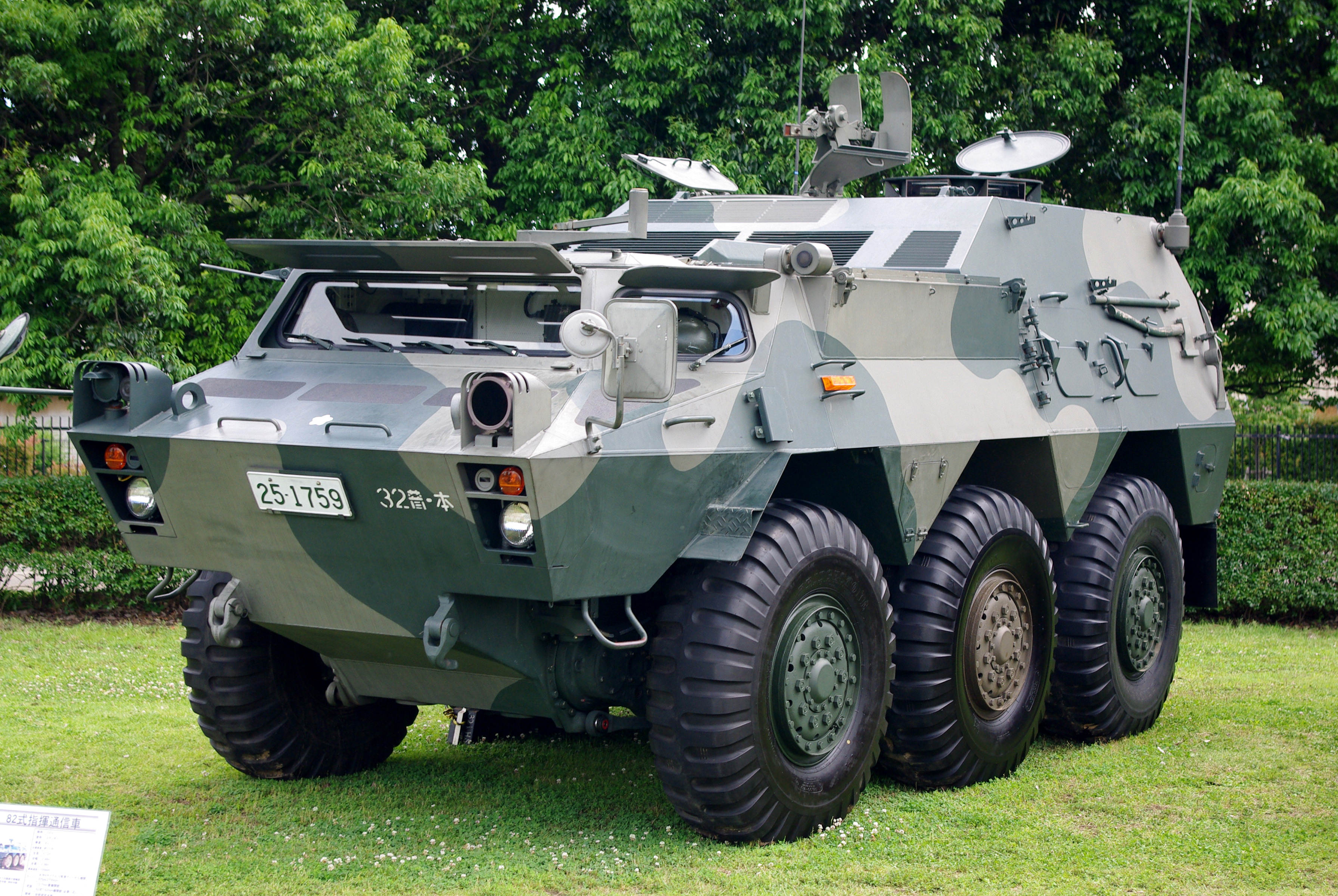
82式指揮通信車
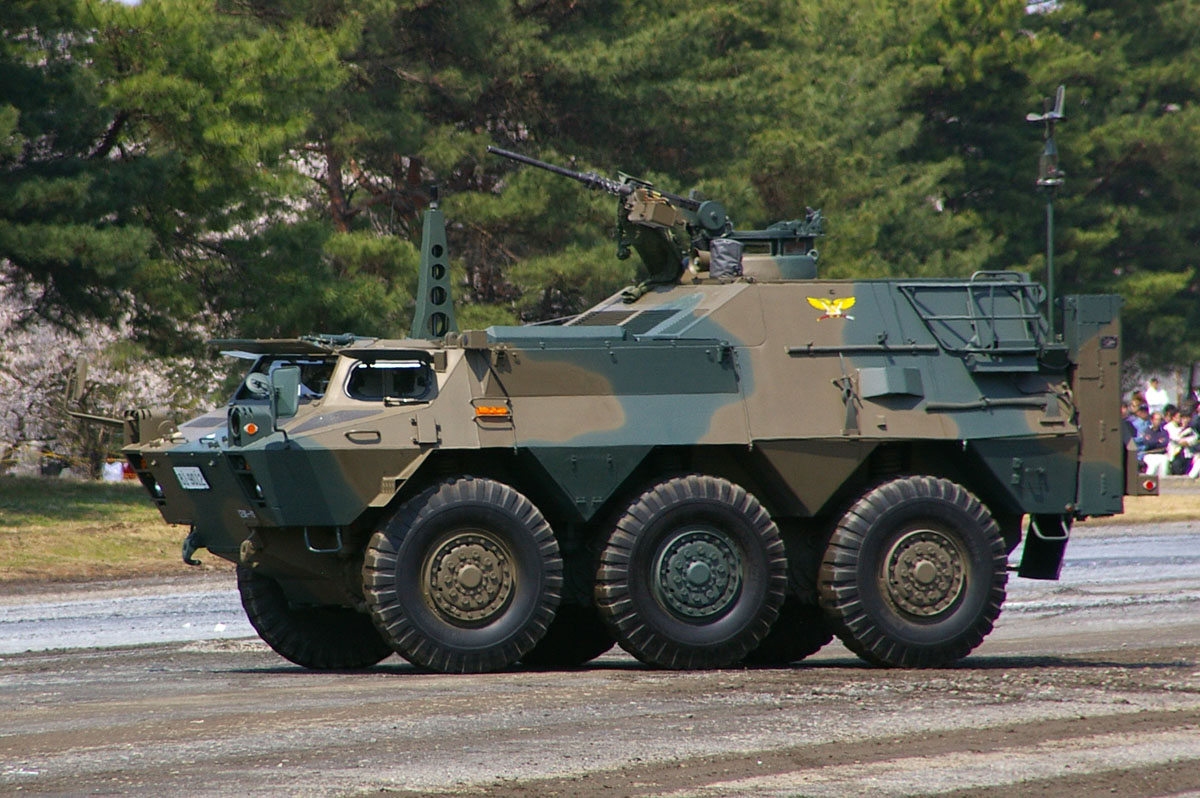
化學防護車
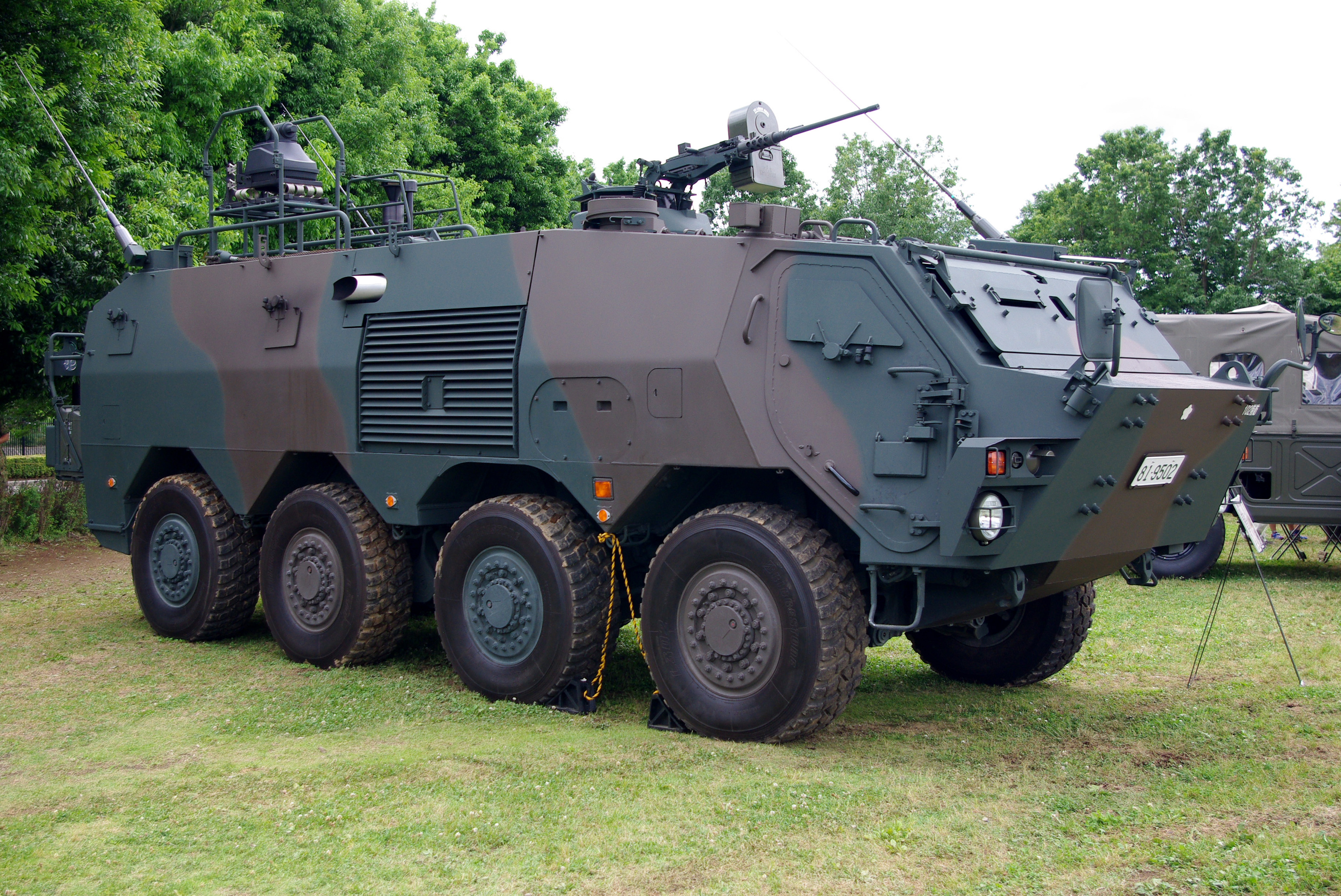
NBC偵察車
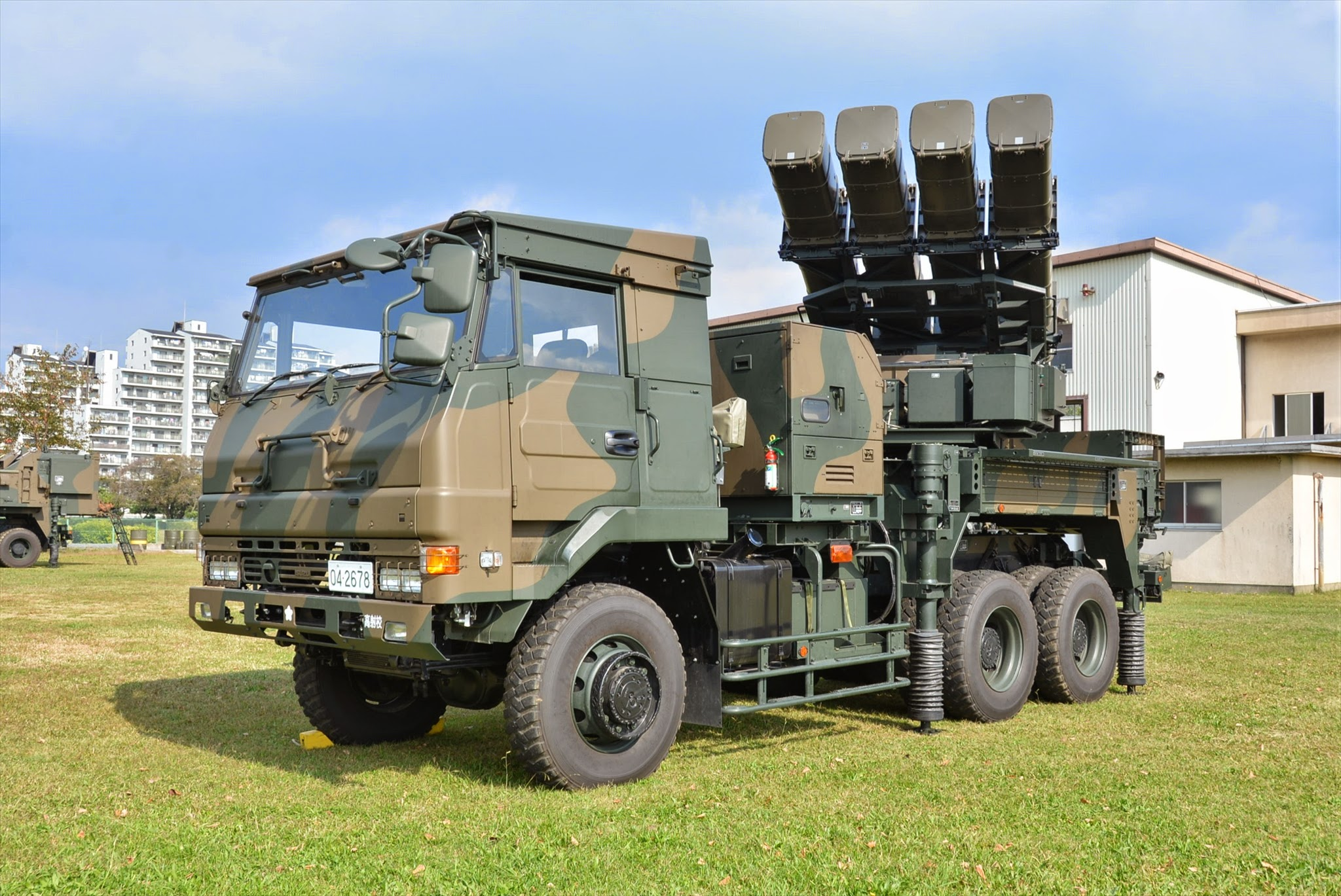
11式短距離地対空飛弾
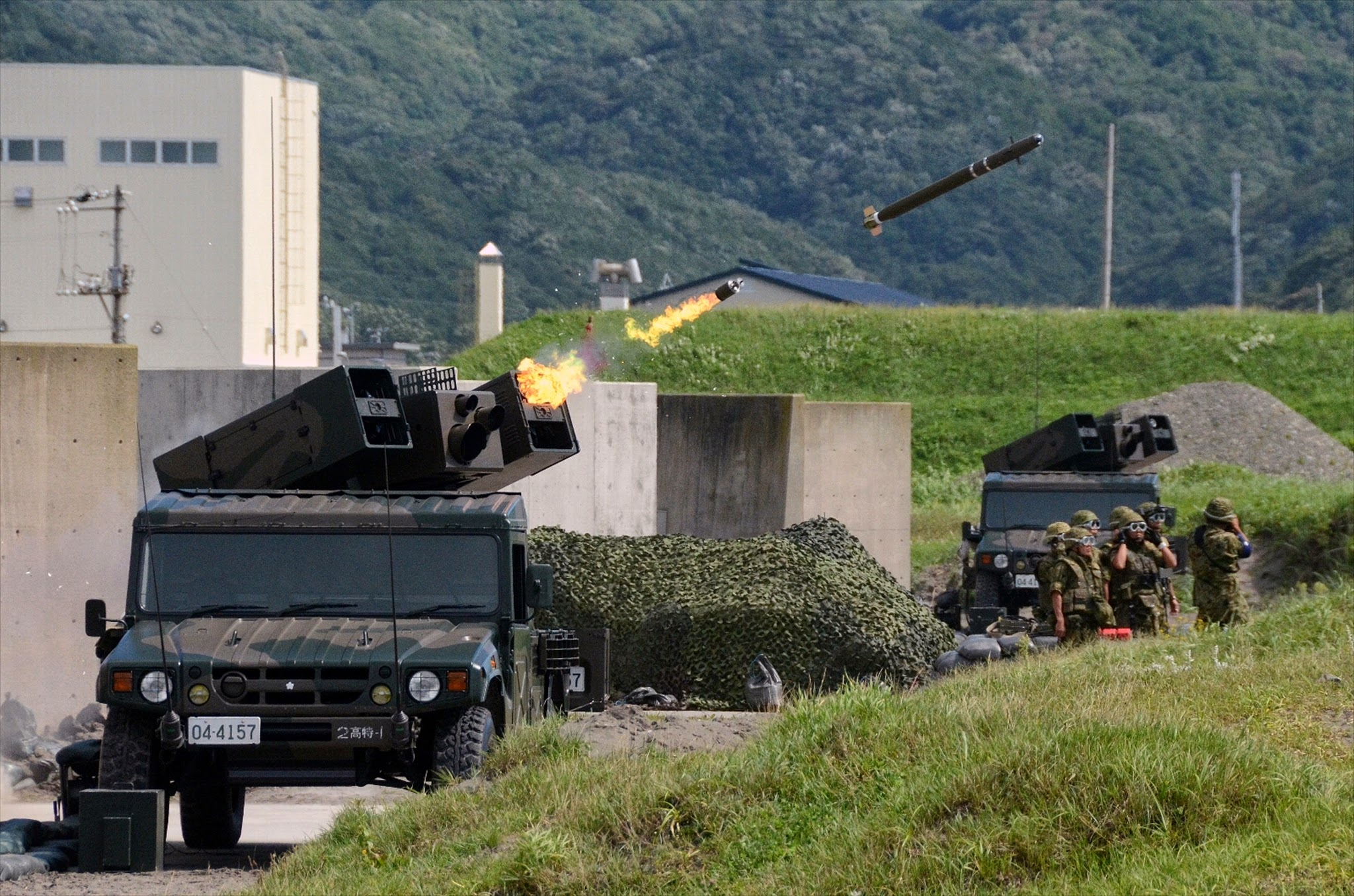
93式近距離地対空飛弾
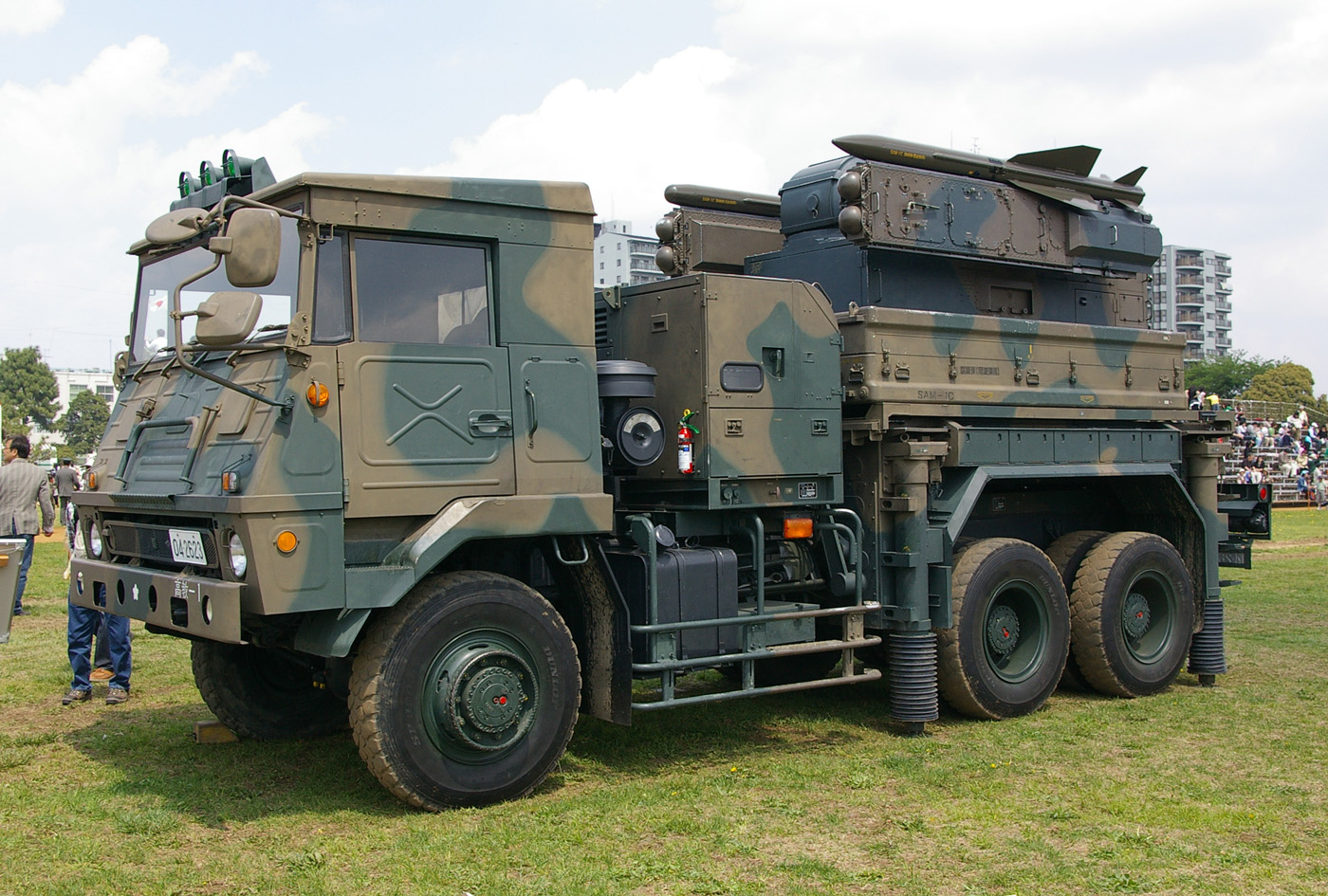
81式短距離地対空飛彈
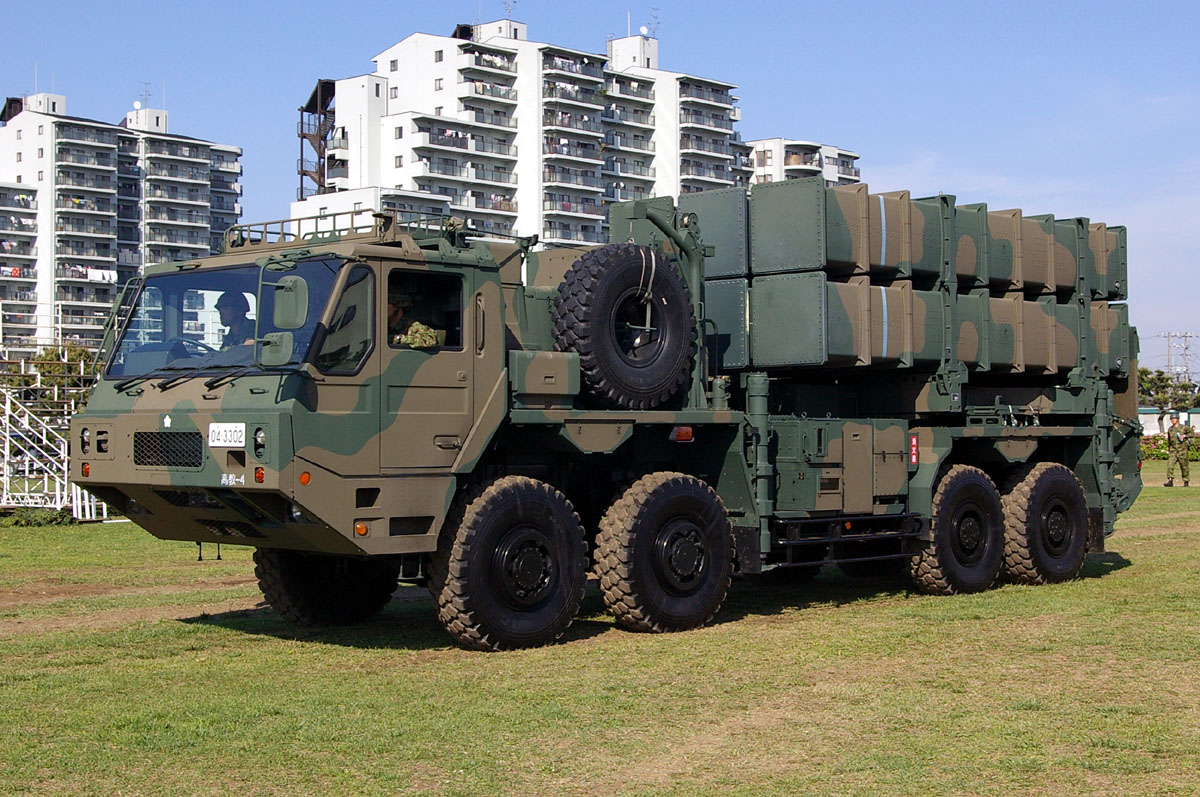
03式中距離地対空飛弾
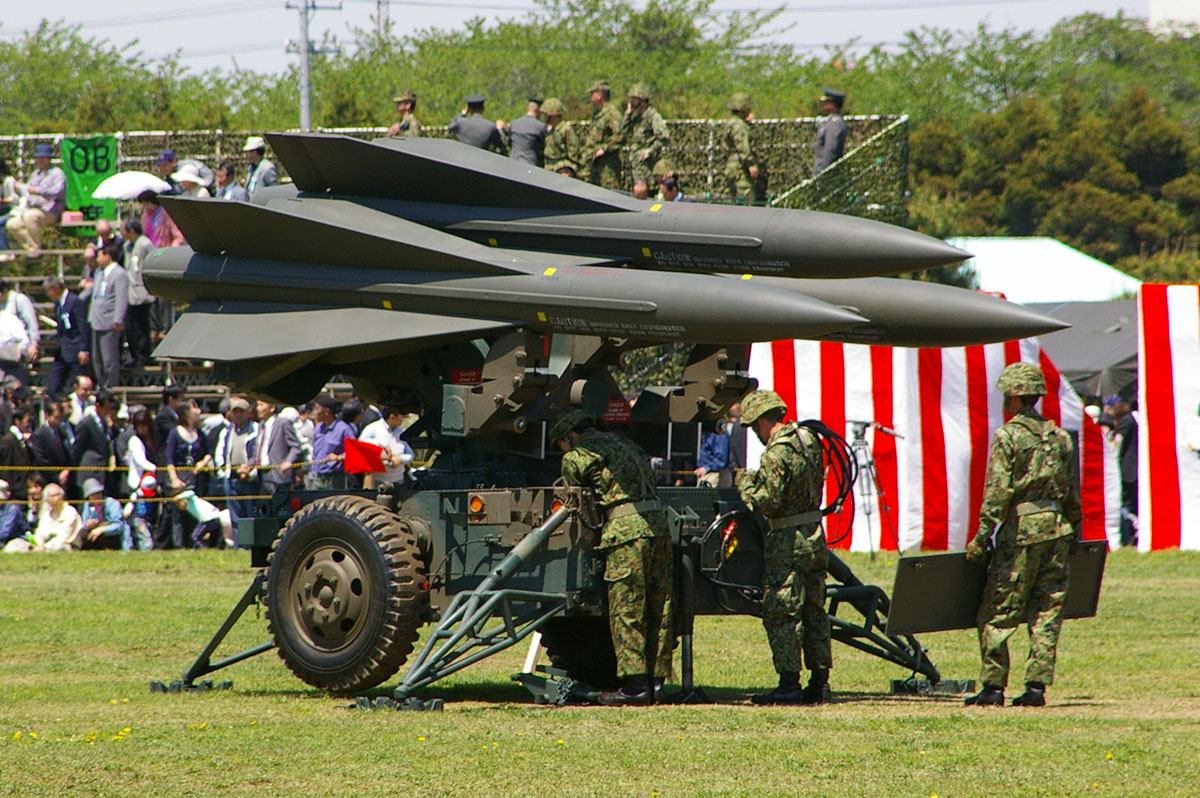
改良ホーク ミサイル発射機
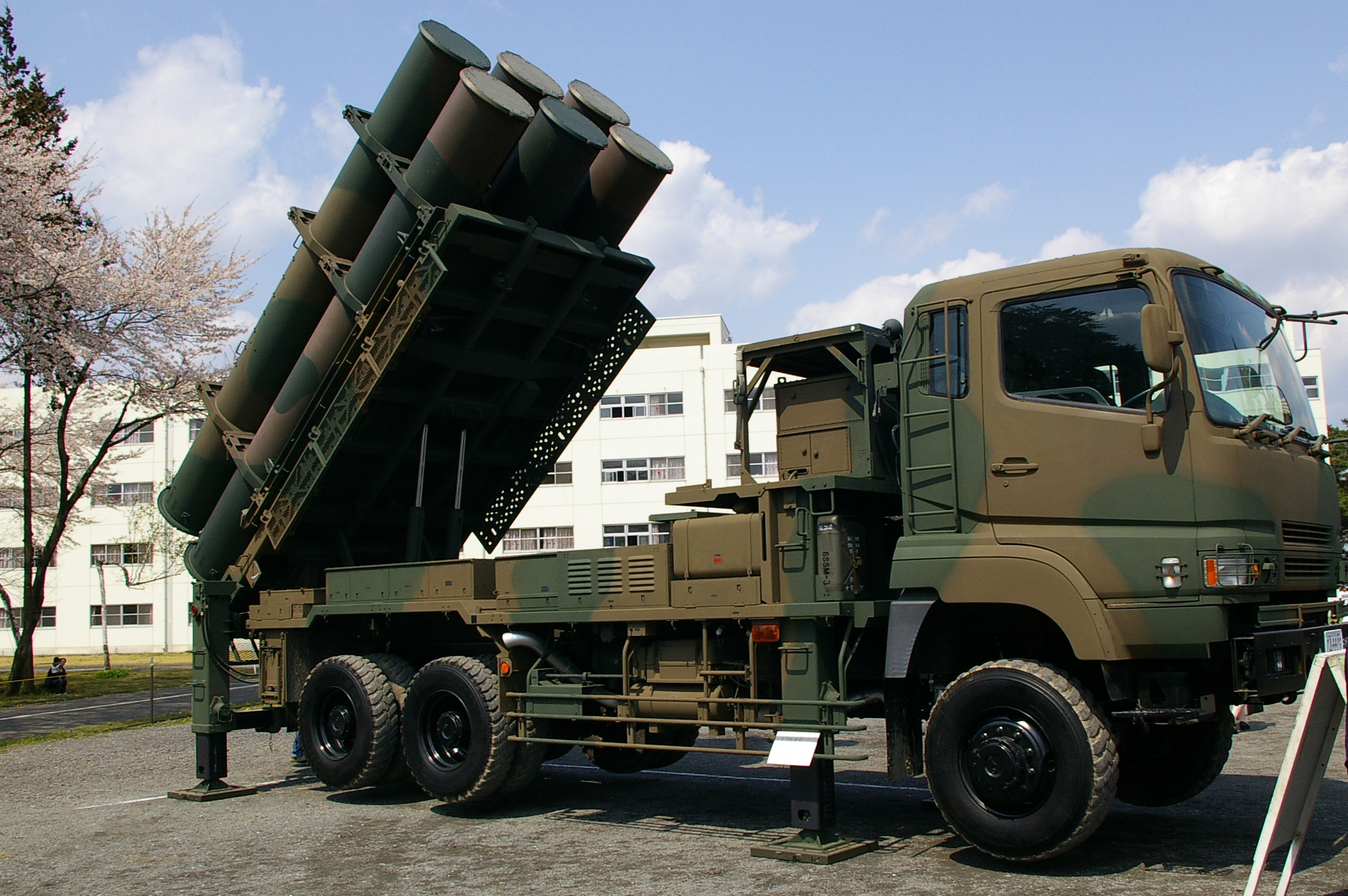
88式陸基反艦飛彈
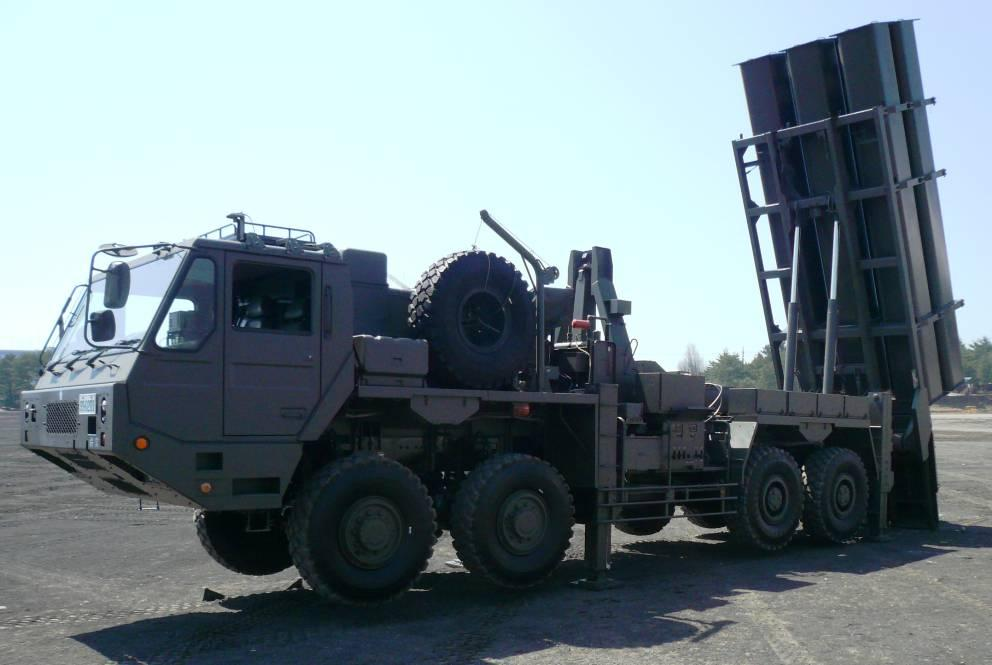
12式陸基反艦飛彈
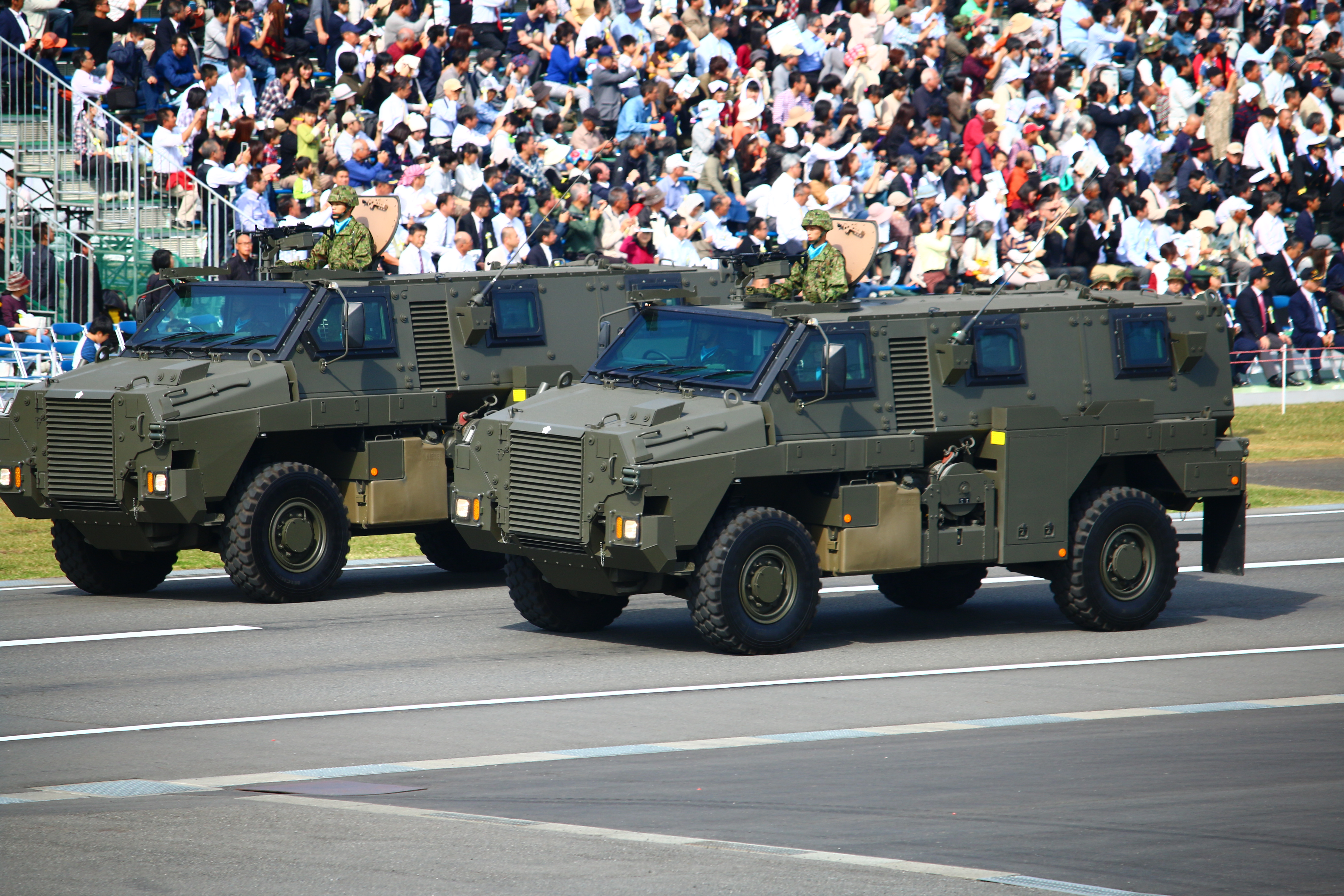
輸送防護車
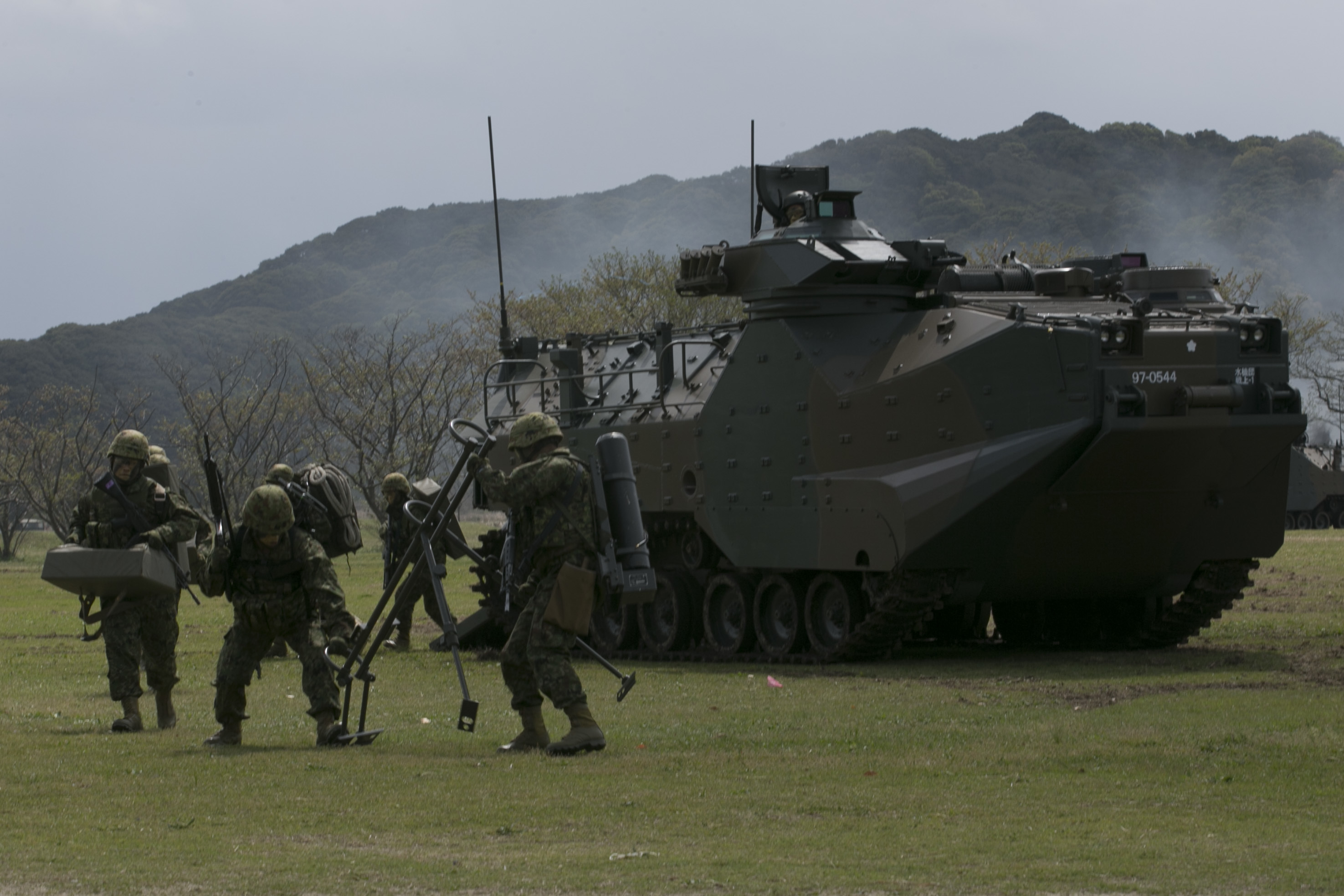
水陸両用車
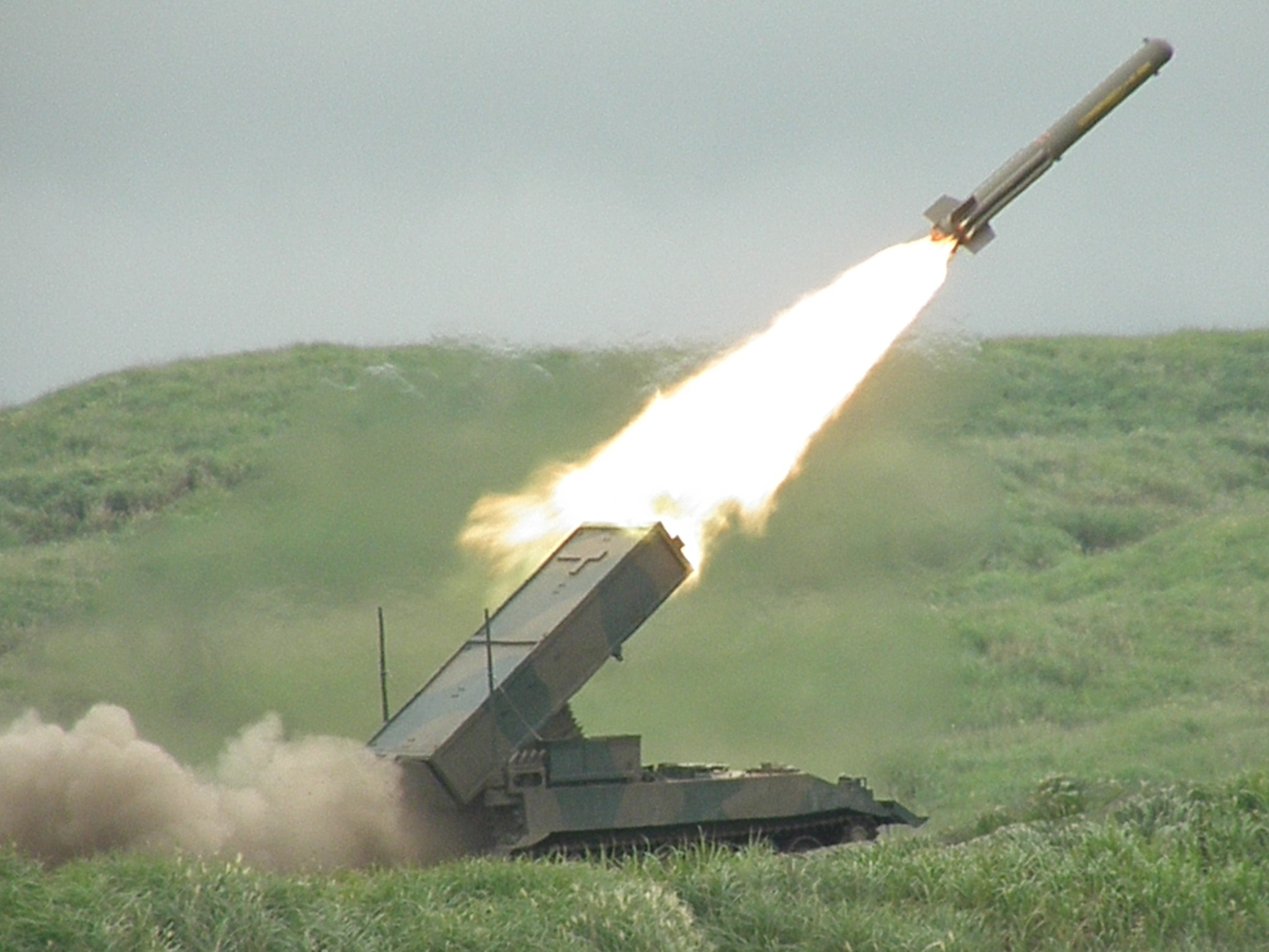
92式地雷原処理車
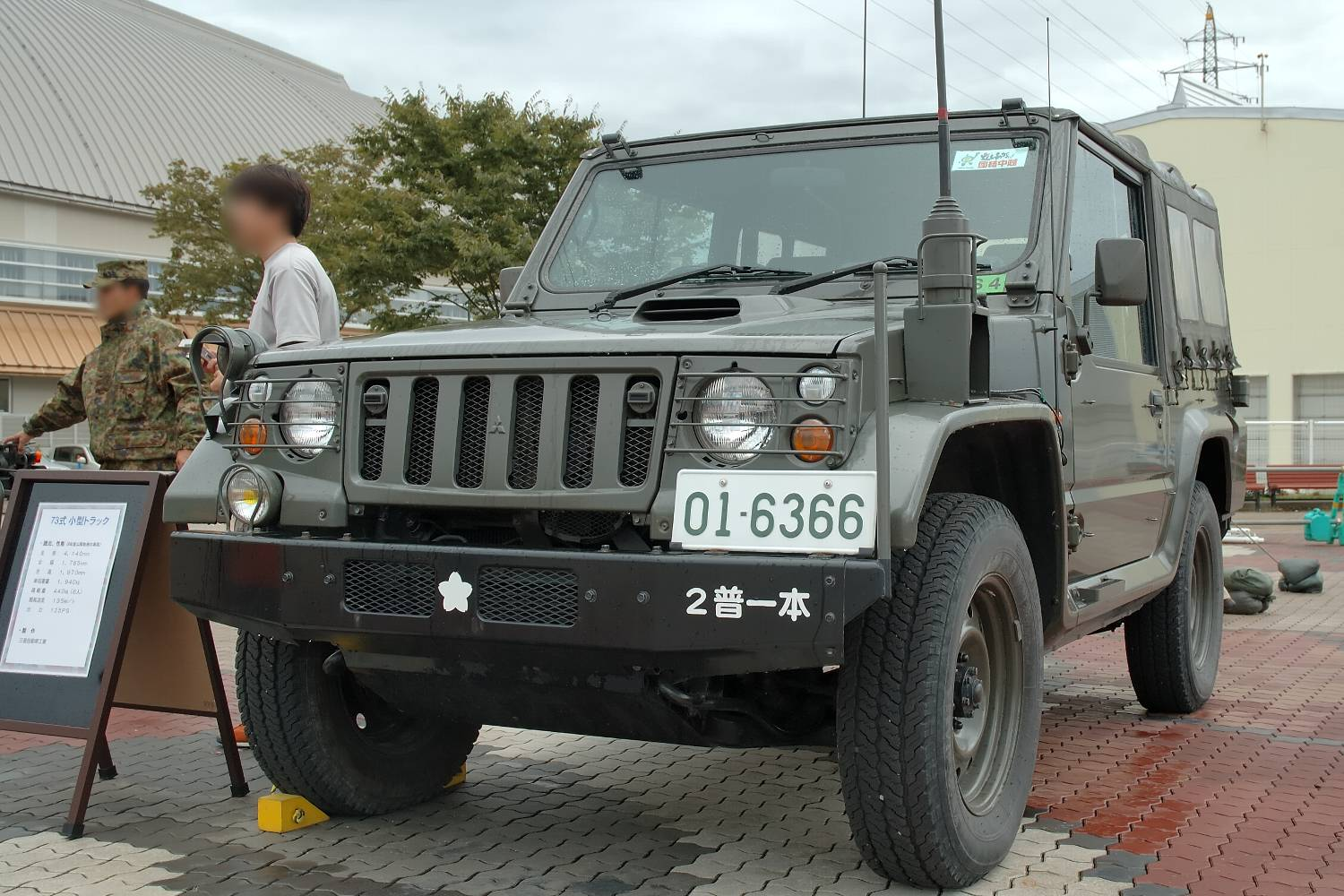
普通科的73式吉普車（三菱製）
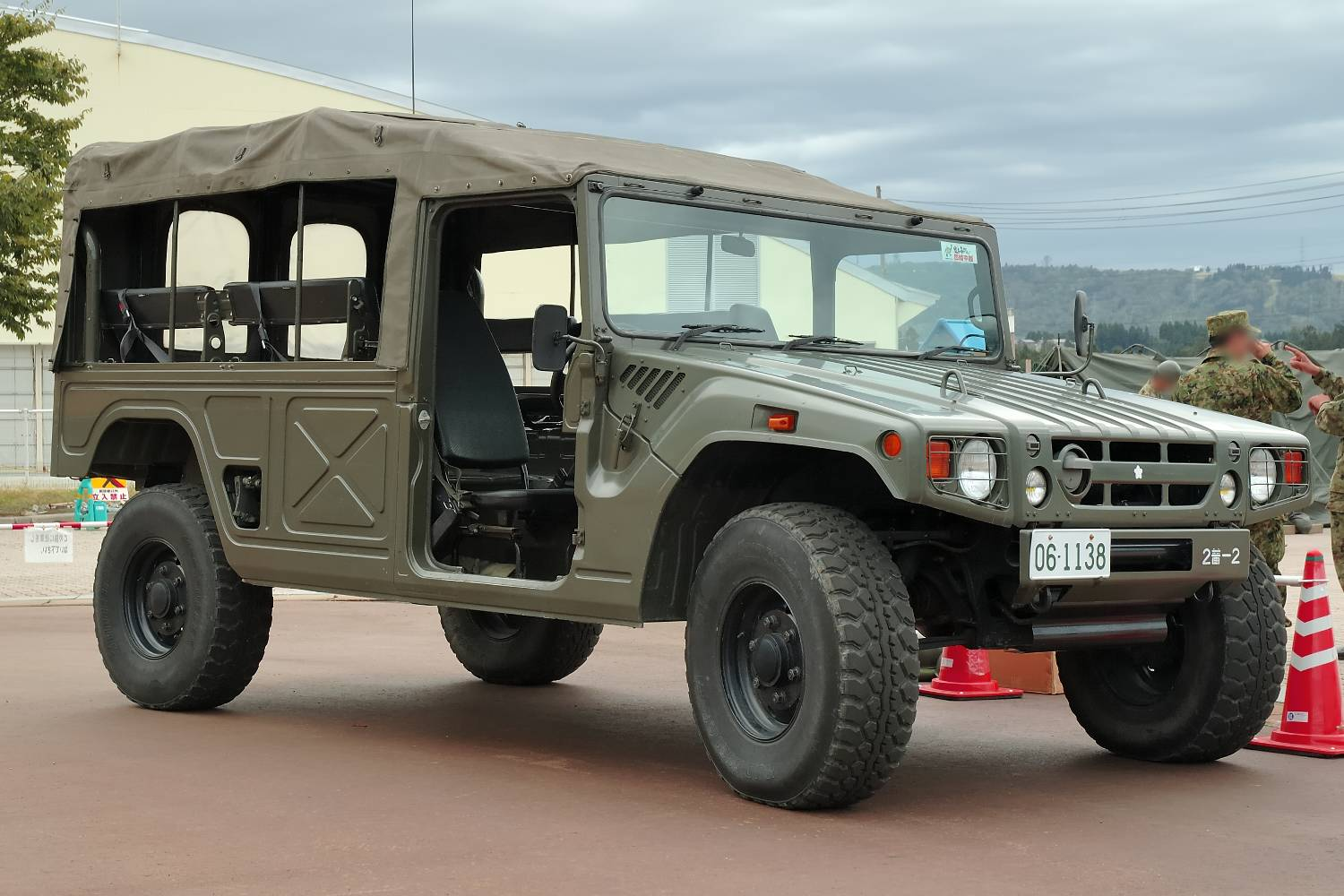
高機動車（日野製）
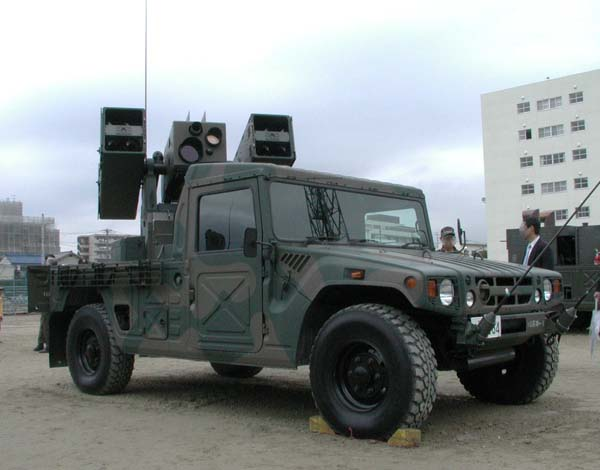
高機動車外載防空飛彈
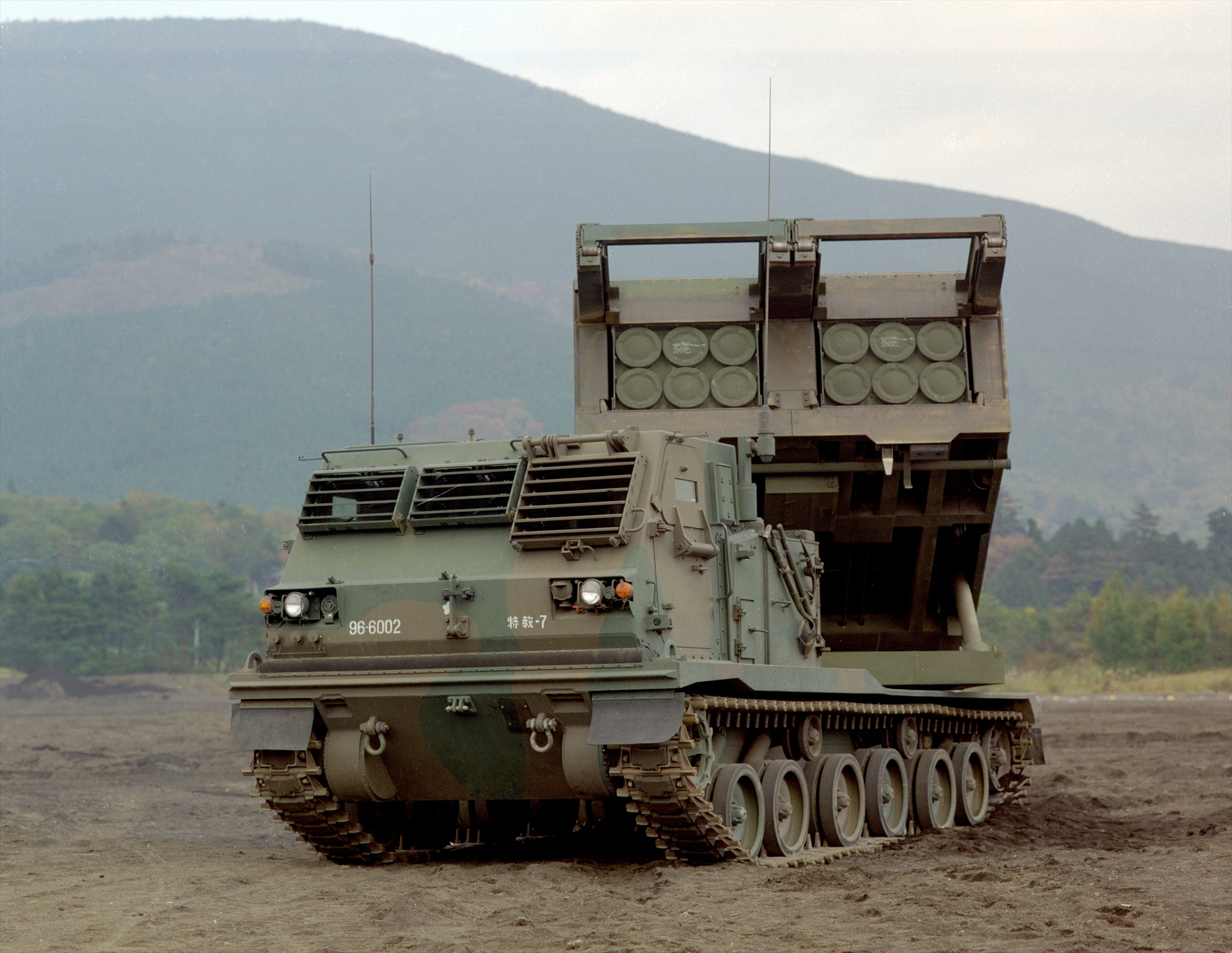
M270多管火箭系統
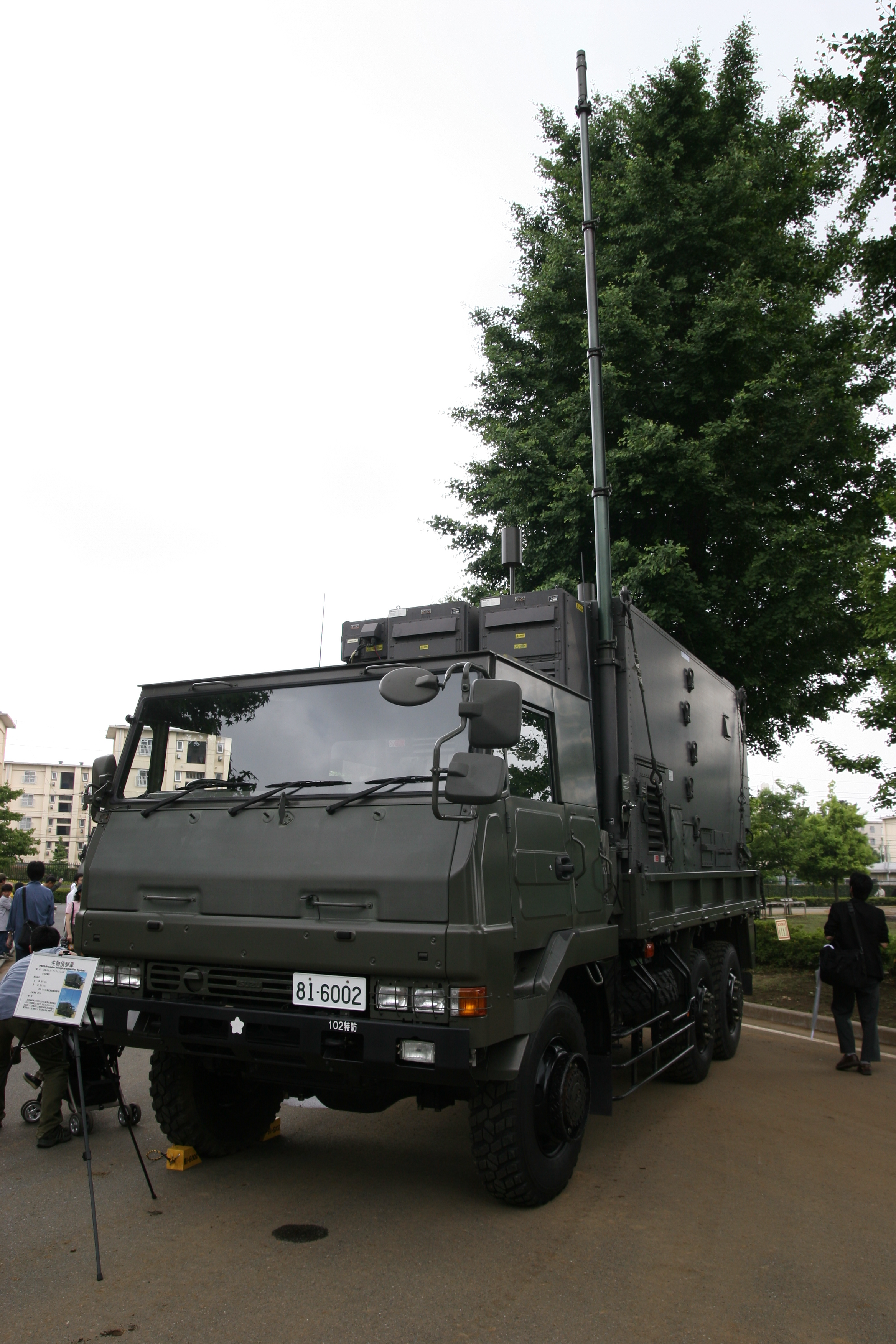
生物偵察車
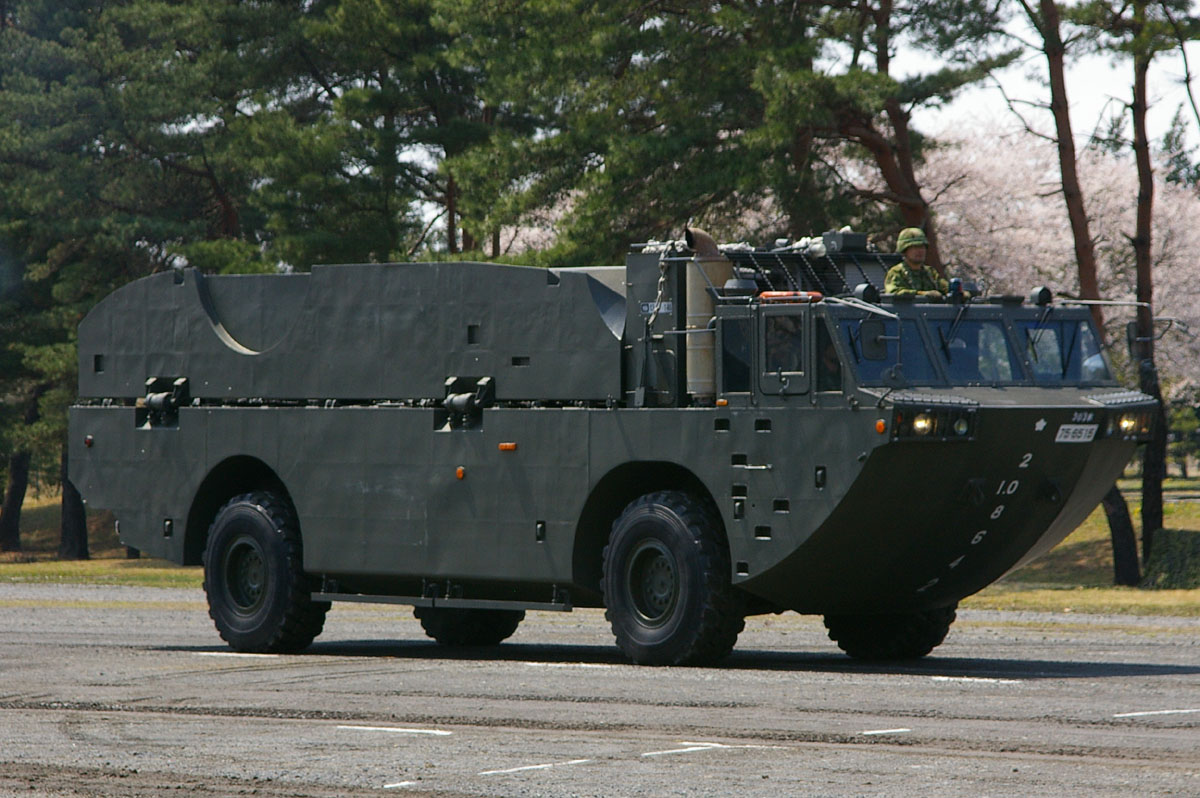
94式水際地雷敷設装置
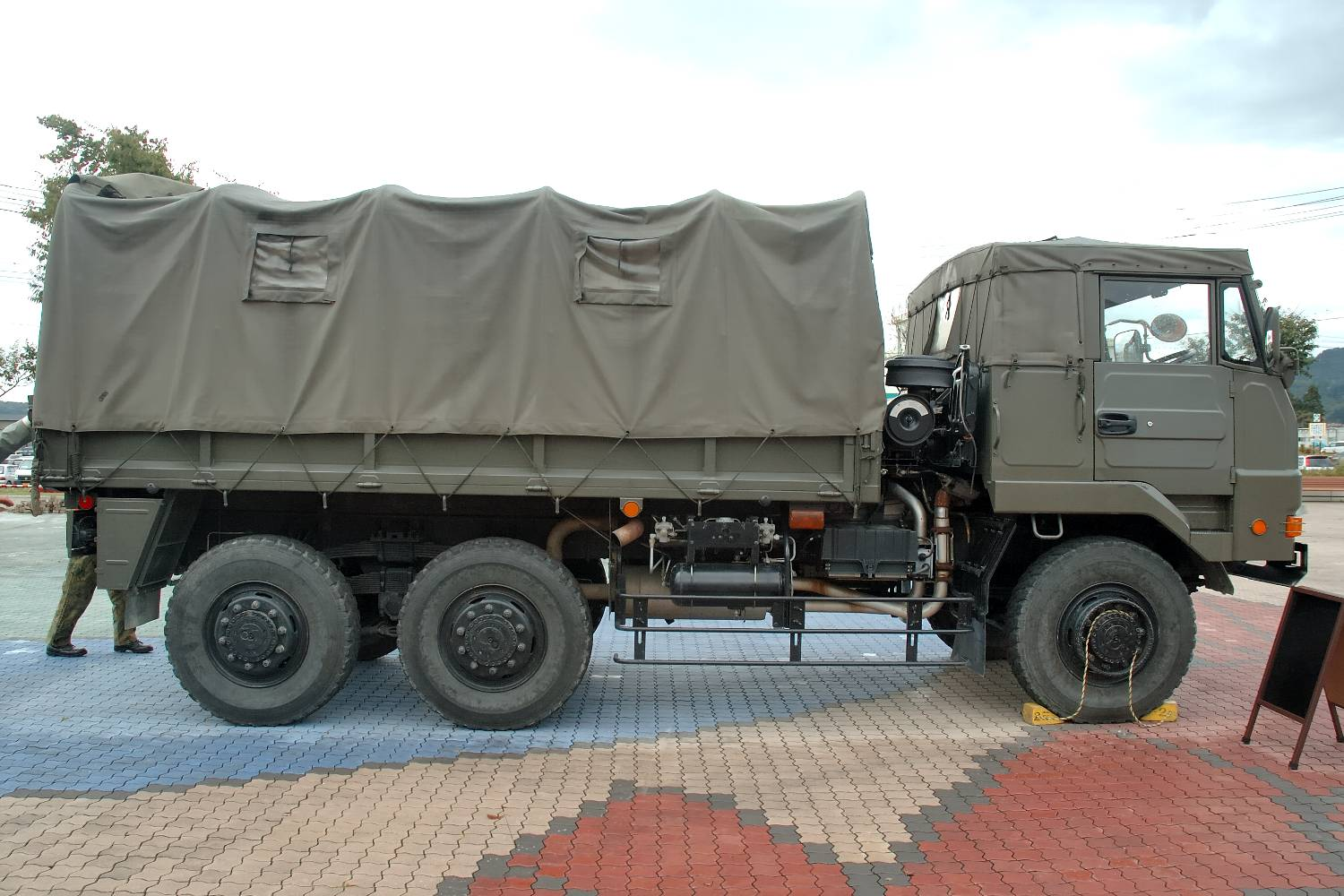
需品科73式中型卡車（五十鈴製）由武器科管理
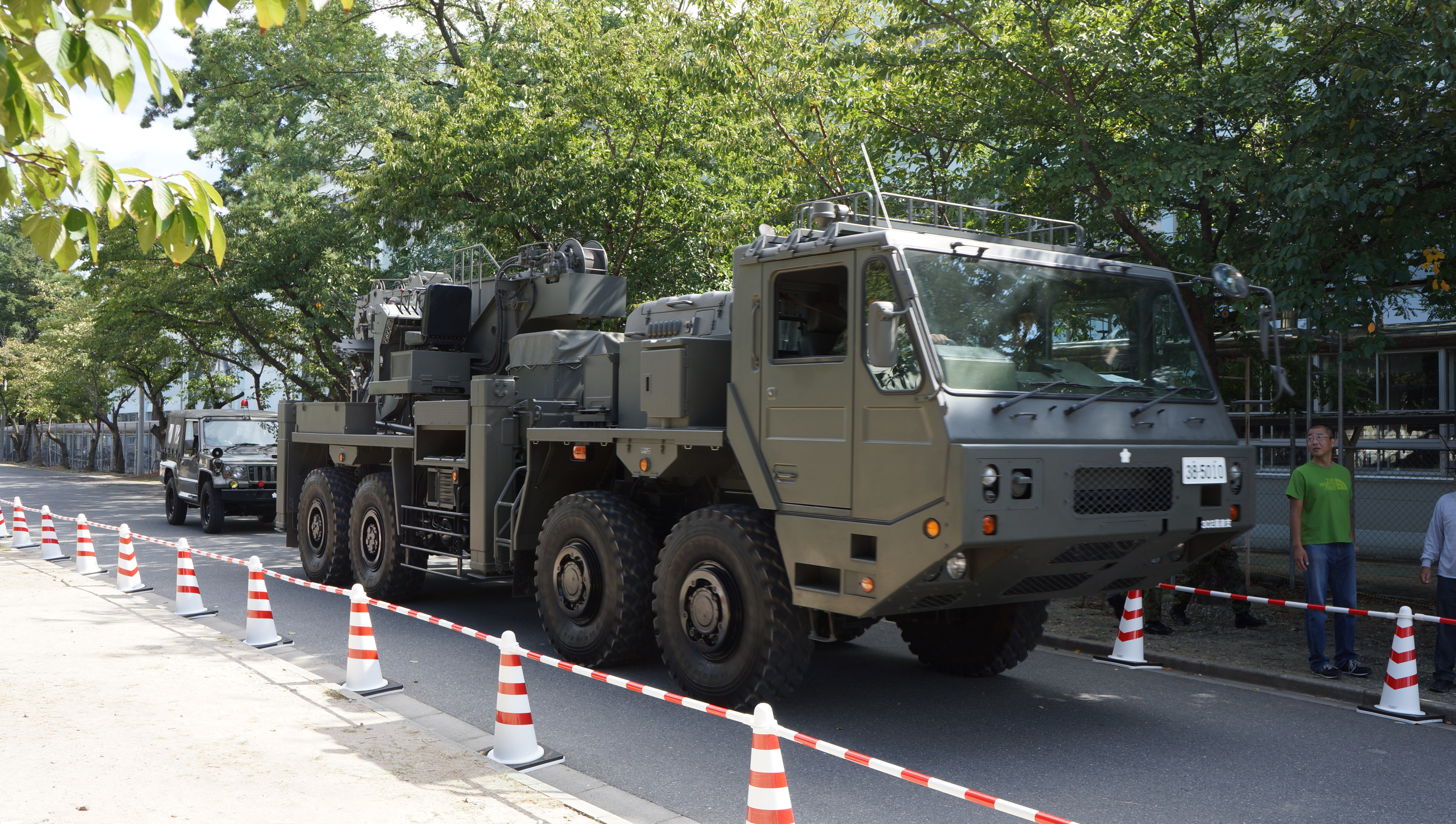
重装輪回収車
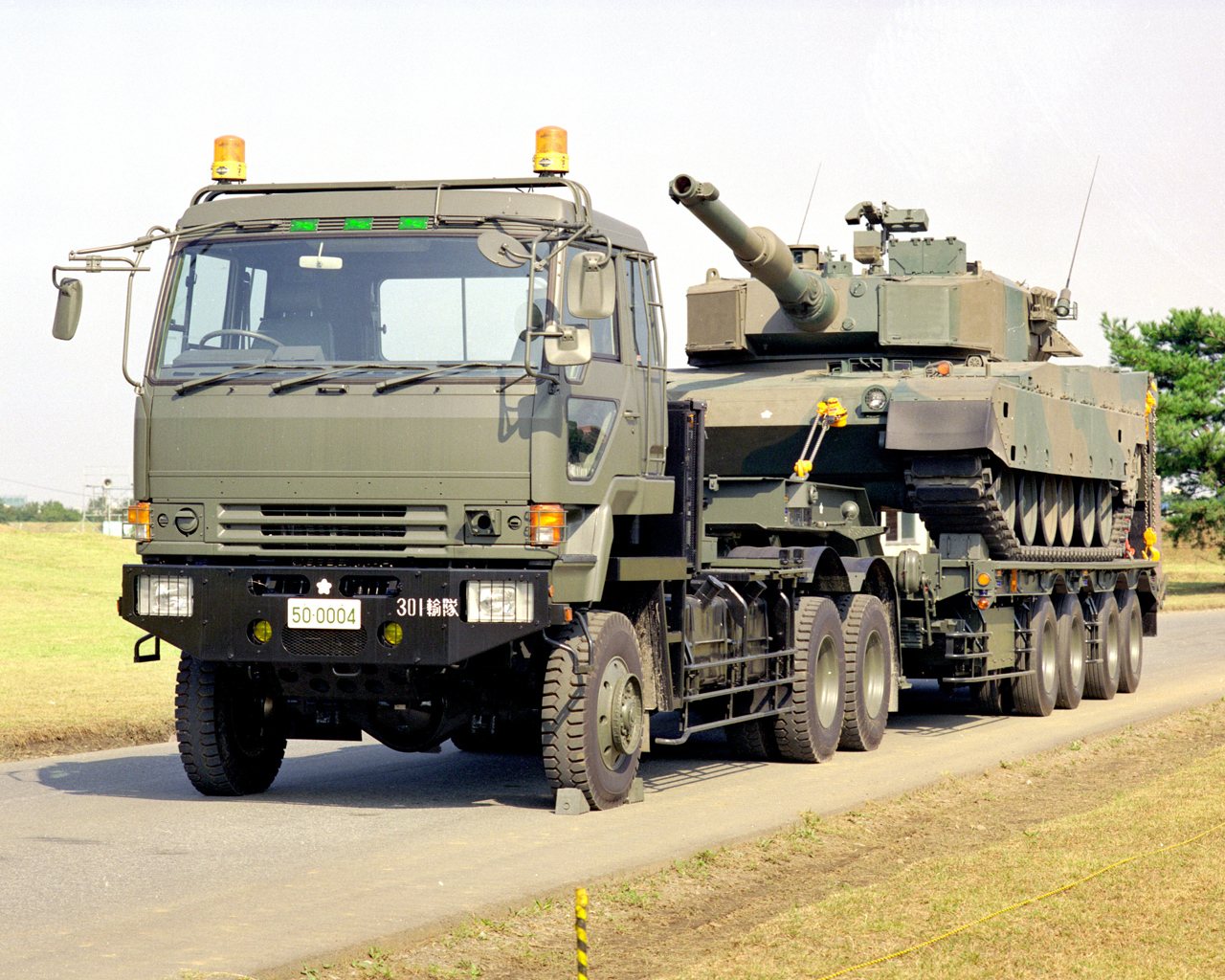
特大型運搬車
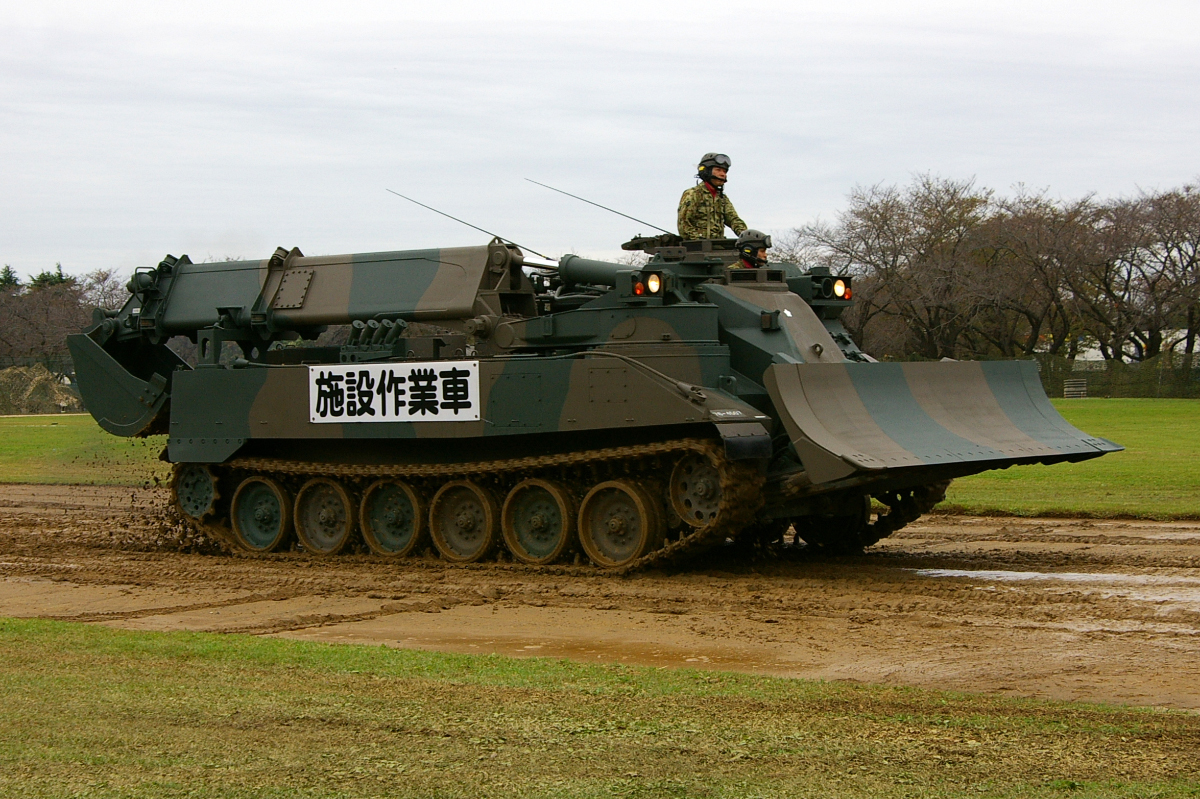
施設作業車
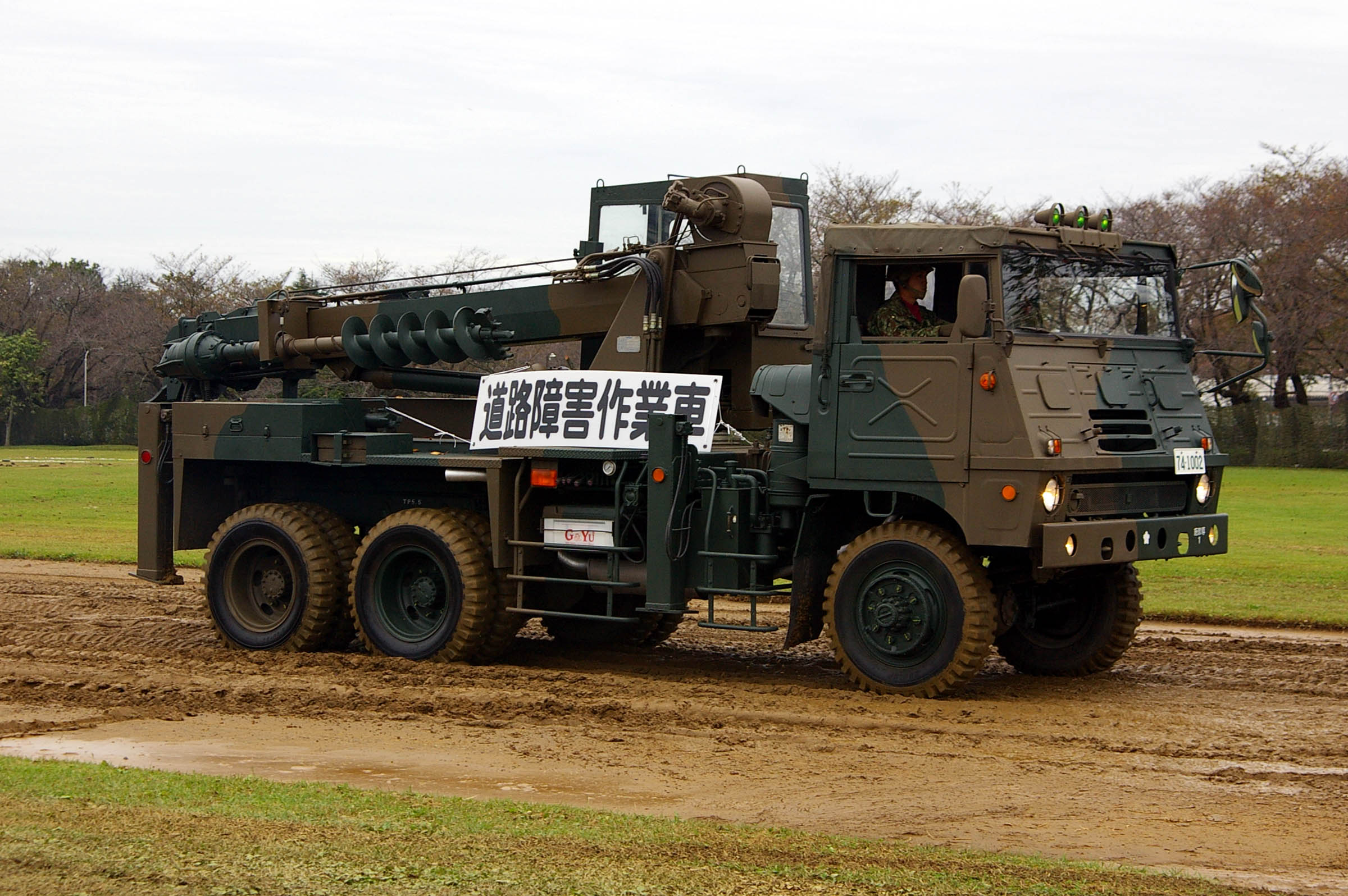
道路障害作業車
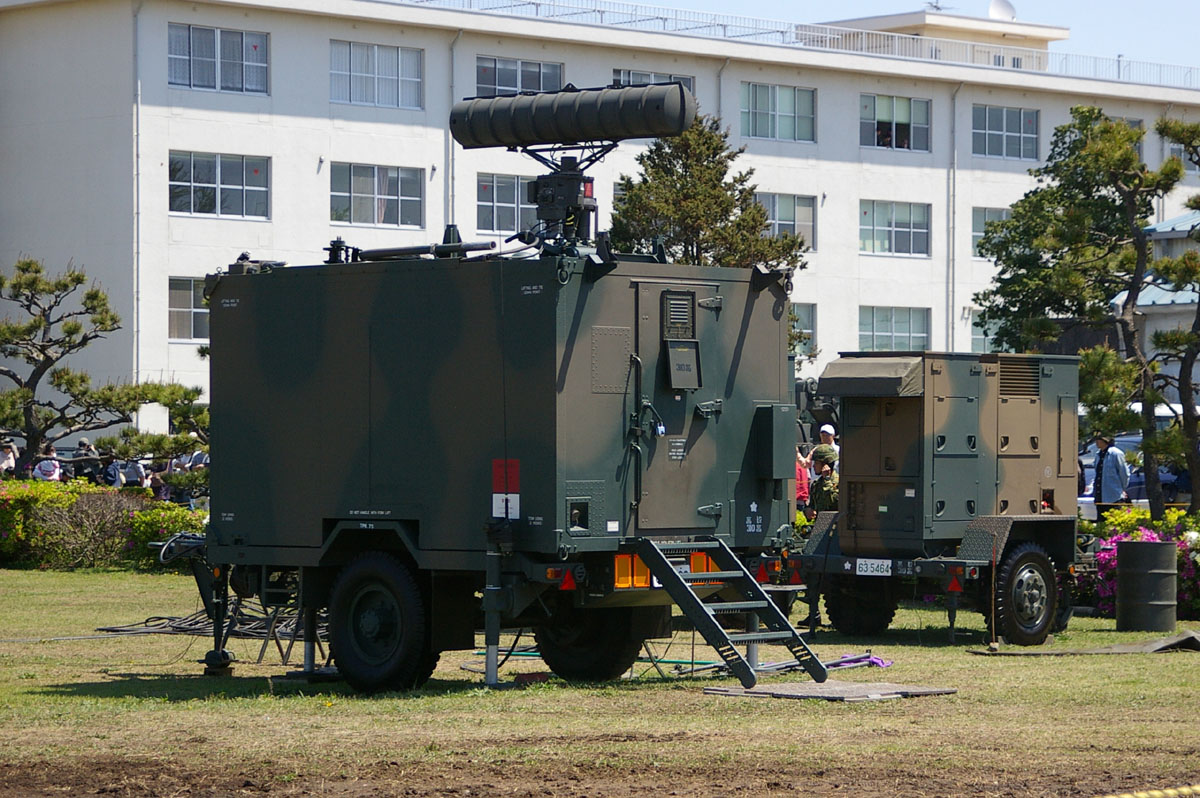
MIM-23機動防空飛彈雷達車
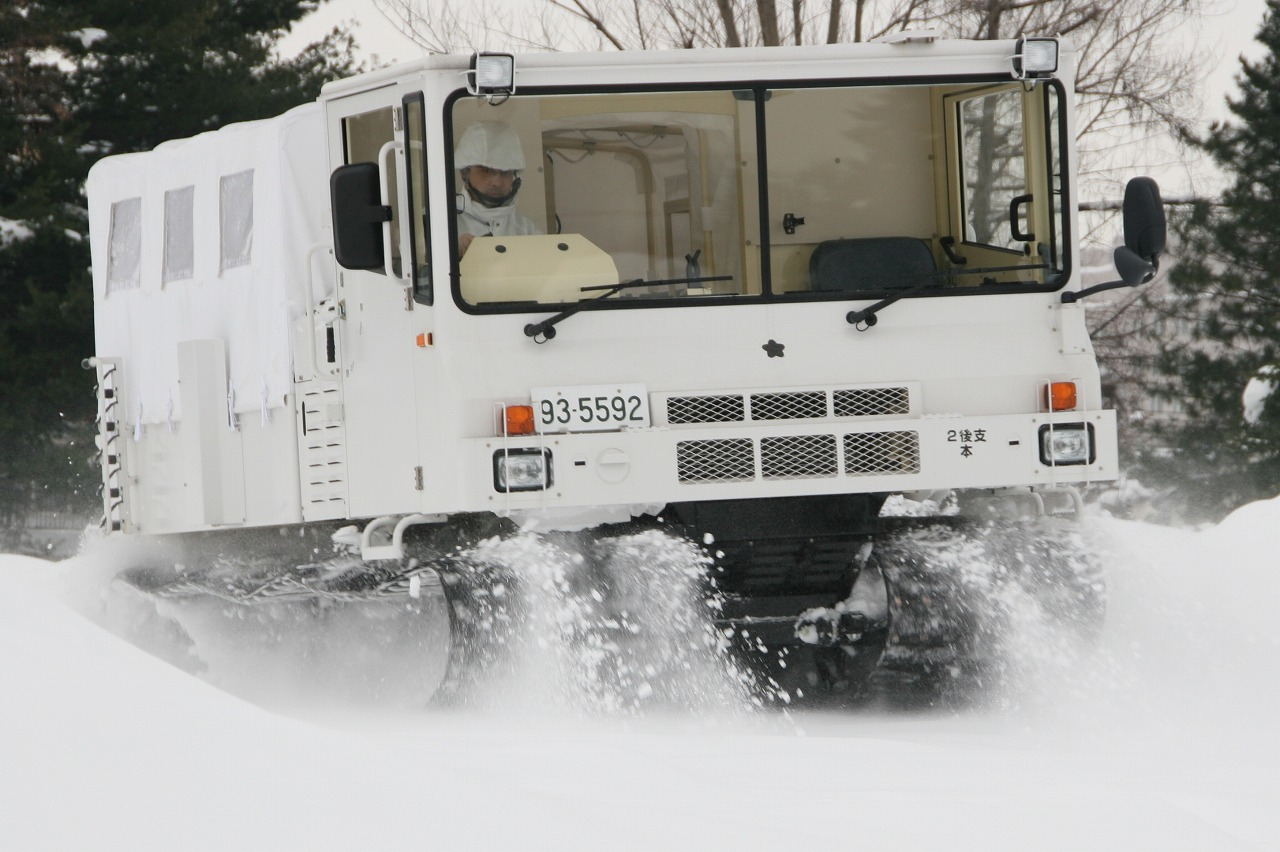
10式雪上車
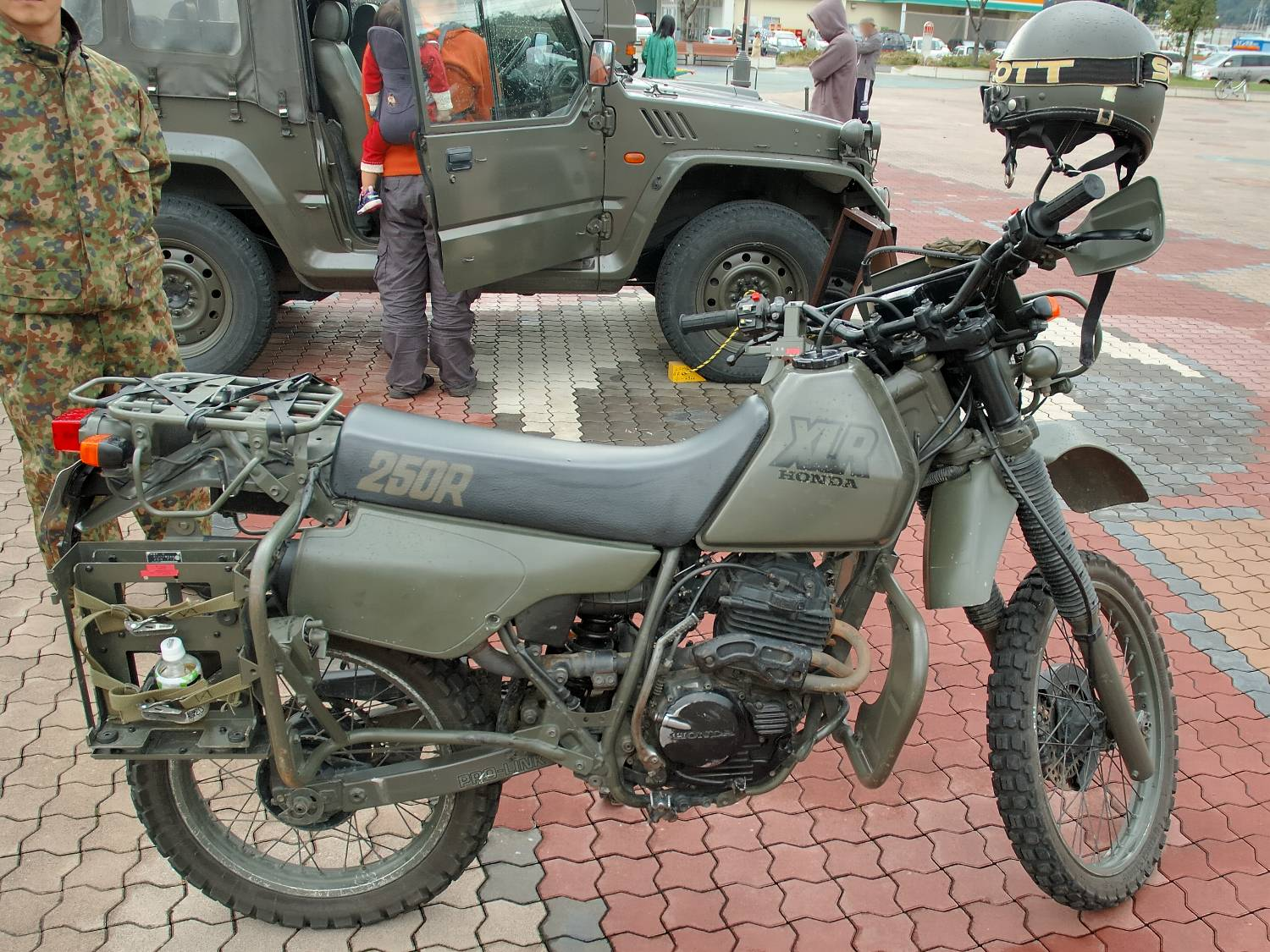
本田技研工業製本田XLR250R偵察摩托車

## 相關文化作品
- 《正宗哥吉拉》
- 《GIGANTIS-ジャイガンティス-》[7]
- 《GATE 奇幻自衛隊》
- 《戰國自衛隊》

### 引用
1. ↑   (PDF). 防衛省 予算等の概要.   [2020-09-30]. （原始内容存档于2021-02-19） （日语）.
2. ↑  .   [2023-03-06]. （原始内容存档于2023-03-06）.
3. ↑  . military.people.com.cn.   [2024-11-07].
4. ↑  . www.manhuaren.com.   [2024-07-06]. （原始内容存档于2024-07-06）.